# Heidelberger Schloss

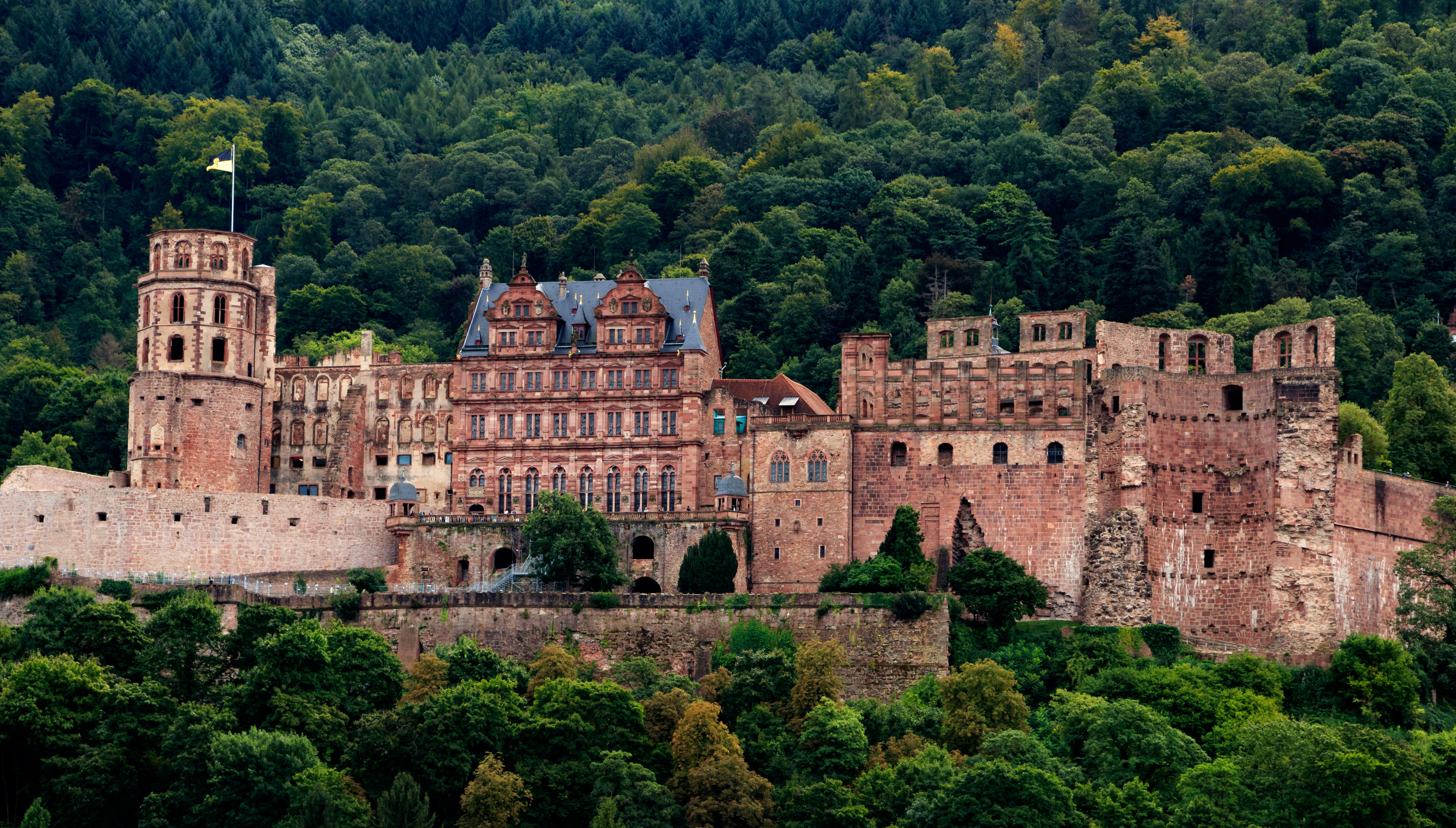
Das Heidelberger Schloss

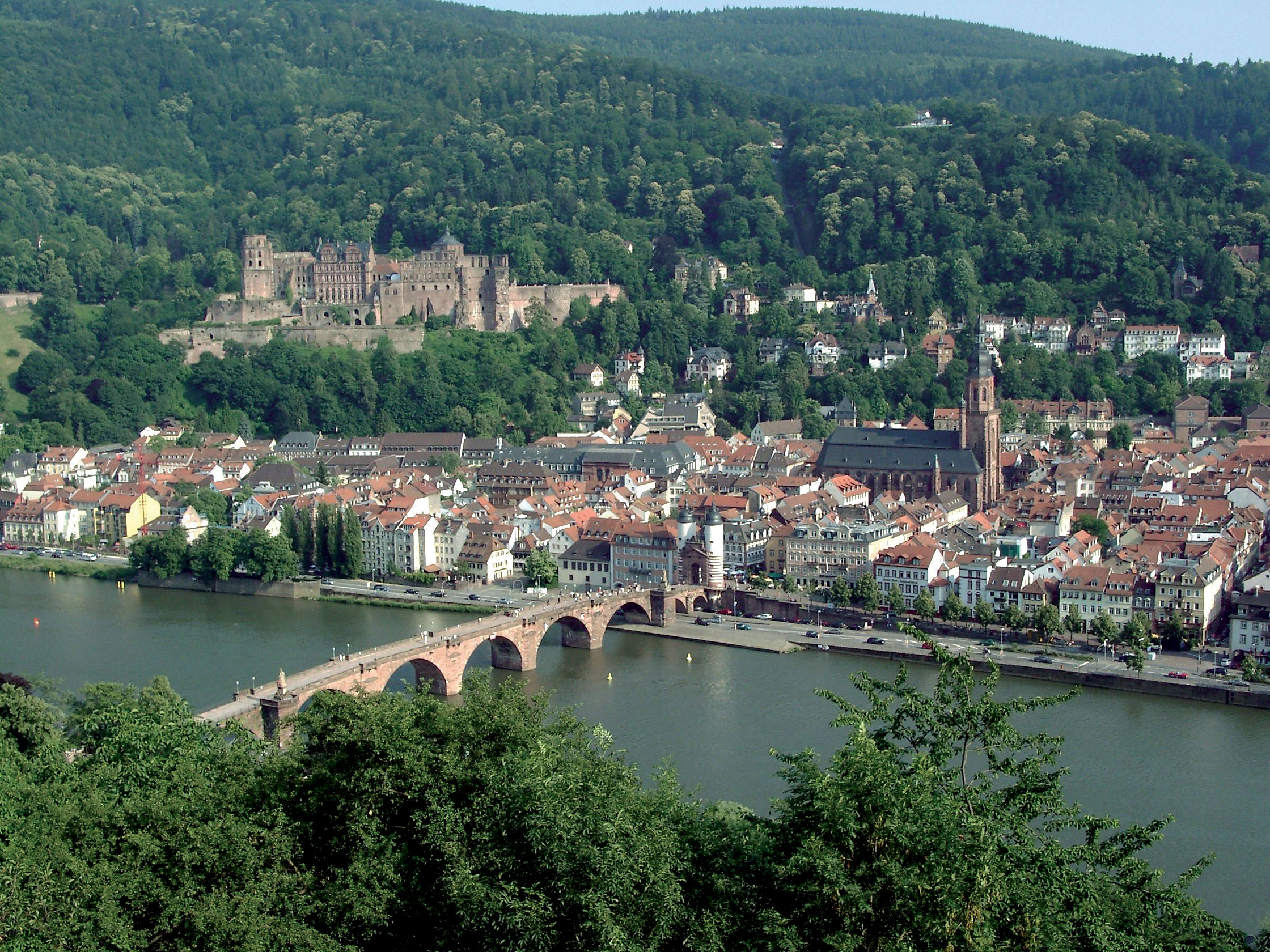
Schloss, Altstadt und Alte Brücke

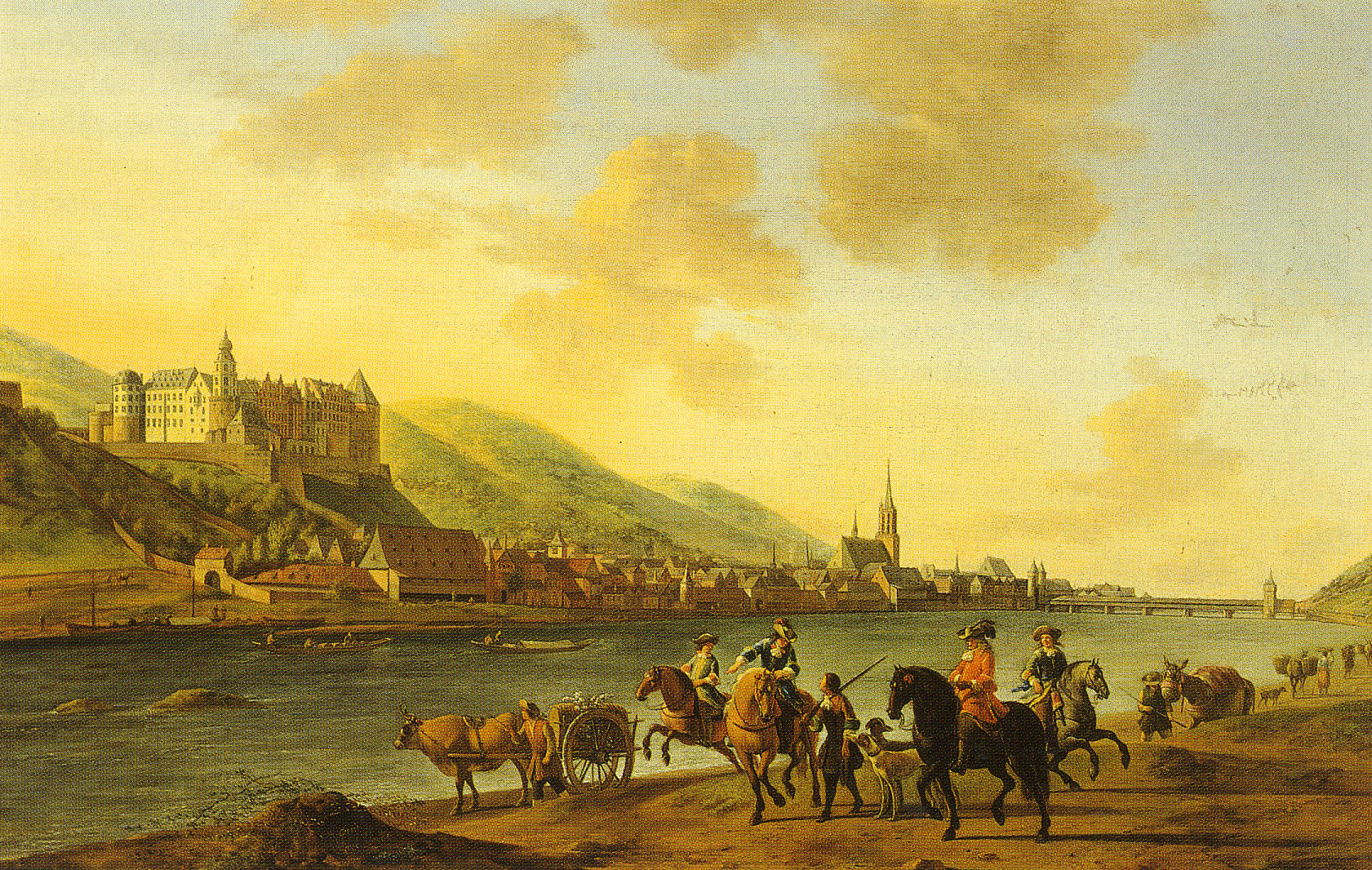
Heidelberg 1670, von Gerrit Adriaenszoon Berckheyde

Schlosshof mit Blickrichtung Nordosten, um 1920, von Wilhelm Sauter

Das Heidelberger Schloss ist eine der berühmtesten Ruinen Deutschlands und das Wahrzeichen der Stadt Heidelberg. Die Schlossruine aus rotem Neckartäler Sandstein erhebt sich am Nordhang des Königstuhls oberhalb der Heidelberger Altstadt, die am Neckar liegt, der hier aus dem Odenwald tritt und in die Oberrheinische Tiefebene fließt. Anfangs als Burg konzipiert, wurde es später zum Schloss ausgebaut und diente in dieser Funktion den Kurfürsten von der Pfalz (Pfalzgrafen bei Rhein) fast drei Jahrhunderte lang als Residenz. Das Schloss war hierdurch ein wichtiger Ort des höfischen und adligen Lebens im Heiligen Römischen Reich. Während des Pfälzischen Erbfolgekriegs (1688–1697) wurde es zweifach zerstört. Seit der Sprengung des Pulverturms sowie anderer Gebäude und Befestigungsanlagen durch französische Pioniere am 6. September 1693 war das Schloss lediglich eingeschränkt nutzbar. Nach einer nur teilweise begonnenen Restaurierung zerstörte schließlich ein durch einen Blitzschlag ausgelöster Brand am 24. Juni 1764 weitere Teile des Schlosses – die Wiederherstellung wurde aufgegeben und die Pfalzgrafen bei Rhein residierten weiterhin im Mannheimer Schloss.
In der Romantik wurde das nun zur Ruine gewordene Schloss durch seine Lage und den allmählichen Verfall zum Symbol für die Größe und Vergänglichkeit menschlichen Strebens sowie zum Relikt einer vergangenen, bewundernswerten Epoche stilisiert. Diese Rolle wurde gefördert durch den in Heidelberg lebenden Franzosen Charles de Graimberg, der die Ruine bewunderte und ihren Erhalt lange Zeit finanzierte. Das Schloss beherbergt durch die in mehreren Jahrhunderten hinzugebauten Palastgebäude wichtige Beispiele verschiedener kunsthistorischer Strömungen wie etwa den Ottheinrichsbau als eines der bedeutendsten Bauwerke des deutschen Manierismus. Das Schloss ist seitdem auch ein festes Element in der Heidelberger Dichtung und zentral für die Wahrnehmung Heidelbergs als „romantische“ Stadt, wie sie beispielsweise von Friedrich Hölderlin oder Joseph von Eichendorff beschrieben wurde.
Das Heidelberger Schloss zählt heute zu den meistbesuchten touristischen Sehenswürdigkeiten Europas. In seinem Ostteil befindet sich zudem das Deutsche Apotheken-Museum. Das Schloss befindet sich über die Staatlichen Schlösser und Gärten Baden-Württemberg im Eigentum des gleichnamigen Landes.

## Geschichte bis zu den Zerstörungen

### Erste Erwähnungen

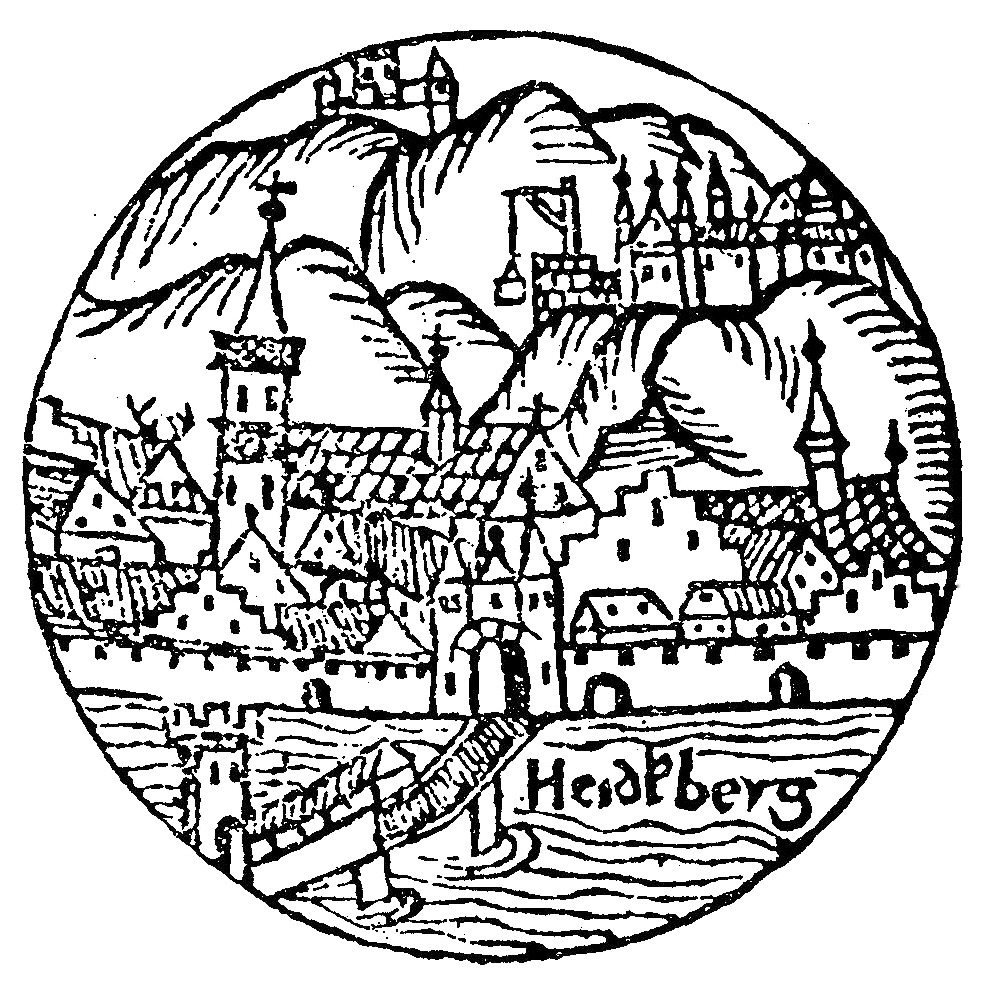
Erste Darstellung des Schlosses von Sebastian Münster

Um das Jahr 1182 verlegte Konrad der Staufer, Halbbruder von Kaiser Friedrich I. Barbarossa und seit 1156 Pfalzgraf bei Rhein, seine Hofhaltung von der Burg Stahleck bei Bacharach am Mittelrhein auf die Burg Heidelberg, seinem Sitz als Vogt des Klosters Schönau im Odenwald.
Die Stadt Heidelberg wird im Jahr 1196 zum ersten Mal in einer Urkunde genannt. Eine Burg in Heidelberg („castrum in Heidelberg cum burgo ipsius castri“) wird im Jahr 1225 erwähnt, als Ludwig der Kelheimer diese Burg vom Bischof Heinrich von Worms als Lehen erhielt. 1214 waren die Herzöge von Bayern aus dem Haus Wittelsbach mit der Pfalzgrafschaft belehnt worden.
Von einer Burg ist zuletzt im Jahr 1294 die Rede. In einer Urkunde des Jahres 1303 werden zum ersten Mal zwei Burgen aufgeführt: die obere Burg auf dem Kleinen Gaisberg bei der jetzigen Molkenkur und die untere Burg auf dem Jettenbühl. Lange Zeit hatte sich deshalb in der Forschung die Auffassung durchgesetzt, dass die Gründung der unteren Burg zwischen 1294 und 1303 entstanden sein müsse, zumal die vom Schlossbaubüro in der zweiten Hälfte des 19. Jahrhunderts akribisch durchgeführte Bauaufnahme zum Schluss gelangte, dass die Bausubstanz keine Datierung des Schlosses vor das 15. Jahrhundert rechtfertige. Aufgrund von Architekturfunden und neueren bauarchäologischen Untersuchungen wird in der jüngeren Forschung zum Heidelberger Schloss die Entstehung der unteren Burg dagegen mittlerweile auf die erste Hälfte des 13. Jahrhunderts datiert. Bereits 1897 wurde ein vermauertes spätromanisches Fenster in der Trennwand zwischen Gläsernem Saalbau und Friedrichsbau entdeckt. 1976 förderten Ausschachtungsarbeiten an der Nordostecke des Ruprechtbaues in einer um 1400 abgelagerten Schutt- und Abbruchschicht ein Fensterfragment in Form eines Kleeblattbogens zutage, wie es sich in ähnlicher Form in den Arkadenfenstern der Burg Wildenberg findet. Durch eine im Jahr 1999 im Bereich des Ludwigsbaus durchgeführte archäologische Untersuchung verdichteten sich die Hinweise auf eine Bebauung des Schlossareals in der ersten Hälfte des 13. Jahrhunderts.

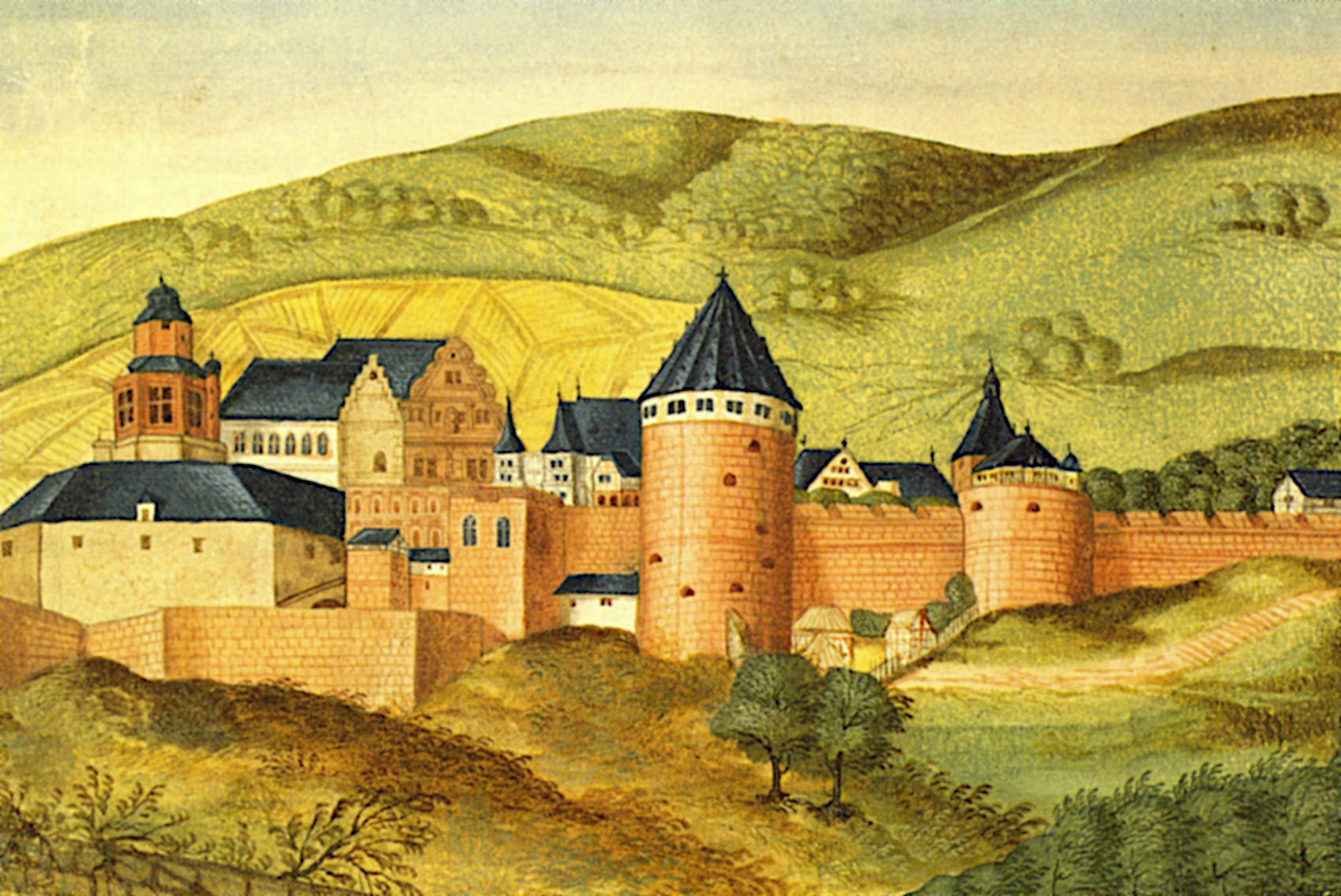
Schloss im Thesaurus Picturarum

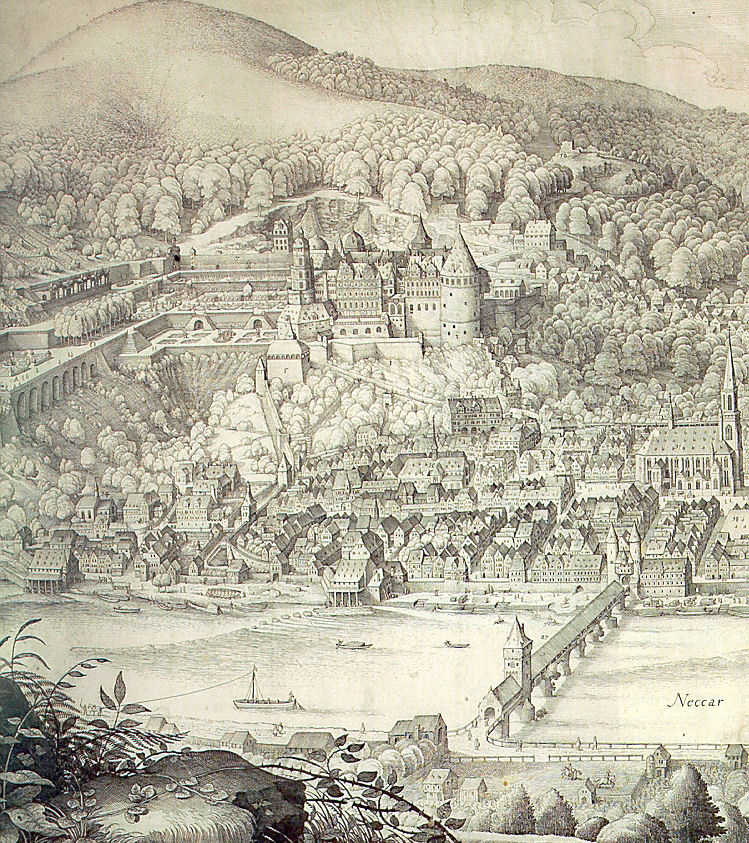
Schloss und Stadt von Matthäus Merian, (Ausschnitt)

Die ältesten Werke, die das Heidelberger Schloss erwähnen, sind:
- der Thesaurus Picturarum des pfälzischen Kirchenrats Markus zum Lamb (1559 bis 1606)
- die Annales Academici Heidelbergenses des Heidelberger Bibliothekars und Professors Pithopoeus (1587 begonnen)
- der Originum Palatinarum Commentarius von Marquard Freher (1599)
- das Teutsche Reyssebuch von Martin Zeiller (Straßburg 1632, als Itinerarium Germaniae 1674 wieder abgedruckt)

Alle diese Werke sind meist oberflächlich und enthalten nichts Bedeutsames. Anders verhält es sich mit Matthäus Merian Topographia Palatinatus Rheni aus dem Jahr 1615, in der Kurfürst Ludwig V. als derjenige genannt wird, der „vor hundert und etlichen Jahren hat ein neu Schloß angefangen zu bauen“. Auf Merians Angaben stützen sich die meisten Beschreibungen des Schlosses bis ins 18. Jahrhundert hinein. Das Bestreben, die Gründungszeit des Schlosses weiter rückwärts zu verlegen, führt später zu Hinweisen, dass bereits unter Ruprecht I. die berühmte Hofkapelle auf dem Jettenbühl errichtet worden sei.

### Königsschloss und Papstgefängnis
Als Ruprecht III. im Jahr 1401 Deutscher König (Ruprecht I.) wurde, herrschte im Schloss so großer Raummangel, dass er bei seiner Rückkehr von der Königskrönung sein Hoflager im Augustinerkloster (heute: Universitätsplatz) aufschlagen musste. Jetzt galt es, Raum zur Repräsentation und zur Unterbringung des Beamten- und Hofstaates zu schaffen. Gleichzeitig musste die Burg zu einer Festung ausgebaut werden. Etwa aus der Zeit Ruprechts III. stammen die ältesten heute sichtbaren Teile des Schlosses.
Nach Ruprechts Tod im Jahr 1410 wurde der Herrschaftsbereich unter seinen vier Söhnen aufgeteilt. Die pfälzischen Stammlande gingen an den ältesten Sohn Ludwig III. Nach dem Konzil von Konstanz brachte dieser als Stellvertreter des Kaisers und oberster Richter im Jahr 1415 im Auftrag König Sigismunds den abgesetzten Papst Johannes XXIII. auf dem Schloss in Gewahrsam, bevor er auf Burg Eichelsheim (heute Mannheim-Lindenhof) gebracht wurde.
Der französische Dichter Victor Hugo besuchte 1838 Heidelberg und spazierte dabei besonders gerne in den Ruinen des Schlosses herum, dessen Geschichte er in einem Brief zusammenfasst:

„Lassen Sie mich nur von seinem Schloß sprechen. (Das ist absolut unerläßlich, und eigentlich hätte ich damit beginnen sollen). Was hat es nicht alles durchgemacht! Fünfhundert Jahre lang hat es die Rückwirkungen von allem hinnehmen müssen, was Europa erschüttert hat, und am Ende ist es darunter zusammengebrochen. Das liegt daran, daß dieses Heidelberger Schloß, die Residenz des Pfalzgrafen, der über sich nur Könige, Kaiser und Päpste hatte und zu bedeutend war, um sich unter deren Füßen zu krümmen, aber nicht den Kopf heben konnte, ohne mit ihnen aneinanderzugeraten, das liegt daran, meine ich, daß das Heidelberger Schloß immer irgendeine Oppositionshaltung gegenüber den Mächtigen eingenommen hat. Schon um 1300, der Zeit seiner Gründung, beginnt es mit einer Thebais; in dem Grafen Rudolf und dem Kaiser Ludwig, diesen beiden entarteten Brüdern, hat es seinen Eteokles und seinen Polyneikes. Darin nimmt der Kurfürst an Macht zu. Im Jahre 1400 setzt der Pfälzer Ruprecht II., unterstützt von drei rheinischen Kurfürsten, Kaiser Wenzeslaus ab und nimmt dessen Stelle ein; hundertzwanzig Jahre später, 1519, sollte Pfalzgraf Friedrich II. den jungen König Karl I. von Spanien zu Kaiser Karl V. machen.“

### Badisch-Pfälzischer Krieg
Im Badisch-Pfälzischen Krieg 1462 setzte Kurfürst Friedrich I. von der Pfalz (der „Pfälzer Fritz“) den Markgrafen Karl I. von Baden, den Bischof Georg von Metz und den Grafen Ulrich V. von Württemberg auf dem Schloss fest. Friedrich ließ die Gefangenen bei harter Kost in Ketten legen, bis sie bereit waren, die geforderten Lösegeldzahlungen zu leisten. Markgraf Karl I. musste zur Freilassung 25.000 Gulden zahlen, seinen Anteil an der Grafschaft Sponheim als Pfand abgeben und Pforzheim zum pfälzischen Lehen erklären. Der Metzer Bischof musste 45.000 Gulden zahlen. Das Wichtigste war aber, dass Friedrich I. von der Pfalz seinen Anspruch als Kurfürst gesichert hatte. Die Sage berichtet, Friedrich habe seinen unfreiwilligen Gästen das Fehlen von Brot bei der Mahlzeit dadurch begreiflich gemacht, dass er sie durch das Fenster auf das verwüstete Land hinab blicken ließ. Dies wird in einem Gedicht von Gustav Schwab mit dem Titel „Das Mahl zu Heidelberg“ nacherzählt.

### Reformation und Dreißigjähriger Krieg

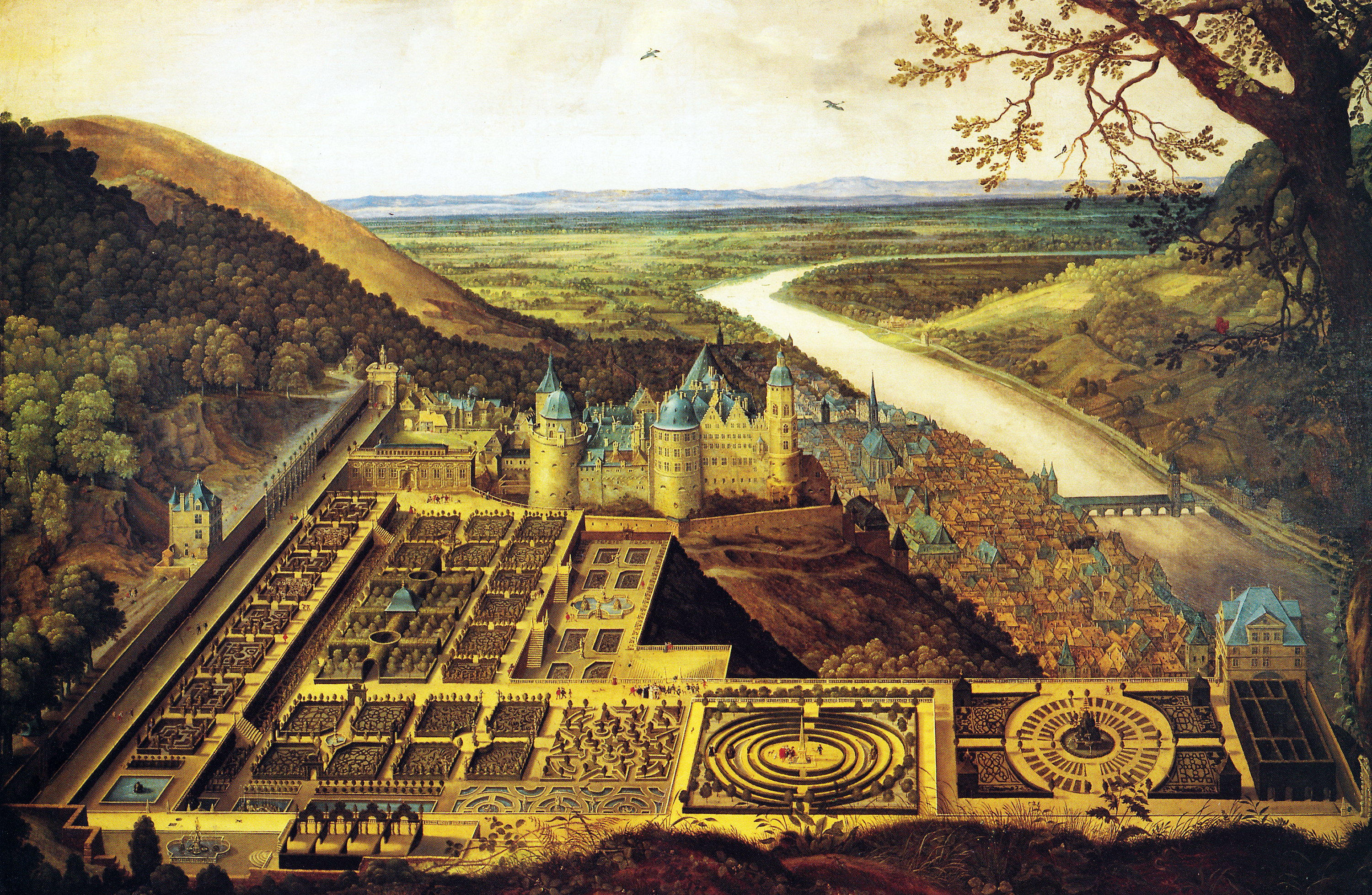
Hortus Palatinus, gemalt von Jacques Fouquières, 1620

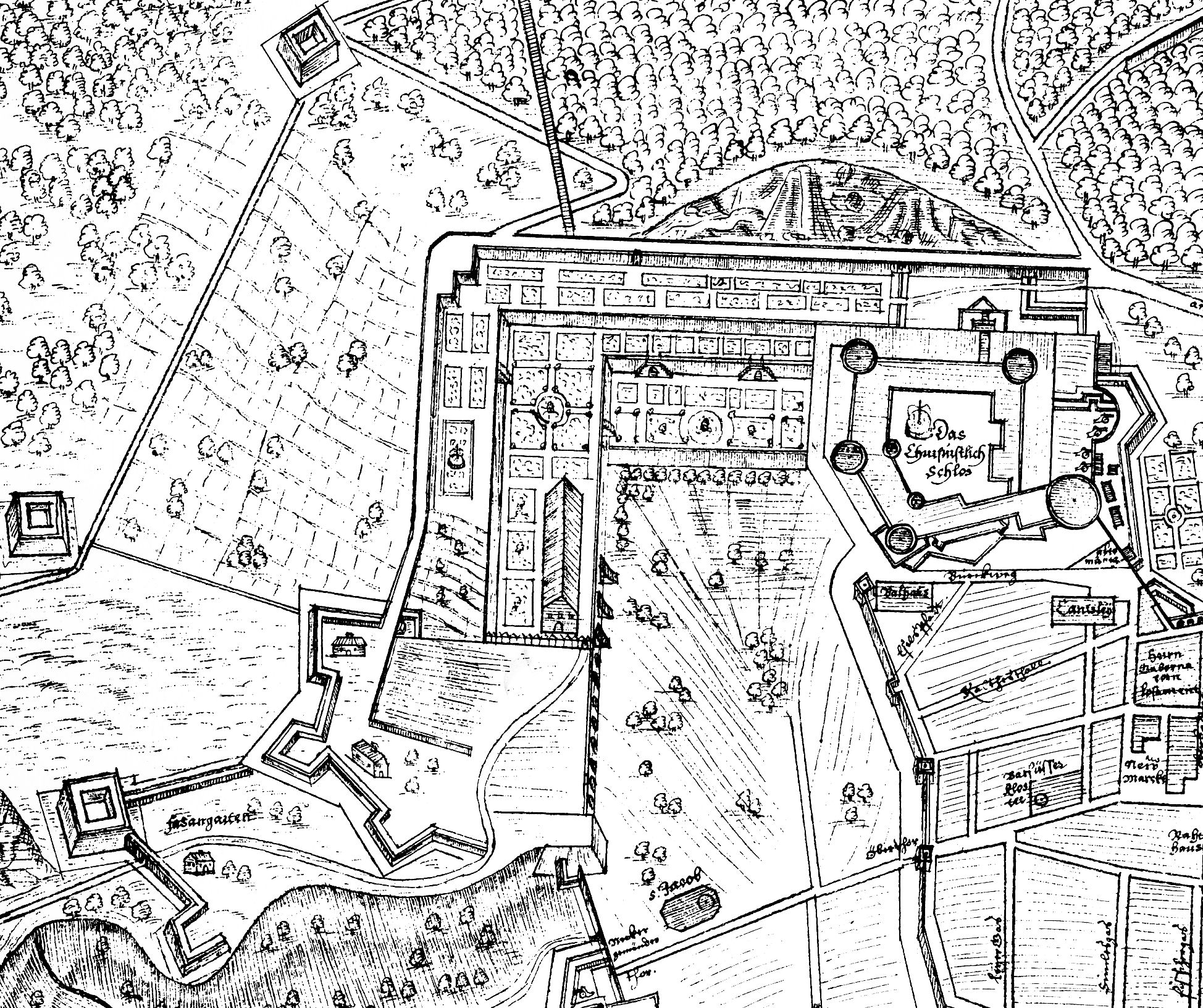
Befestigungsplan aus dem Jahr 1622

Während der Regierung Ludwigs V. besichtigte Martin Luther, der zu einer Verteidigung seiner Thesen (Heidelberger Disputation) nach Heidelberg gekommen war, das Schloss. Er wurde dabei von Pfalzgraf Wolfgang, dem Bruder Ludwigs V., herumgeführt und lobte später in einem Brief an seinen Freund Georg Spalatin vom 18. Mai 1518 die Schönheit und kriegerische Ausrüstung des Schlosses.
Der ab 1610 regierende pfälzische Kurfürst Friedrich V. heiratete in einer Liebesheirat die englische Königstochter Elisabeth Stuart. Zu dem großen Aufwand, den er für seine Braut betrieb, zählt auch die Errichtung des Elisabethentors am Stückgarten des Schlosses. Bei seinem vorangegangenen Aufenthalt in England 1612/1613 hatte der erst 17-jährige Friedrich zudem Kontakt mit bedeutenden Architekten im Dienst des englischen Königshauses aufgenommen, die später seine Umbau- und Neubaupläne im Heidelberger Schloss umsetzten. Es waren Inigo Jones und Salomon de Caus, die sich beide gut kannten und noch im Jahr 1613 mit Friedrich nach Heidelberg kamen. Sehr bald wurde der Bau eines gewaltigen Lustgartens in Angriff genommen. Allerdings war die Anlage für die Ebene gedacht und musste nun am Hang eines Berges umgesetzt werden. Dazu mussten erst einmal Erdbewegungen durchgeführt werden, die die Zeitgenossen als achtes Weltwunder betrachteten.
Im Dreißigjährigen Krieg flogen zum ersten Mal Kugeln gegen das Heidelberger Schloss. Zum Auslöser des Dreißigjährigen Krieges wurde, dass Friedrich V. – trotz vieler Bedenken – 1619 die Königswürde von Böhmen annahm und damit eine politische Katastrophe in Gang setzte. Nachdem er Ende 1620 in der Schlacht am Weißen Berg nahe Prag sein Königreich verloren hatte, war er als Geächteter auf der Flucht. Sein Stammgebiet in der Kurpfalz verteidigten englische Hilfstruppen, die den baldigen Angriffen katholischer Liga-Truppen unter General Tilly wenig entgegenzusetzen hatten. Am 26. August 1622 eröffnete Tilly die Beschießung Heidelbergs und nahm am 16. September die Stadt und wenige Tage darauf das Schloss ein. Fortan war das Schloss ein Stützpunkt des an der Spitze der Katholischen Liga stehenden Kurfürsten von Bayern. Die bayerische Besatzung wurde nur vorübergehend von 1633 bis 1635 durch die Schweden abgelöst. Nachdem diese am 5. Mai 1633 die Stadt Heidelberg eingenommen und vom Königstuhl aus das Feuer auf das Schloss eröffnet hatten, übergab es der bayerische Kommandant am 26. Mai 1633 an die Schweden. Nach der schweren Niederlage der Schweden in der Schlacht bei Nördlingen im September 1634 eroberten kaiserliche und bayerische Truppen erneut die Stadt. In der Absicht, das Schloss zu sprengen, deponierten sie innerhalb von 14 Tagen 24 Tonnen Pulver in Stollen unter den Mauern des Schlosses. Im Dezember mussten sie vor dem überraschenden Erscheinen einer französischen Armee fliehen, was die geplante Sprengung verhinderte. Erst im Juli 1635 eroberten kaiserlich-bayerischen Truppen Stadt und Schloss erneut. Bis zum Friedensschluss blieb eine bayerische Garnison. Erst am 7. Oktober 1649 zog Karl I. Ludwig, der Sohn Friedrichs V., wieder in das beschädigte Stammschloss seiner Familie ein. Das Leben am Hof in dieser Zeit ist in Ausschnitten durch die zahlreichen Briefe bekannt, die seine Tochter Elisabeth Charlotte (* 1652), bekannt als Liselotte von der Pfalz, nach ihrem Wegzug an den französischen Königshof schrieb und in denen sie gelegentlich auch Kindheitserinnerungen thematisierte.

### Im Pfälzischen Erbfolgekrieg

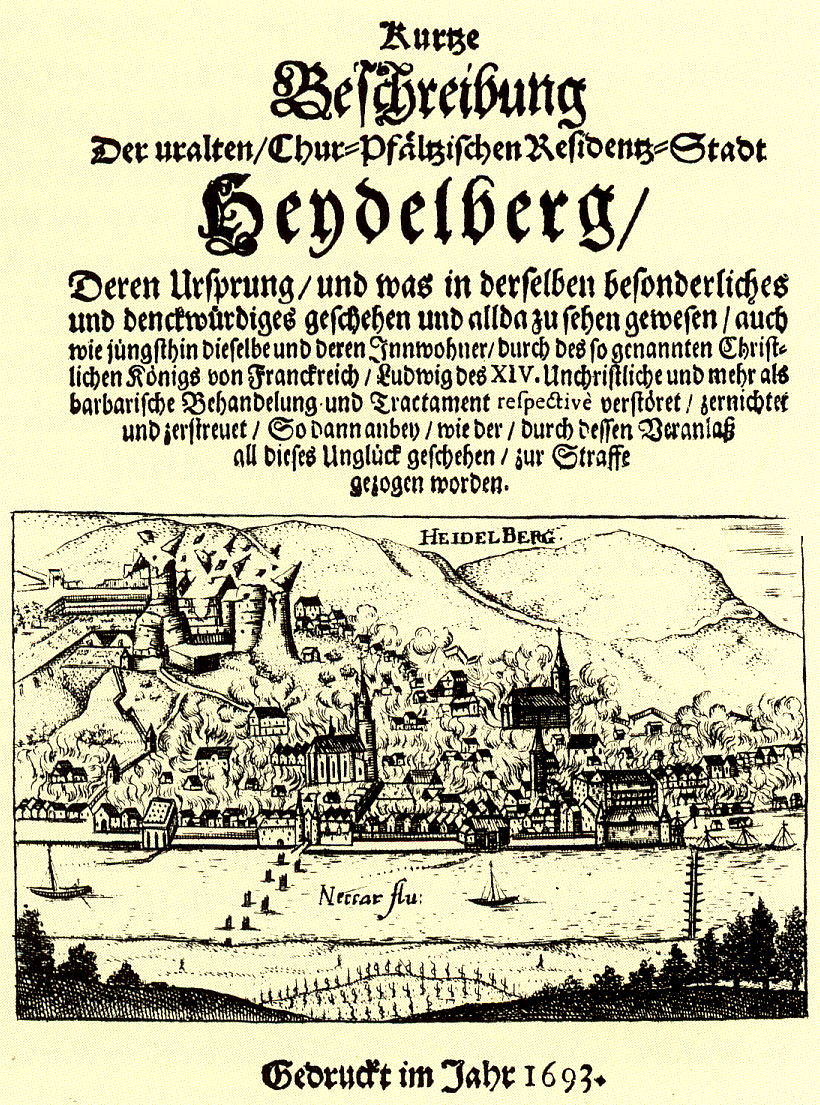
Darstellung der Zerstörung, 1693

Nach dem Tod von Karl II. war die Pfälzer Kurfürstenfamilie Pfalz-Simmern in männlicher Linie ausgestorben. Im Rahmen seiner sogenannten Reunionspolitik machte der französische König Ludwig XIV. einen Anspruch seines Bruders Philipp von Orléans auf die Kurpfalz geltend, da dieser mit Karls Schwester Liselotte von der Pfalz verheiratet war. Daraufhin kam es 1688 zum Pfälzischen Erbfolgekrieg, woraufhin der neue Kurfürst Philipp Wilhelm aus der Nebenlinie Pfalz-Neuburg Heidelberg verließ. Gegen die verbündeten europäischen Mächte beschloss der französische Kriegsrat, durch Schleifung aller Festungswerke und durch Verwüstung des pfälzischen Landes dem Feind die Möglichkeit des Angriffes von dieser Gegend her zu entziehen. Beim Ausrücken aus der Stadt am 2. März 1689 steckten die Franzosen das Schloss und auch die Stadt an vielen Ecken zugleich in Brand.
Johann Wilhelm, der Sohn und Nachfolger Philipp Wilhelms, ließ sofort nach seinem Einzug in das verwüstete Heidelberg die Mauern und Türme wiederherstellen. Als die Franzosen 1691 und 1692 erneut bis vor die Tore Heidelbergs gelangten, fanden sie die Stadt in einem so guten Verteidigungszustand vor, dass sie unverrichteter Dinge abziehen mussten. Am 18. Mai 1693 standen die Franzosen allerdings wieder vor der Stadt und nahmen sie am 22. Mai ein. Sie versuchten vermutlich, mit der Zerstörung der Stadt die Hauptoperationsbasis gegen das Schloss zu schaffen. Am folgenden Tage kapitulierte die Schlossbesatzung, und nun holten die Franzosen nach, was sie 1689 in der Eile ihres Abzugs nur unvollständig ausgeführt hatten: Sie sprengten am 6. September 1693 durch Minen die Türme und Mauern, die beim letzten Mal der Zerstörung entgangen waren. Das Heidelberger Schloss wurde zur Ruine.

### Verlegung der Residenz nach Mannheim

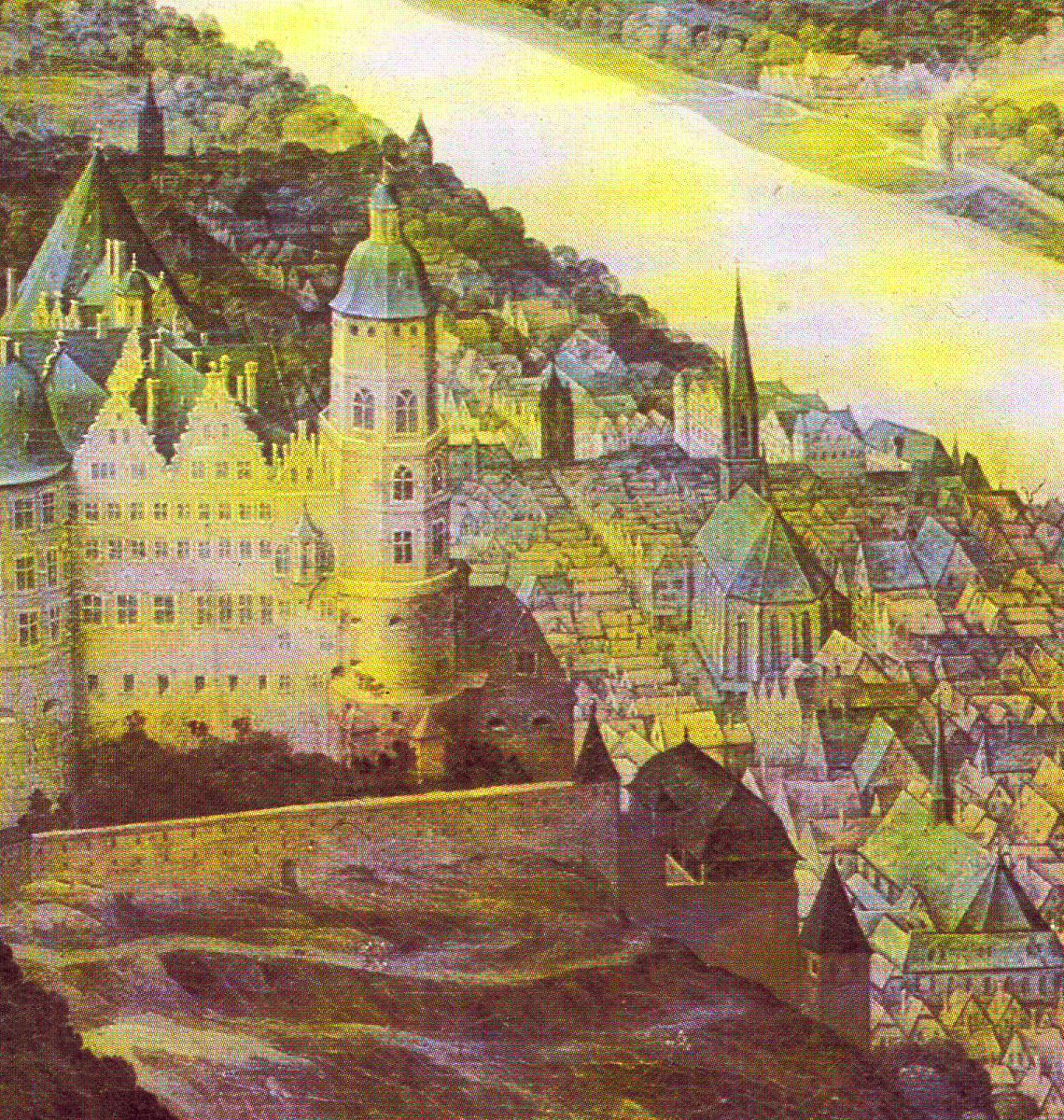
Glockenturm des Heidelberger Schlosses mit der Heiliggeistkirche auf einem Gemälde von Jacques Fouquières (1618). Die Kirche bekrönte damals noch ein gotischer Spitzhelm.

Der Frieden von Rijswijk, mit dem der Pfälzische Erbfolgekrieg beendet wurde, brachte im Jahr 1697 endlich etwas Ruhe. Es war geplant, das Schloss abzureißen und die brauchbaren Teile zur Errichtung eines neuen Palastes im Tal zu verwenden. Als sich aber der Durchführung dieses Planes Schwierigkeiten entgegenstellten, wurde das Schloss notdürftig wiederhergestellt. Gleichzeitig trug sich Karl Philipp mit dem Gedanken eines vollständigen Umbaues des Schlosses, aber der Mangel an finanziellen Mitteln schob dieses Projekt auf, und als der Kurfürst 1720 mit den Protestanten der Stadt wegen Überlassung der Heiliggeistkirche an die Katholiken in Streit geriet, der die Verlegung der Residenz nach Mannheim zur Folge hatte, endete das Interesse des Kurfürsten am Heidelberger Schloss. Seine Absicht war es, die Heiliggeistkirche zur katholischen Hofkirche umzuwidmen, was die Heidelberger Reformierten mit allen Mitteln zu verhindern suchten. Am 12. April 1720 verlegte er seine Residenz mit allen Behörden nach Mannheim und wünschte seiner vormaligen Residenzstadt, dass „Gras auf ihren Straßen wachsen“ solle. Der religiöse Konflikt war vermutlich aber nur der letzte Anstoß gewesen, das alte, schwer zu einer barocken Anlage umzubauende Bergschloss aufzugeben und in die Ebene zu ziehen, wo er eine ganz seinem Willen entspringende Neugründung vornehmen konnte.
Sein Nachfolger Karl Theodor plante vorübergehend, seinen Wohnsitz wieder ins Heidelberger Schloss zu verlegen. Er nahm davon allerdings wieder Abstand, als am 24. Juni 1764 der Blitz zweimal hintereinander in den Saalbau einschlug und das Schloss abermals brannte. Victor Hugo hielt dies später für einen Wink des Himmels:

„Man könnte sogar sagen, daß der Himmel sich eingemischt hat. Am 23. Juni 1764, einen Tag, bevor Karl-Theodor in das Schloß einziehen und es zu seiner Residenz machen sollte (was, nebenbei gesagt, ein großes Unglück gewesen wäre; denn wenn Karl-Theodor seine dreißig Jahre dort verbracht hätte, wäre die strenge Ruine, die wir heute bewundern, sicher mit einer schrecklichen Pompadour-Verzierung versehen worden), an diesem Vortag also, als die Möbel des Fürsten bereits vor der Tür, in der Heiliggeistkirche, standen, traf das Feuer des Himmels den achteckigen Turm, setzte das Dach in Brand und zerstörte in wenigen Stunden dieses fünfhundert Jahre alte Schloß.“

In den folgenden Jahrzehnten wurden zwar noch notwendige Erneuerungen vorgenommen, aber das Heidelberger Schloss blieb von nun an hauptsächlich eine Ruine.

## Geschichte als Ruine

### Langsamer Zerfall und romantische Begeisterung

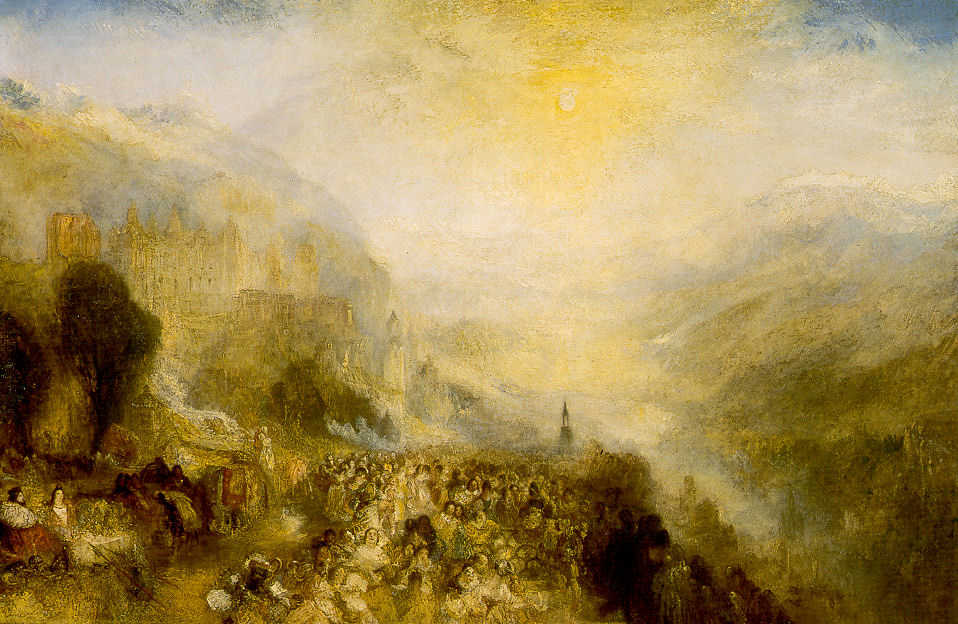
Romantische Darstellung von William Turner

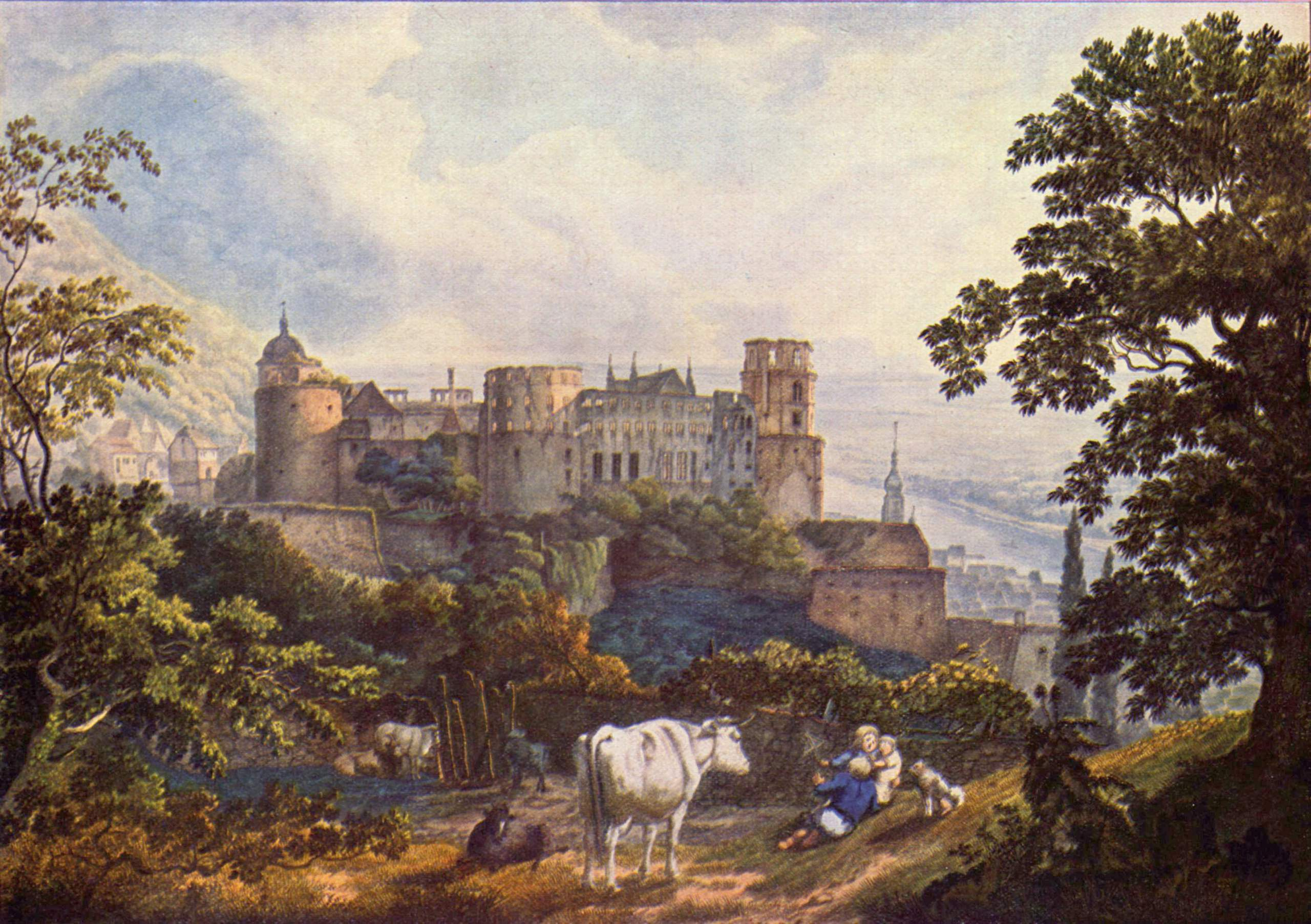
Schloss, 1815, von Karl Philipp Fohr

Im Jahr 1777 verlegte Kurfürst Karl Theodor seine Residenz von Mannheim nach München. Damit verlor er das Heidelberger Schloss noch mehr aus den Augen. Die überdachten Räume wurden nun von Handwerksbetrieben genutzt. Schon 1767 hatte man begonnen, die Quader des Südwalles als Baumaterial für das Schwetzinger Schloss zu verwenden. Im Jahr 1784 wurden gar die Gewölbe im Erdgeschoss des Ottheinrichsbaus eingelegt und das Schloss als Steinbruch verwendet.
Durch den Reichsdeputationshauptschluss von 1803 gingen Heidelberg und Mannheim an Baden über. Der große Gebietszuwachs war Großherzog Karl Friedrich willkommen, das Heidelberger Schloss betrachtete er jedoch als unerwünschte Zugabe. Die Bauten verfielen, Heidelberger Bürger holten aus dem Schloss Steine, Holz und Eisen zum Bau ihrer Häuser. Auch Figuren und Verzierungen wurden abgeschlagen. August von Kotzebue äußerte sich 1803 voller Empörung über die Absicht der badischen Regierung, die Ruinen abtragen zu lassen. Das zerstörte Schloss wurde am Beginn des 19. Jahrhunderts zum Sinnbild für die patriotische Gesinnung, die sich gegen die napoleonische Unterdrückung richtete.
Schon vor 1800 erkannten Maler und Zeichner in der Schlossruine und der bergigen Flusslandschaft ein idealtypisches Ensemble. Den Höhepunkt bilden die Gemälde des Engländers William Turner, der sich zwischen 1817 und 1844 mehrfach in Heidelberg aufhielt und etliche Gemälde von Heidelberg und dem Schloss anfertigte. Ihm und anderen Künstlern der Romantik ging es dabei nicht um eine detailgetreue Bauaufnahme. Sie pflegten eher einen recht freien Umgang mit der Wirklichkeit. So ist bei seinem Gemälde des Schlosses das Gelände mehrfach überhöht dargestellt.
Der Begriff Romantik wurde von dem Philosophen Friedrich Schlegel Ende des 18. Jahrhunderts zu einer Universalpoesie erklärt – ein literaturtheoretischer Begriff aus der Frühromantik. In ihr würden alle Künste und Gattungen zu einer Form verschmelzen. Jedoch wandelte sich dies im allgemeinen Verständnis zu einem verklärenden sentimentalen Gefühl der Sehnsucht. Diese Empfindung fand insbesondere in der sogenannten Heidelberger Romantik ihren Ausdruck. So zum Beispiel in Liedersammlungen der Autoren Achim von Arnim und Clemens Brentano, die sich oft in Heidelberg aufhielten. Landschaftsmaler machten die Schlossreste zum zentralen Motiv ihrer Gemälde, in denen häufig das Anmutige der umgebenden Landschaft in Kontrast gestellt wurde zum Feierlich-Düsteren der Ruine. Clemens Brentano dichtete:

„Und da ich um die Ecke bog, – ein kühles Lüftlein mir entgegen zog – Der Neckar rauscht aus grünen Hallen – Und giebt am Fels ein freudig Schallen, – Die Stadt streckt sich den Fluss hinunter, – Mit viel Geräusch und lärmt ganz munter, – Und drüber an grüner Berge Brust, – Ruht groß das Schloss und sieht die Lust.“

Die auf Poetik beruhenden Konzepte der Romantik wurden in brieflichen Diskussionen zwischen Achim und Jacob Grimm über das Verhältnis von Natur- und Kunstpoesie entwickelt. Abkehrend von den Elementen der Reflexion, Kritik und Rhetorik in der Kunstpoesie, beschäftigt sich die „Heidelberger Romantik“ mit der Naturpoesie. Im Laufe des 19. Jahrhunderts wurde Heidelberg mit seinem Schloss und der heimischen Natur auch bei Reisenden und Wanderern zunehmend bekannt und beliebt. Stadt und Schloss wurden zum Inbegriff romantischer Stimmung.
Der Retter des Schlosses war der französische Graf Charles de Graimberg, der nach der Französischen Revolution aus Frankreich emigrieren musste und über einige Zwischenstationen nach Heidelberg kam. Sofort von der Stadt und dem Schloss begeistert, blieb er die restlichen 54 Jahre seines Lebens vor Ort und dokumentierte in zahlreichen Kupferstichen den Zustand des Bauwerks. Lange bevor es in Deutschland eine organisierte Denkmalpflege gab, war er der erste, der sich um den Erhalt und die Dokumentation des Schlosses kümmerte, als bei der aufkeimenden Schlossromantik noch niemand daran dachte, den Verfall des Bauwerks zu unterbinden. Er kämpfte gegen Pläne der badischen Regierung, für die das Heidelberger Schloss das „alte Gemäuer mit seinen vielfältigen, geschmacklosen, ruinösen Verzierungen“ war. Zudem führte er die ersten historischen Grabungen im Schloss durch und wohnte eine Zeit lang im Schlosshof, um zu verhindern, dass die Bürger Heidelbergs Baumaterial für ihre Häuser aus dem Schloss herausbrachen. Angesichts dieser Aktivitäten ist es Graimberg zu verdanken, dass das Schloss noch steht. In seinem Wohnhaus (heute: Palais Graimberg, am Anfang des Fußwegs zum Schloss) legte er aus eigenem Vermögen eine Sammlung von „Altertümern“ zur Geschichte der Stadt und des Schlosses an, die später zum Grundstock des Kurpfälzischen Museums wurde. Mit seinen in hoher Auflage produzierten druckgraphischen Ansichten verhalf Graimberg der Schlossruine zu einem Bekanntheitsgrad, der den Tourismus nach Heidelberg lenkte.
In Auftrag Graimbergs verfasste Thomas A. Leger den ersten Schlossführer. Ein Exemplar dieses Führers aus dem 1836 „Le guide des voyageurs dans la ruine de Heidelberg“ (deutsch: „Führer für Fremde durch die Ruinen des Heidelberger Schlosses“) erwarb Victor Hugo während seines Aufenthalts in Heidelberg. Dieses mit Notizen versehene Exemplar wird heute im „Maison de Victor Hugo“ in Paris ausgestellt. An Graimberg selbst erinnert eine Ehrentafel, die 1868 am Durchgang zum Altan angebracht wurde.

### Bestandsaufnahme und Restaurierung – der Heidelberger Schlossstreit

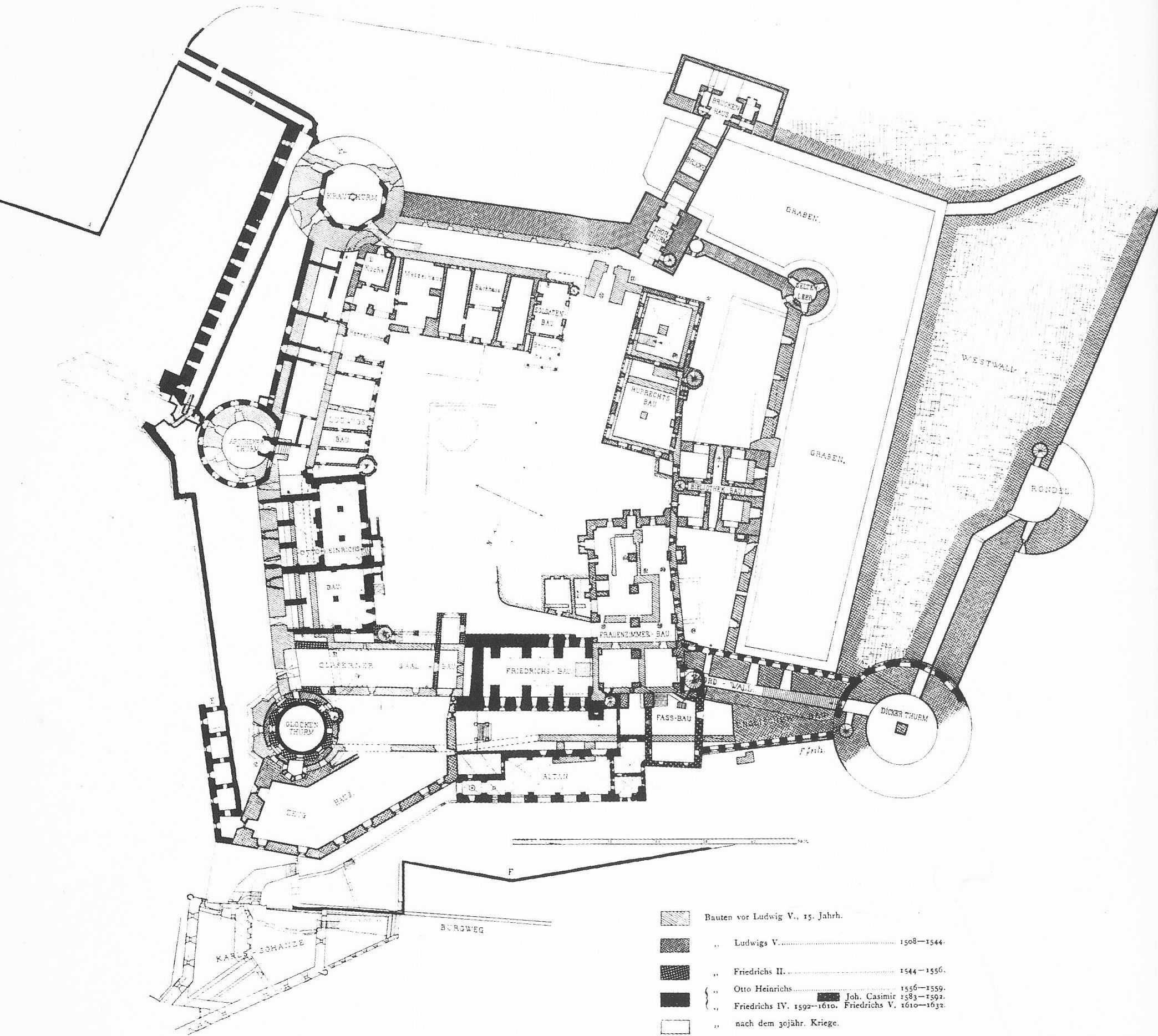
Bestandsaufnahme von Julius Koch und Fritz Seitz

Die Frage, ob das Schloss vollständig wiederhergestellt werden solle, führte zu langen Diskussionen. Der Dichter Wolfgang Müller von Königswinter machte sich im Jahr 1868 für eine vollständige Erneuerung stark und rief damit heftige Reaktionen hervor, die in der Presse und in Versammlungen ausgetragen wurden. Aus dem Streit um den richtigen Umgang mit der Schlossruine entwickelte sich eine Grundsatzdiskussion über die Aufgaben der Denkmalpflege. Die Ergebnisse dieser Debatte, die als der „Heidelberger Schlossstreit“ in die Geschichte eingegangen sind, prägten die Prinzipien der Bewahrung historischer Bauwerke nachhaltig.
Die Großherzogliche badische Regierung errichtete im Jahr 1883 ein Schloßbaubüro, das unter Oberaufsicht des Baudirektors Josef Durm in Karlsruhe vom Bezirksbauinspektor Julius Koch und dem Architekten Fritz Seitz geleitet wurde. Aufgabe des Büros war es, eine möglichst genaue Bestandsaufnahme zu machen und zugleich Maßnahmen zur Erhaltung oder Instandsetzung der Hauptgebäude vorzuschlagen. Die Arbeiten dieses Büros endeten 1890 und bildeten die Grundlage für eine Kommission von Fachleuten aus ganz Deutschland. Die Kommission kam zu der einhelligen Überzeugung, dass eine völlige oder teilweise Wiederherstellung des Schlosses nicht in Betracht komme, dagegen eine Erhaltung des jetzigen Zustandes mit allen Mitteln zu erstreben sei. Nur der Friedrichsbau, dessen Innenräume zwar durch Feuer zerstört worden waren, der aber nie Ruine war, sollte wiederhergestellt werden. Diese Wiederherstellung geschah schließlich in der Zeit von 1897 bis 1900 durch Carl Schäfer mit dem enormen Kostenaufwand von 520.000 Mark. Anfang des 20. Jahrhunderts urteilte der bedeutende Kunsthistoriker Georg Dehio:

„Gesetzt, es wäre so gut erhalten, wie etwa die Plassenburg oder Trausnitz oder Hartenfels bei Torgau, so würde es zwar dem Architekturforscher einige Tatsachen mehr zu bieten haben, als im heutigen Ruinenzustand, aber die Summe der von ihm ausgehenden Wirkungen auf Auge und Gemüt wäre sicher kleiner.“

Im Jahr 2019 entspricht der Aufwand Inflationsbereinigt 3.700.000 €.

### Schlossruine und Tourismus
Schon die älteste Beschreibung Heidelbergs aus dem Jahr 1465 erwähnt, dass die Stadt „vielbesucht von Fremden“ sei. Doch ein eigentlicher Städtetourismus setzte frühestens zu Beginn des 19. Jahrhunderts ein. Graf Graimberg sorgte mit seinen Zeichnungen dafür, dass das Schloss als Bildmotiv eine große Verbreitung fand. Sie wurden praktisch zu Vorläufern der Postkarte. Zur gleichen Zeit gab es auch schon das Schloss als Souvenir auf Tassen. Den entscheidenden Schub erhielt der Tourismus aber erst mit dem Anschluss Heidelbergs ans Eisenbahnnetz im Jahr 1840.
Mark Twain beschrieb 1878 in seinem Buch Bummel durch Europa (A Tramp Abroad) das Heidelberger Schloss folgendermaßen:

„Um gut zu wirken, muss eine Ruine den richtigen Standort haben. Diese hier hätte nicht günstiger gelegen sein können. Sie steht auf einer die Umgebung beherrschenden Höhe, sie ist in grünen Wäldern verborgen, um sie herum gibt es keinen ebenen Grund, sondern im Gegenteil bewaldete Terrassen, man blickt durch glänzende Blätter in tiefe Klüfte und Abgründe hinab, wo Dämmer herrscht und die Sonne nicht eindringen kann. Die Natur versteht es, eine Ruine zu schmücken, um die beste Wirkung zu erzielen.“

Bei einem am 18. Mai 1978 verübten Brandanschlag, der den Revolutionären Zellen zugerechnet wird, entstand ein Sachschaden von 97.000 DM am Schloss.

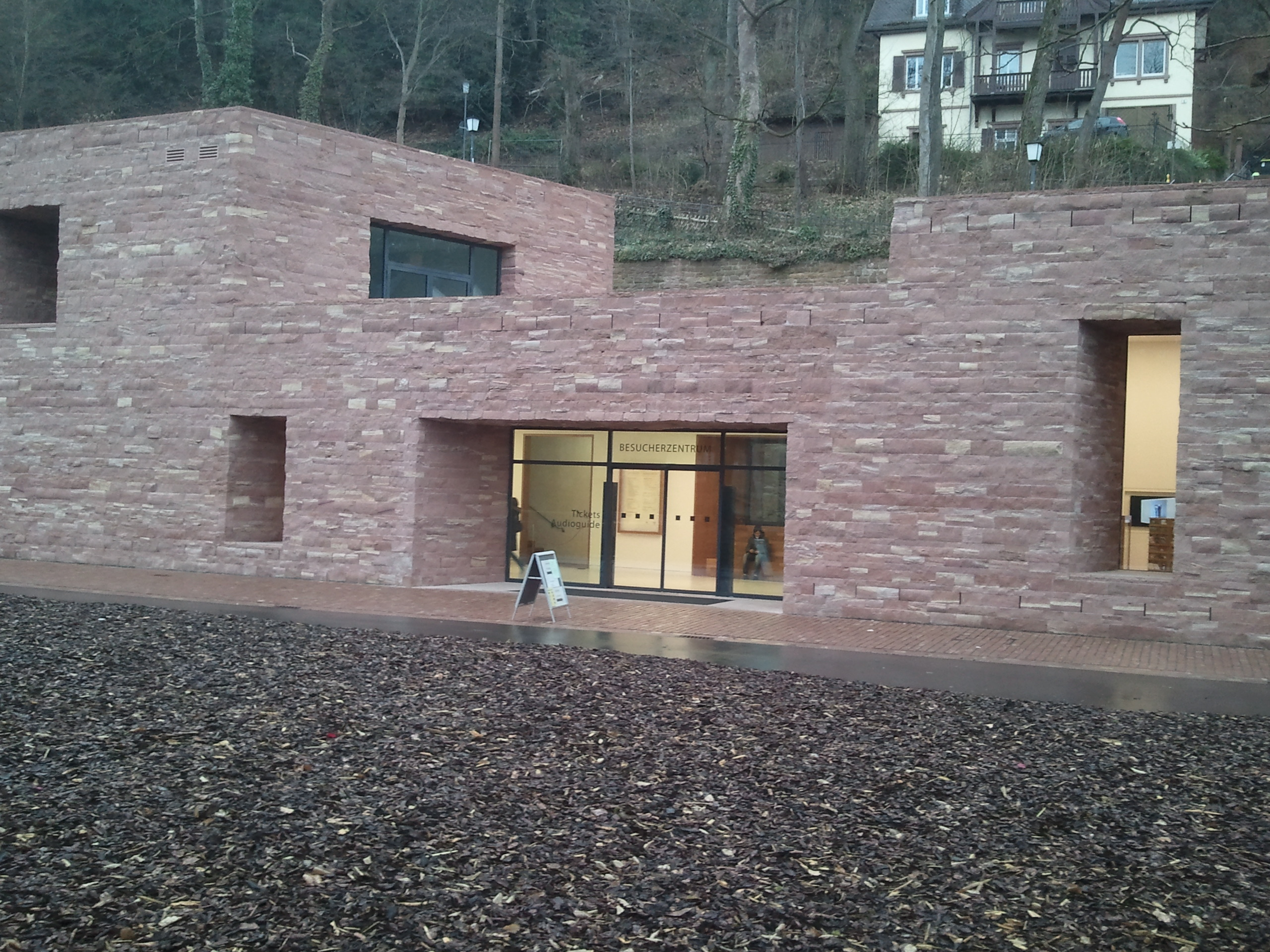
Das Besucherzentrum am Heidelberger Schloss von Max Dudler

Im 20. Jahrhundert verfielen die US-Amerikaner noch mehr dem Heidelberg-Mythos und trugen ihn hinaus in die Welt. So kommt es, dass auch viele andere Nationalitäten das Heidelberger Schloss auf ihren Kurzreisen durch Europa zu den wenigen Zwischenstopps zählen. Heidelberg hat zu Beginn des 21. Jahrhunderts jährlich mehr als eine Million Besucher und etwa 900.000 Übernachtungen. Wichtigster Anlaufpunkt ist laut einer Befragung des geografischen Instituts der Ruprecht-Karls-Universität Heidelberg das Schloss mit seinen Aussichtsterrassen.
Das Heidelberger Schloss zählt heute zu den landeseigenen Monumenten und wird von der Einrichtung „Staatliche Schlösser und Gärten Baden-Württemberg“ betreut. Aus dem Landesinfrastrukturprogramm Baden-Württemberg wurden für den Neubau eines von Max Dudler entworfenen Besucherzentrums 3 Millionen Euro zur Verfügung gestellt. Es wurde 2012 eröffnet.
Zudem ist das Schloss nach Angaben der Schlösserverwaltung das größte Fledermaus-Winterquartier in Nordbaden. Wegen der dort überwinternden Zwergfledermaus sowie dem Großen Mausohr wurde im Jahr 2016 der im Stückgarten vor dem Schloss stattfindende Teil des Weihnachtsmarktes auf den Friedrich-Ebert-Platz verlegt.

## Vorhof
Den Vorhof des Schlosses bildet in etwa das Gelände zwischen Haupttor und Oberem Fürstenbrunnen, dem Elisabethentor zum Stückgarten, dem Brückentor zum Schloss sowie dem Eingang zur Gartenanlage. Um 1800 diente der Schlosshof dem Burgvogt als Bleiche, auf der Wäschestücke ausgelegt wurden. Später wurde der Vorhof als „Gras- und Futterplatz“ für Vieh versteigert. Auch Hühner und Gänse hatten hier freien Auslauf.

### Haupttor

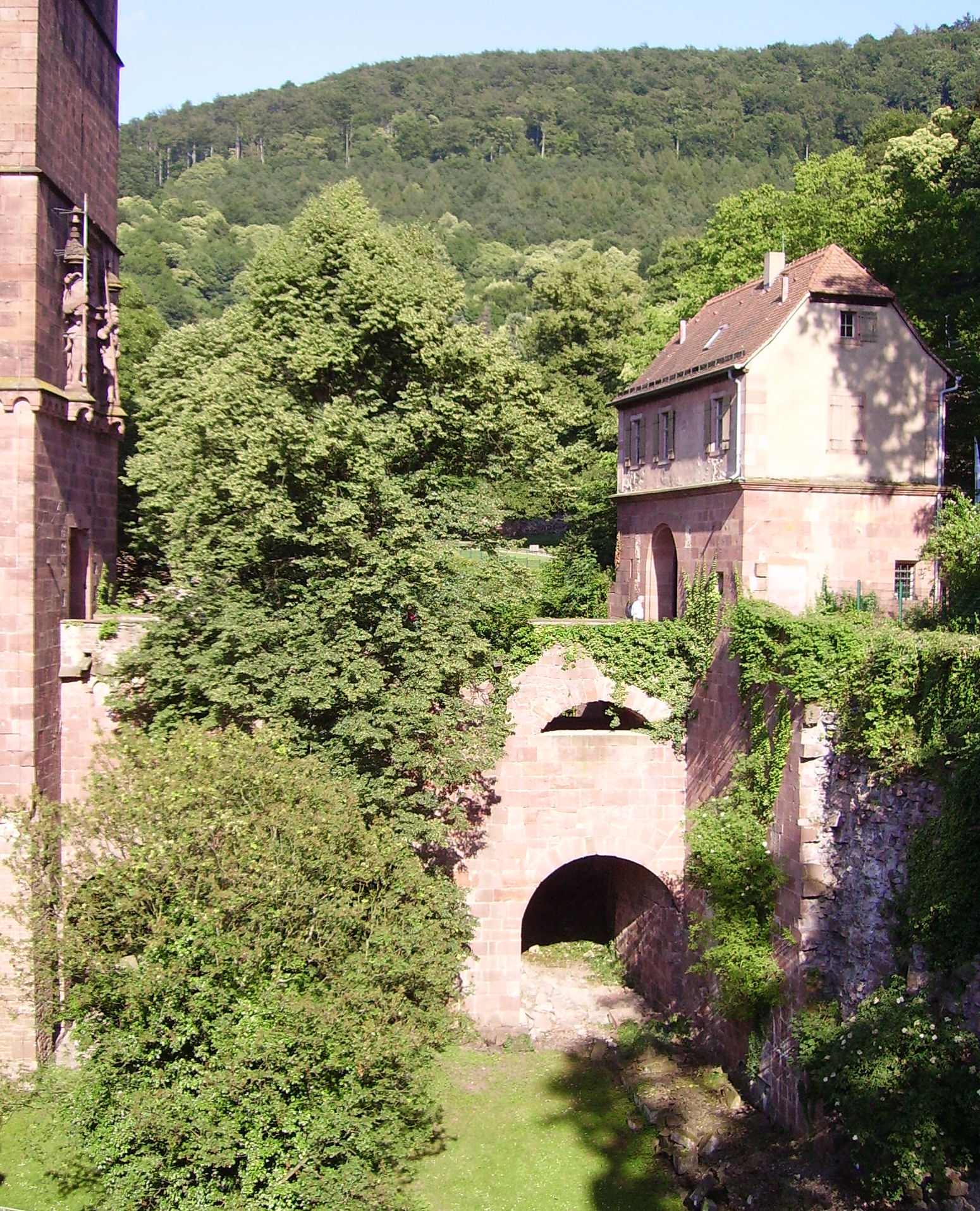
Brücke und Brückenhaus zum Torturm (ganz links: Torturm mit den beiden „Riesen“)

Der Weg in den ehemaligen Vorhof des Schlosses führt über eine steinerne Brücke über einen zum Teil zugeschütteten Graben. Das Haupttor wurde im Jahr 1528 erbaut, das Wachthaus wurde im Pfälzischen Erbfolgekrieg zerstört und 1718 durch das heutige rundbogige Eingangstor ersetzt. Die Pforte links vom Haupteingang war durch eine Zugplanke verschlossen, die für einzelne Fußgänger herabgelassen werden konnte.

### Goethegedenktafel
An einem Mauerrest des Vogelhauses wurde 1961 eine Steintafel angebracht, die eine ältere Tafel ersetzte. Die Inschrift mit Versen Marianne von Willemers soll an ihr letztes Treffen mit Johann Wolfgang von Goethe Ende September 1815 erinnern. Von den neun Strophen, die sie am 28. August 1824, dem 75. Geburtstag Goethes, hier auf dem Schloss niederschrieb, sind drei wiedergegeben:
Auf der Terrasse hoch gewölbten Bogen

War eine Zeit sein Kommen und sein Gehn

Die Chiffre von der lieben Hand gezogen

Ich fand sie nicht sie ist nicht mehr zu sehn

Diese Verse schrieb Marianne von Willemer

In Erinnerung an ihre letzte Begegnung mit

Goethe in den Herbsttagen des Jahres 1815

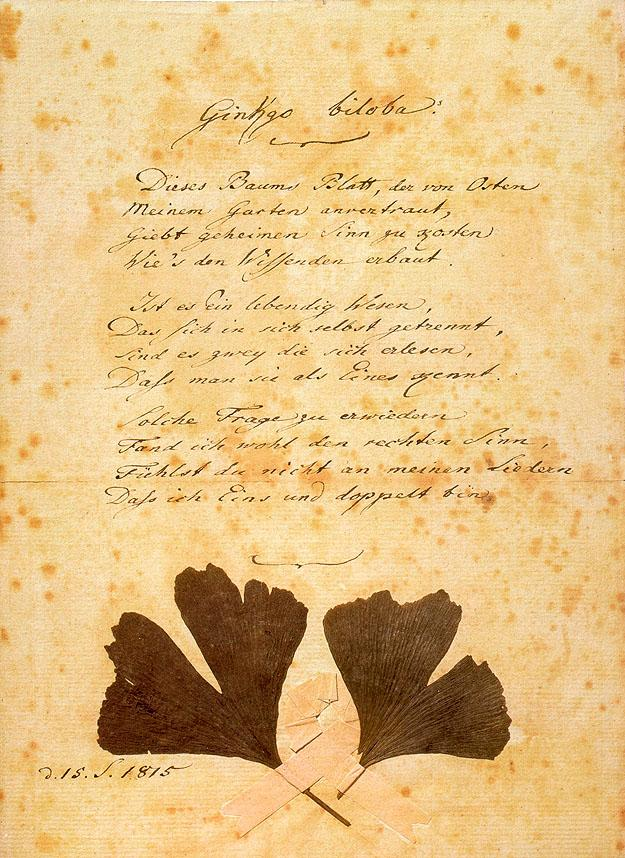
Originalschrift des Goethe-Gedichts im Goethe-Museum Düsseldorf

Unmittelbar gegenüber der Goethe-Gedenktafel stand einst ein Ginkgo, den Goethe kannte. Es ist überliefert, dass Goethe mit Freunden die Blätter des Heidelberger Ginkgos betrachtete und über deren Form fachsimpelte. Das Ginkgo-Symbol verband Goethe zudem mit seiner etwa 35 Jahre jüngeren Geliebten Marianne von Willemer, der Ehefrau seines Frankfurter Freundes Johann Jakob Willemer. Nur wenige Tage vor ihrem letzten Treffen in Heidelberg hatte Goethe mehrere Wochen in Frankfurt als Gast der Willemers verbracht. Dabei widmete er Marianne am 15. September 1815 das Gedicht Gingo biloba und legte als Ausdruck seiner Zuneigung zwei Ginkgo-Blätter bei. Das Baum-Gedicht wurde später in das Buch „Suleika“ im West-östlichen Divan aufgenommen. Der mit Goethe befreundete Kunstsammler und Schriftsteller Sulpiz Boisserée erwähnt in einer Tagebucheintragung vom 16. September 1815 – er weilte bis zum 17. September mit Goethe in der Gerbermühle bei Frankfurt – zur Entstehungsgeschichte des Gedichtes Gin(k)go biloba: „Heitrer Abend. G. hatte der Wilemer ein Blatt der Ginkho (sic) biloba als Sinnbild der Freundschaft geschikt aus der Stadt. Man weiß nicht ob es eins das sich in 2 theilt, oder zwey die sich in eins verbinden. So war der Inhalt des Verses.“ Von dem 1795 gepflanzten Ginkgo im Heidelberger Schlossgarten hieß es 1928, dass er im Schlossgarten wohl „noch derselbe ist, dem Goethe die Anregung zu seinem schönen Gedicht verdankte“. Wahrscheinlich stand der Baum sogar noch im Jahr 1936.

### Sattelkammer
Die ehemalige Sattelkammer, ursprünglich eine Remise, war wohl anfänglich ein Befestigungswerk. Sie wurde nach dem Dreißigjährigen Krieg für Stallungen sowie als Geräte-, Wagen- und Kutschenhaus benutzt. Im 18. Jahrhundert stürzte das Gewölbe ein und wurde erst in den Jahren 1977 bis 1979 wieder aufgerichtet. Sie wird seither als Cafeteria für die Schlossbesucher genutzt.

### Oberer Fürstenbrunnen

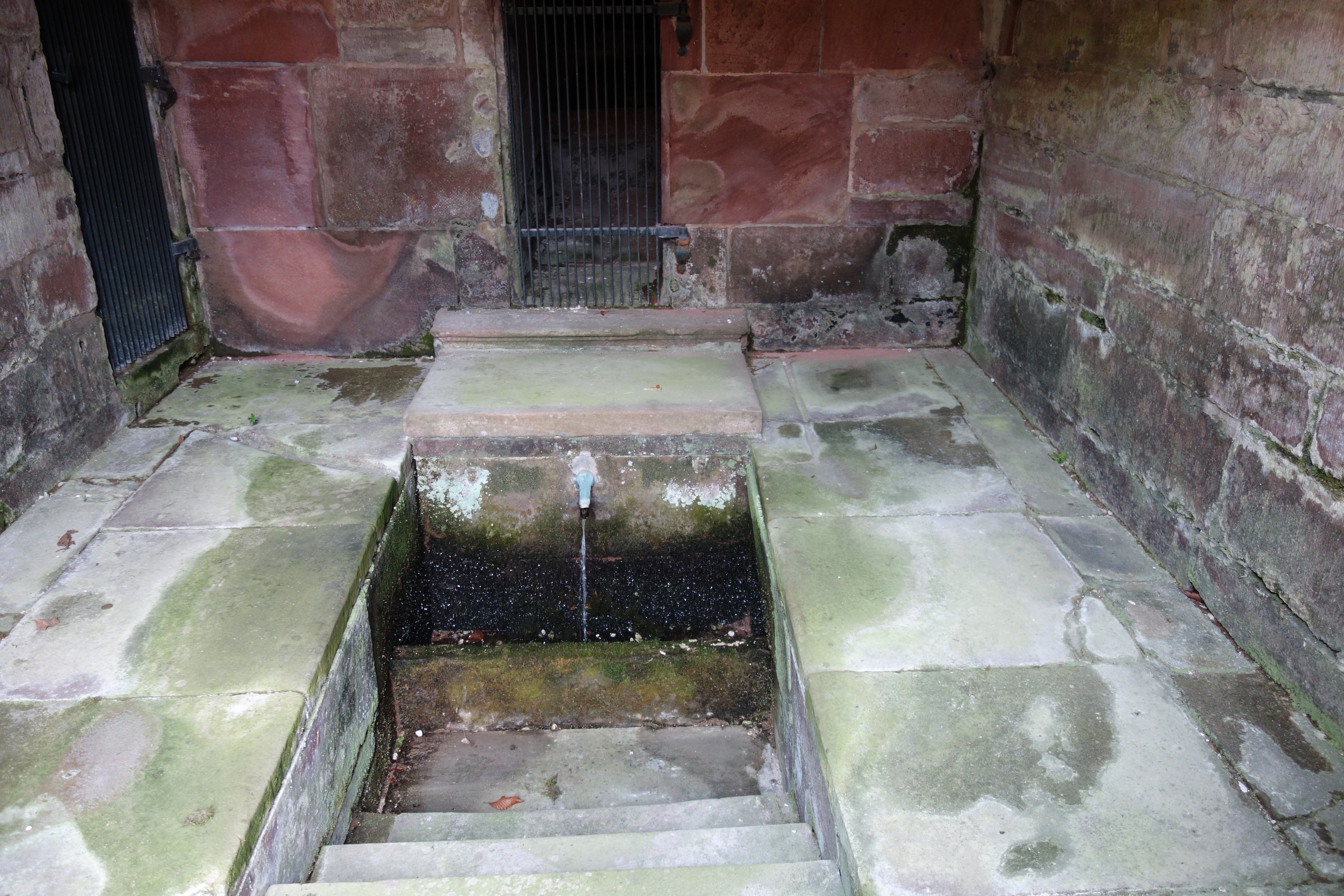
Oberer Fürstenbrunnen

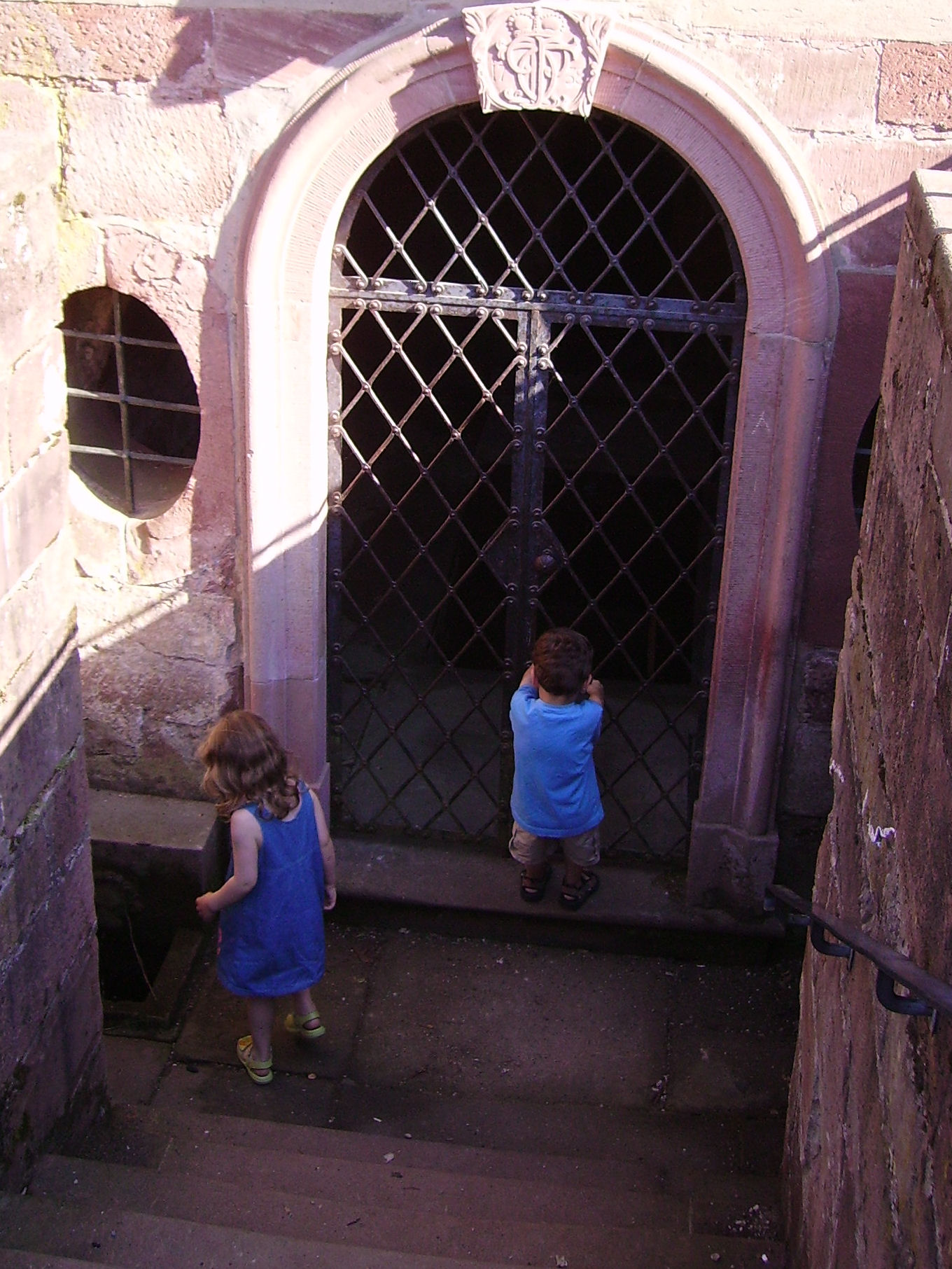
Treppe zum Oberen Fürstenbrunnen

Der Obere Fürstenbrunnen wurde unter Kurfürst Karl Philipp neu gefasst und überbaut. Über der Tür des Brunnenhauses ist sein Monogramm mit der Jahreszahl 1738 eingemeißelt. An der rechten Seite des Treppenabgangs steht die folgende Inschrift:
Die Inschrift ist ein Chronogramm, aus dem sich die Jahreszahl 1741 ergibt. Durch diesen und den Unteren Fürstenbrunnen wurde der Wasserbedarf des kurfürstlichen Hofs in Mannheim bis ins 19. Jahrhundert hinein gedeckt.
Johann Andreas von Traitteur erinnert 1798 an diese Wassertransporte:

„Wegen Mangel eines gesunden, guten Brunnenwassers wurde, so lang die Hofhaltung in Mannheim war, täglich das nöthige Wasser für dieselbe aus dem Gebirg beigeführt. Bekanntlich mußte die Hofkammer einen besonderen dazu eingerichteten Wasserwagen halten, welcher täglich nach Heidelberg fuhr, und das Wasser aus dem Fürstenbrunnen oben im Schloßhof ablangte.“

Die Wasserqualität in Mannheim war so schlecht, dass sich die vornehmen Familien der Hofgesellschaft, die es sich leisten konnten, diesem Verfahren anschlossen und ebenfalls Wassertransporte von Heidelberg nach Mannheim finanzierten. In der kurfürstlichen Residenz gab es noch im Jahr 1777 unter den Hofbediensteten einen „Heidelberger Wasserfüller“.

## Schlossgebäude

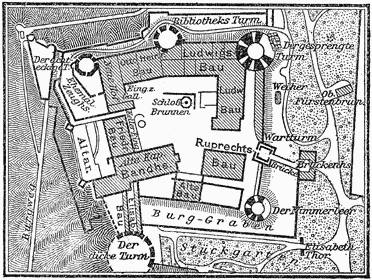
Grundriss des Heidelberger Schlosses (aus Meyers Konversations-Lexikon, 1888)

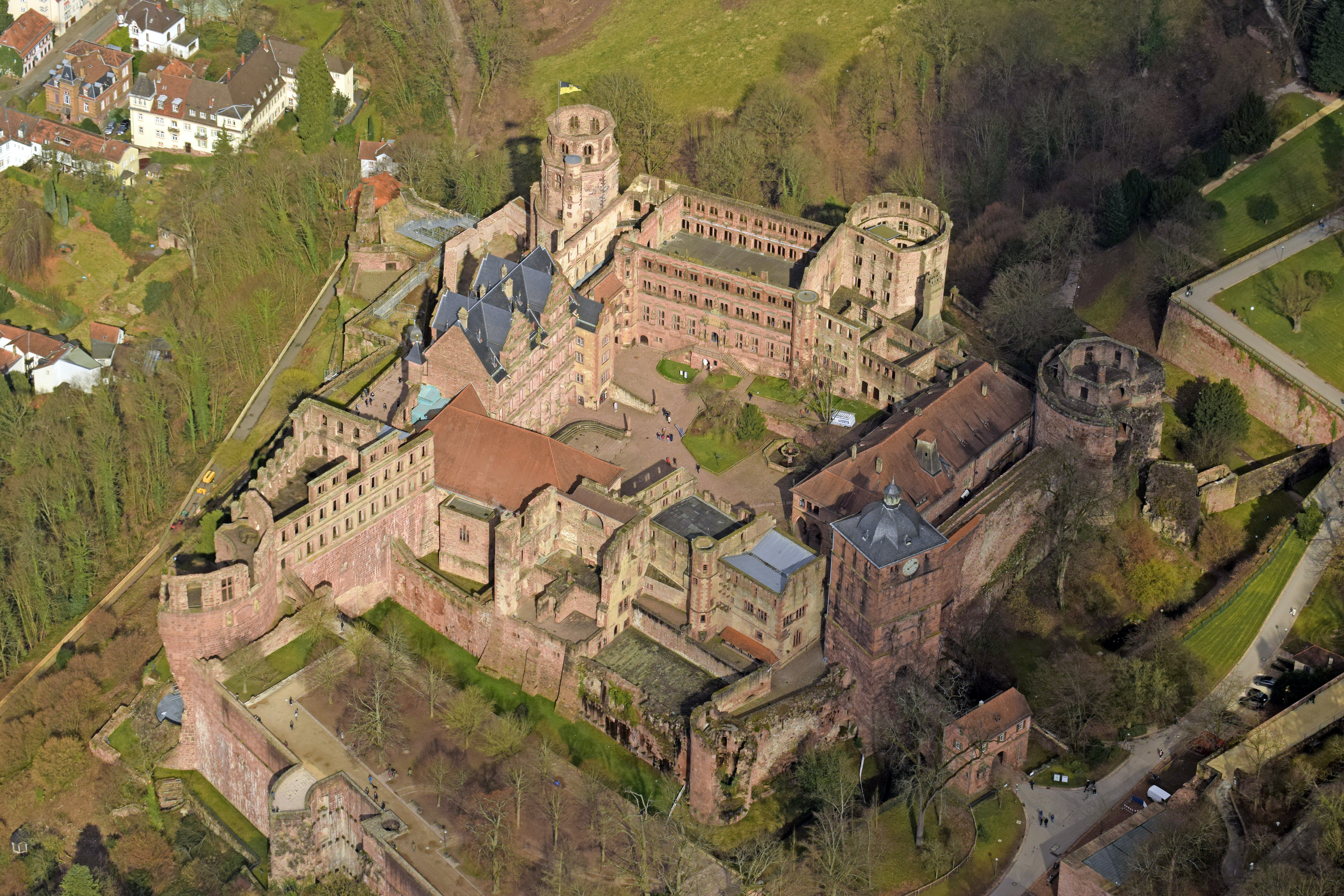
Heidelberger Schloss, Luftbild aus südwestlicher Richtung

Über das Aussehen der mittelalterlichen Burg ist nichts bekannt. Sie erstreckte sich über das Areal des heutigen Schlosshofes ohne die späteren Erweiterungen nach Westen (Dicker Turm, Nordwall (Englischer Bau) und Westwall mit Rondell) und innerhalb der inneren Ringmauer, deren spärliche Reste in der Ostwand des Ludwigbaues, der Ost- und Südwand des Wirtschaftsgebäudes sowie der Westwand von Ruprechtbau und Frauenzimmerbau noch vorhanden sind. Das spätere Schloss bildete mit der 1537 niedergebrannten Burg auf Höhe der heutigen Molkenkur eine Verteidigungslinie, mit der das Neckartal gut „beherrscht“ werden konnte.
Ab etwa Mitte des 15. Jahrhunderts wurde die Burg zur Festung ausgebaut, indem an der Ostseite drei Türme für Geschütze und die äußere Ringmauer errichtet wurden. Ludwig V. erweiterte dann in der ersten Hälfte des 16. Jahrhunderts das Schlossareal beträchtlich nach Westen und ließ neue starke Festungswerke sowie einzelne Wohngebäude errichten. Danach erfolgte sukzessive der Ausbau des Schlosses unter repräsentativen Gesichtspunkten. Die Wehrhaftigkeit trat unter seinen Nachfolgern in den Hintergrund. Erst nach und nach wurde aus dem Schloss von Generation zu Generation eine Ansammlung großzügiger Wohngebäude.
Der renommierte Kunsthistoriker Georg Dehio beschreibt das Heidelberger Schloss folgendermaßen:

„Als Konglomerat zahlreicher Bauten, deren Stilgemisch lediglich durch die Ruinenhaftigkeit gemildert wird und deren einheitlicher Eindruck auf der engen Gedrängtheit um den gemeinsamen Hof beruht, thront das Schloß hoch über der Stadt auf der vorgeschobenen Jettenbühl-Terrasse des Königstuhles. Dem Charakter eines Wehrbaues entsprechend, wenden sich die Schauseiten im Westen, Süden und Osten gegen den Hof; lediglich die Gebäude der stadtzugewandten, sturmfreien Nordseite besitzen eine zweite, nach außen gekehrte Prunkfassade.“

### Nach Personen benannte Gebäude

#### Ruprechtsbau

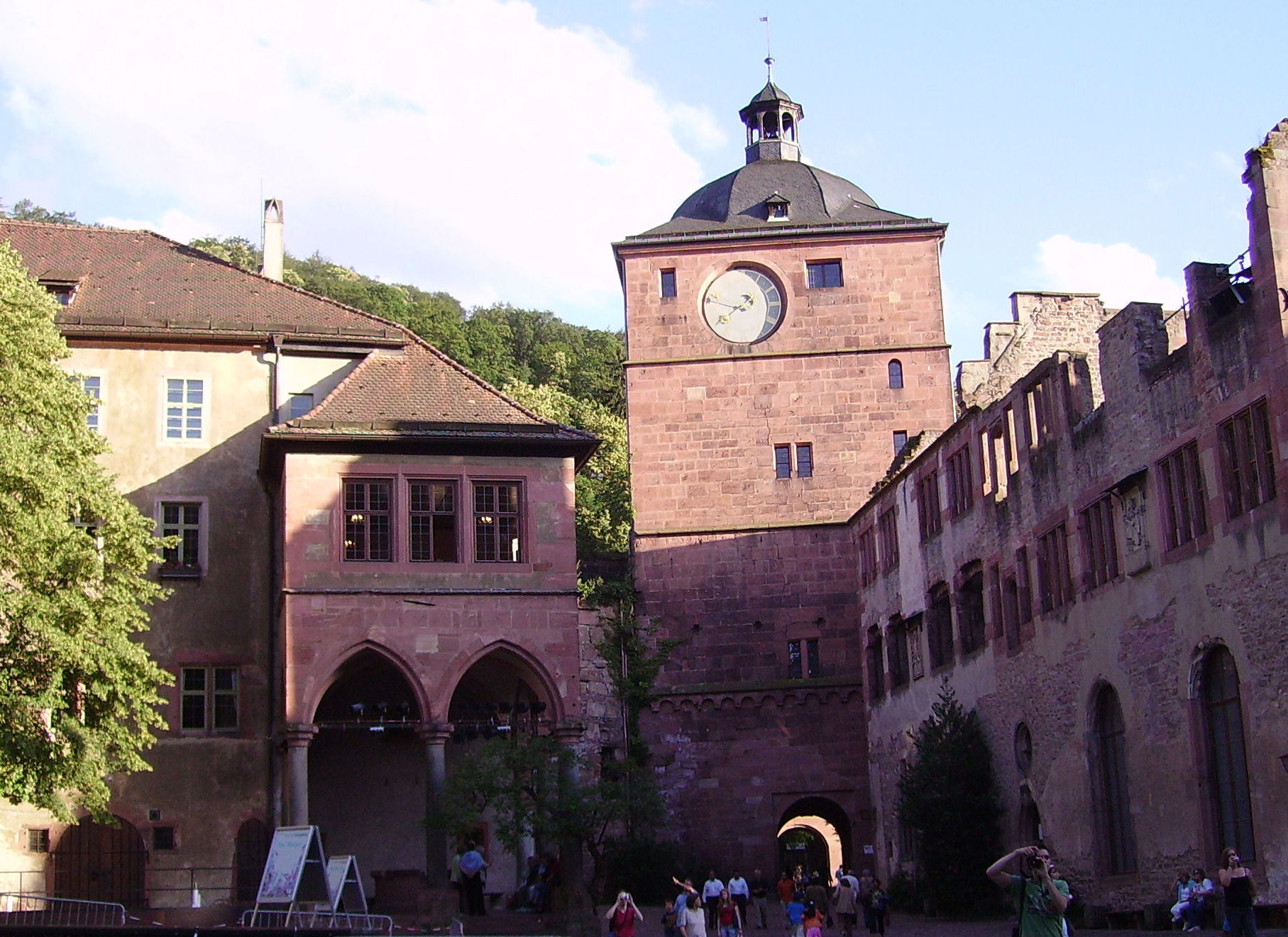
Schlosshof, Ruine des Ruprechtsbaus (rechts)

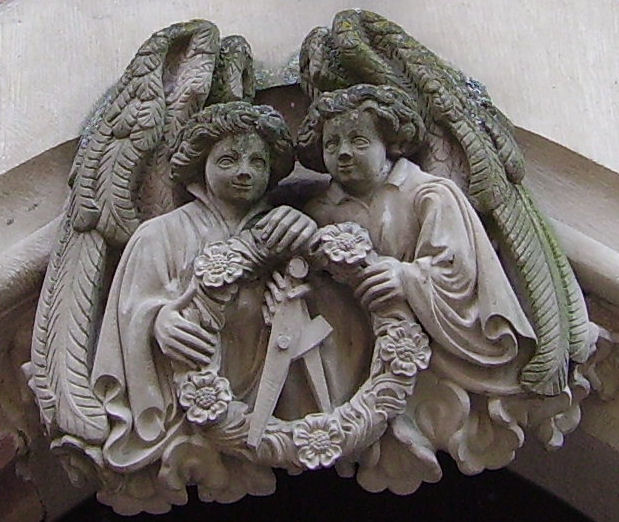
Engelswappen

Der Ruprechtsbau ist nach dem ersten deutschen König aus dem Hause der Pfälzer Wittelsbacher benannt, dem Pfalzgrafen und König Ruprecht. Der Bau selbst stammt von seinem Nachfolger aus der Zeit um 1430. Zur Erinnerung an die Königswürde wurde eine Wappentafel mit dem Reichsadler angebracht. Im Inneren des Ruprechtsbaus befindet sich ein Renaissance-Kamin aus der Zeit um 1540, eines der wenigen Elemente der Innenausstattung, die noch heute erhalten sind.
1534 wurde der Ruprechtsbau durch Ludwig V. um ein steinernes Obergeschoss erweitert. Ein Absatz in der Mauerung an der vorderen Kante sowie die Jahreszahl 1534 im Inneren des Gebäudes künden noch heute von dem Umbau.
Ein Engelswappen über dem Portal ziert das Bauwerk. Es wird vermutet, dass es sich hierbei um das Abzeichen des Bauherrn handelt, der sich auf diese Weise für die Nachwelt verewigt hat. Der Überlieferung nach handelt es sich bei den beiden Engeln auf dem Wappen um eine Darstellung der Kinder des Baumeisters, die bei den Bauarbeiten am Schloss von einem Gerüst stürzten und ums Leben kamen. Der Meister sei darüber so schwermütig geworden, dass der Bau ins Stocken gekommen sei. Wilhelm Sigmund erzählt diese Legende folgendermaßen:

„Kaiser Ruprecht aber ward böse, daß der Bau so langsam fortschritt und ließ durch den Priester, der die Kinder beerdigt hat, den Meister vermahnen. Der sagte, es sei alles fertig, aber wie er den Abschluß des Tores machen solle, falle ihm in seinem Gram nicht bei.
 Alsbald ward dem Meister offenbar, wie er den Abschluß des Tores zu bilden habe. Er meißelte seine Knaben, wie sie ihm erschienen waren, als liebliche Engelkinder, die einen Rosenkranz tragen. In der Mitte des Kranzes setzte er den Zirkel, das Sinnbild seiner Kunst, von der er für immer Abschied nahm.“

#### Friedrichsbau

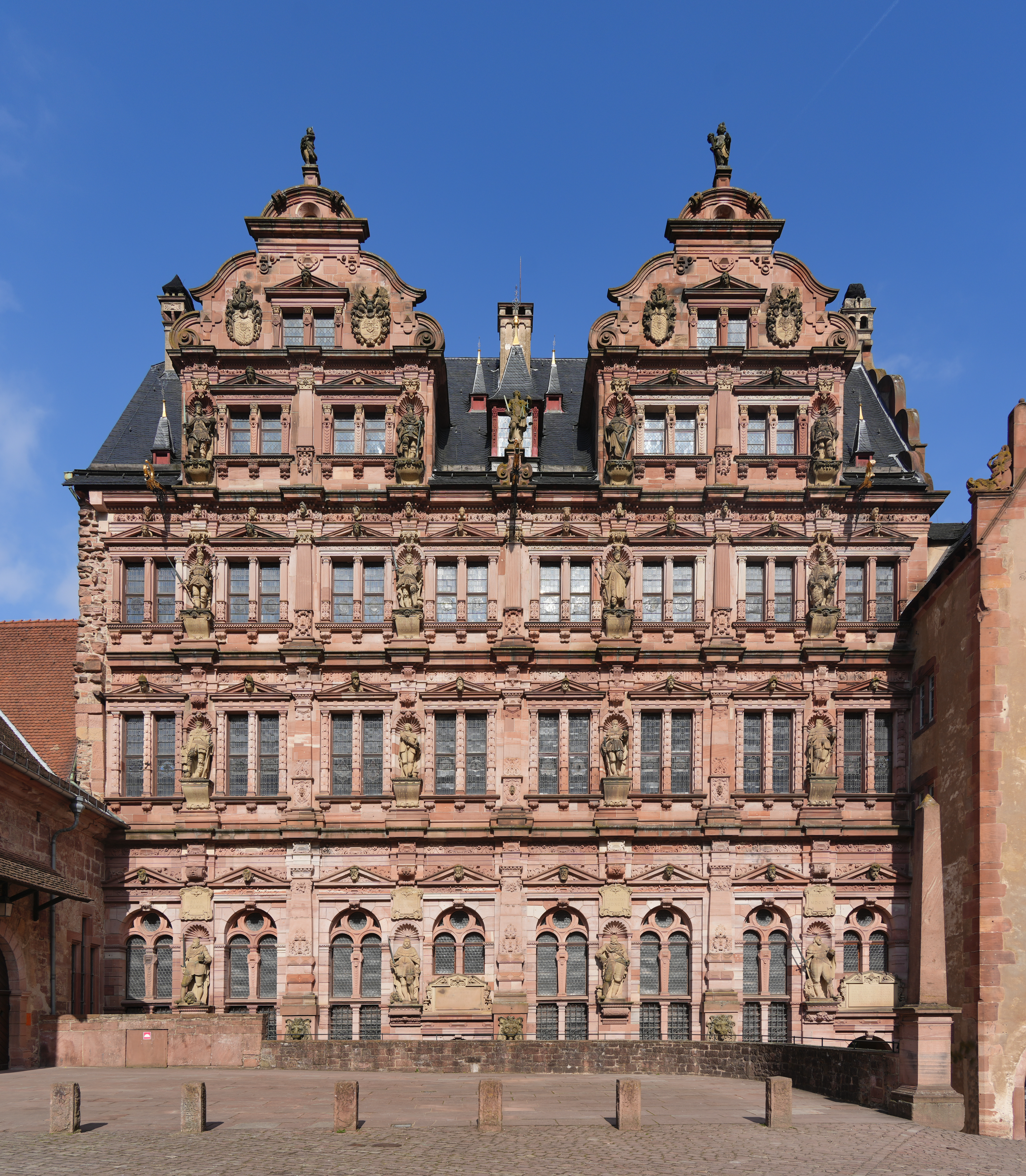
Friedrichsbau

Kurfürst Friedrich IV., der Begründer der Stadt Mannheim, ließ den Friedrichsbau von 1601 bis 1607 errichten, nachdem das zuvor an dieser Stelle befindliche Wohngebäude mit der Schlosskapelle einzustürzen drohte. Johannes Schoch war der Architekt des Bauwerks. In die Hoffassade des Friedrichsbaus sind Statuen der Ahnen der Kurfürsten eingearbeitet. Bildhauer dieser Ahnengalerie des Bauherrn war Sebastian Götz aus Chur. Auf der Hofseite sind die Ahnen Friedrichs dargestellt. Dies sind beginnend oben links:
- Zwerchgiebel: Karl der Große, Otto von Wittelsbach, Ludwig der Kelheimer, Rudolf der Stammler
- Oberstes Vollgeschoss, vier gekrönte Wittelsbacher: Ludwig der Baier, Ruprecht I., Otto von Ungarn, Christoph von Dänemark
- Mittleres Vollgeschoss, die Universitätsgründer Ruprecht I., Friedrich I., Friedrich der Weise, Ottheinrich
- Unteres Geschoss: Friedrich der Fromme, Ludwig VI., Johann Casimir, Friedrich IV.

Die Zwerchgiebel zeigen außerdem allegorische Darstellungen von Frühling und Sommer, Sinnbilder für die Vergänglichkeit alles Irdischen.
Der Friedrichsbau ist der erste Palast des Schlosses, der auch mit einer repräsentativen Fassade zur Stadtseite hin errichtet wurde. Im Erdgeschoss des Bauwerks befindet sich die Schlosskirche, welche noch heute unbeeinträchtigt erhalten ist. Die Obergeschosse des Gebäudes wurden als Wohnraum genutzt.
Nach den verheerenden Bränden 1693 und 1764 wurde dieser Teil des Schlosses als einziger Teil wieder aufgebaut. 1890 bis 1900 wurde der Friedrichsbau nach Entwürfen des Karlsruher Professors Carl Schäfer grundlegend im Stil des Historismus erneuert. Damals entzündete sich eine sehr kontroverse Diskussion darüber, wie die Innenräume gestaltet werden sollten. Insbesondere der Kunsthistoriker Georg Dehio hatte sich dafür ausgesprochen, das Bauwerk in seiner gewachsenen Struktur zu erhalten. Letztendlich entschied man sich für eine Innenausstattung im Neorenaissance-Stil. Viele Räume des Friedrichbaus zeigen heute in freier Komposition einen Stilpluralismus. Letztlich wurden die Räume aber nie wieder als Wohnräume genutzt, sondern fungierten als musealer Bau.

#### Ottheinrichsbau

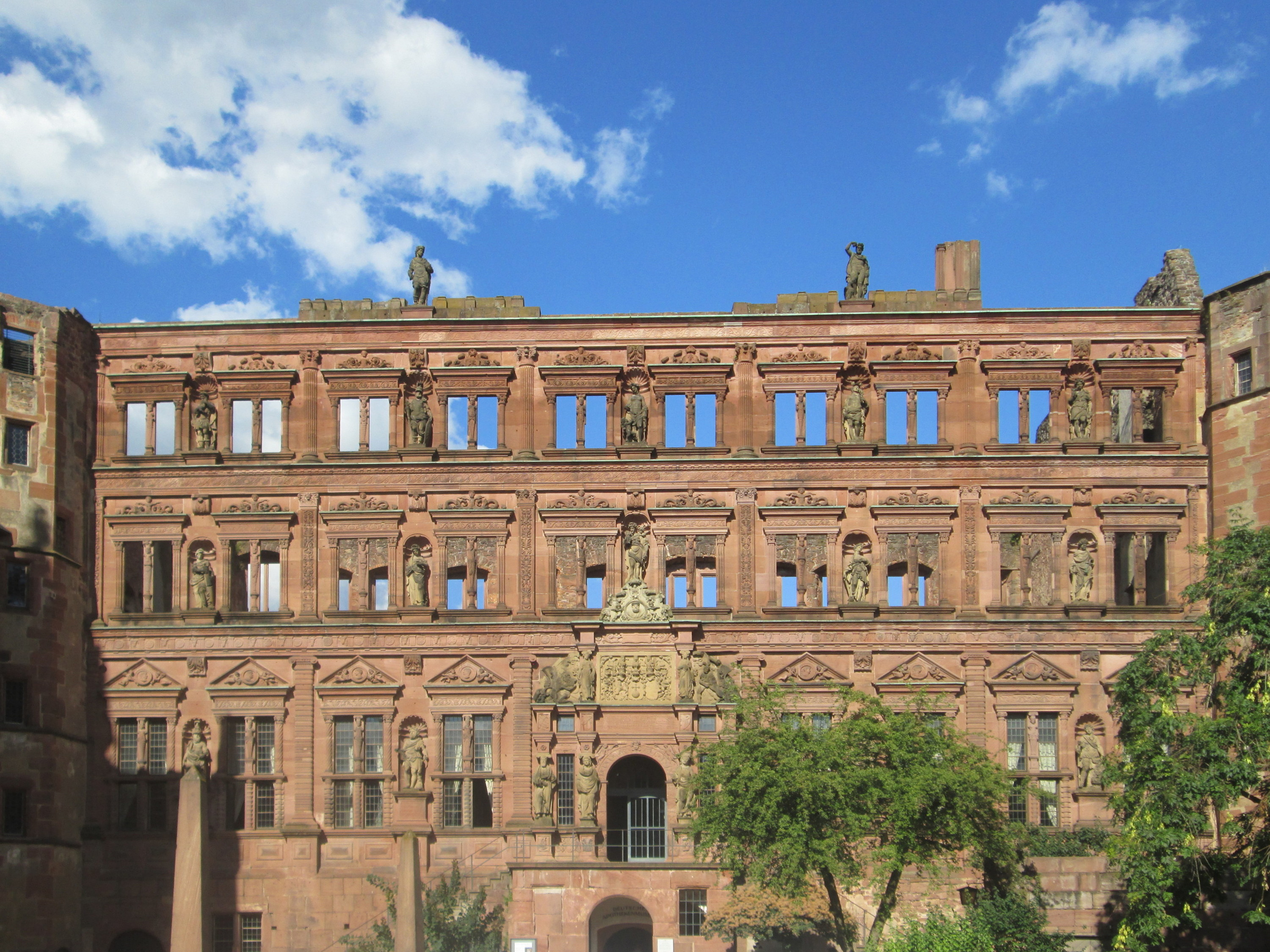
Hofseitige Fassade des Ottheinrichsbaus

Der Ottheinrichsbau wurde unter Kurfürst Ottheinrich erbaut, der in seiner nur dreijährigen Regierungszeit insbesondere den Protestantismus in der Kurpfalz einführte und die Wissenschaft förderte. Der neue Palast wird zu den bedeutendsten Bauwerken des deutschen Manierismus gerechnet und stellt allgemein eines der wichtigsten Renaissancebauwerke in Mitteleuropa dar. Der Architekt der aufwändig geschmückten Fassade auf der Hofseite ist bislang unbekannt. Die Bauskulptur der monumentalen Figuren an der Fassade und die Türgestelle im Inneren des Hauptgeschosses wurden von dem Niederländer Alexander Colin aus Mechelen und seiner Werkstatt gefertigt. Die Fassade des vier Geschosse hohen Gebäudes ist durch 16 allegorische Figuren verziert, die das Regierungsprogramm des Kurfürsten symbolisieren. Im Inneren ist vor allem das Erdgeschoss mit der ehemaligen Wohnung von Ottheinrich sehenswert. Hier sind die ornamentierten Türgestelle von bedeutender künstlerischer Qualität.
Für den Ottheinrichsbau wurden ältere Bauten teilweise verdeckt (Gläserner Saalbau) oder abgerissen (nördliche Hälfte des Ludwigsbaues). Im Osten ruht der Bau auf den Fundamenten älterer Gebäude und auf der äußeren Wehrmauer. Als Ottheinrich 1559 starb, war der Bau noch nicht völlig fertiggestellt. Anschließend scheint er zunächst mit zwei großen Doppelgiebeln als Dach fertiggestellt worden zu sein, die jedoch in der zweiten Hälfte des 17. Jahrhunderts durch eine neue Bedachung ersetzt wurden.

#### Ludwigsbau
Der Ludwigsbau wurde 1524 durch Ludwig V. errichtet und diente als Wohnbau. Er ersetzte ein älteres Bauwerk, dessen Mauern teilweise für den Ludwigsbau weiterverwendet wurden. Der gotische Staffelgiebel, der die Südwand abschloss, ist heute nicht mehr vorhanden.
Ursprünglich handelte es sich bei dem Ludwigsbau um ein symmetrisches Gebäude, bei dem der Treppenturm in der Mitte der Front saß. Kurfürst Ottheinrich ließ jedoch den nördlichen Teil jenseits des Treppenturms abreißen, um Platz für den Ottheinrichsbau zu machen. Im Jahr 1764 wurde der Ludwigsbau durch ein Feuer zerstört.
Unter dem Wappen auf der Außenseite sind zwei Affen dargestellt, die das Spiel Strangkatzenziehen betreiben.

#### Englischer Bau

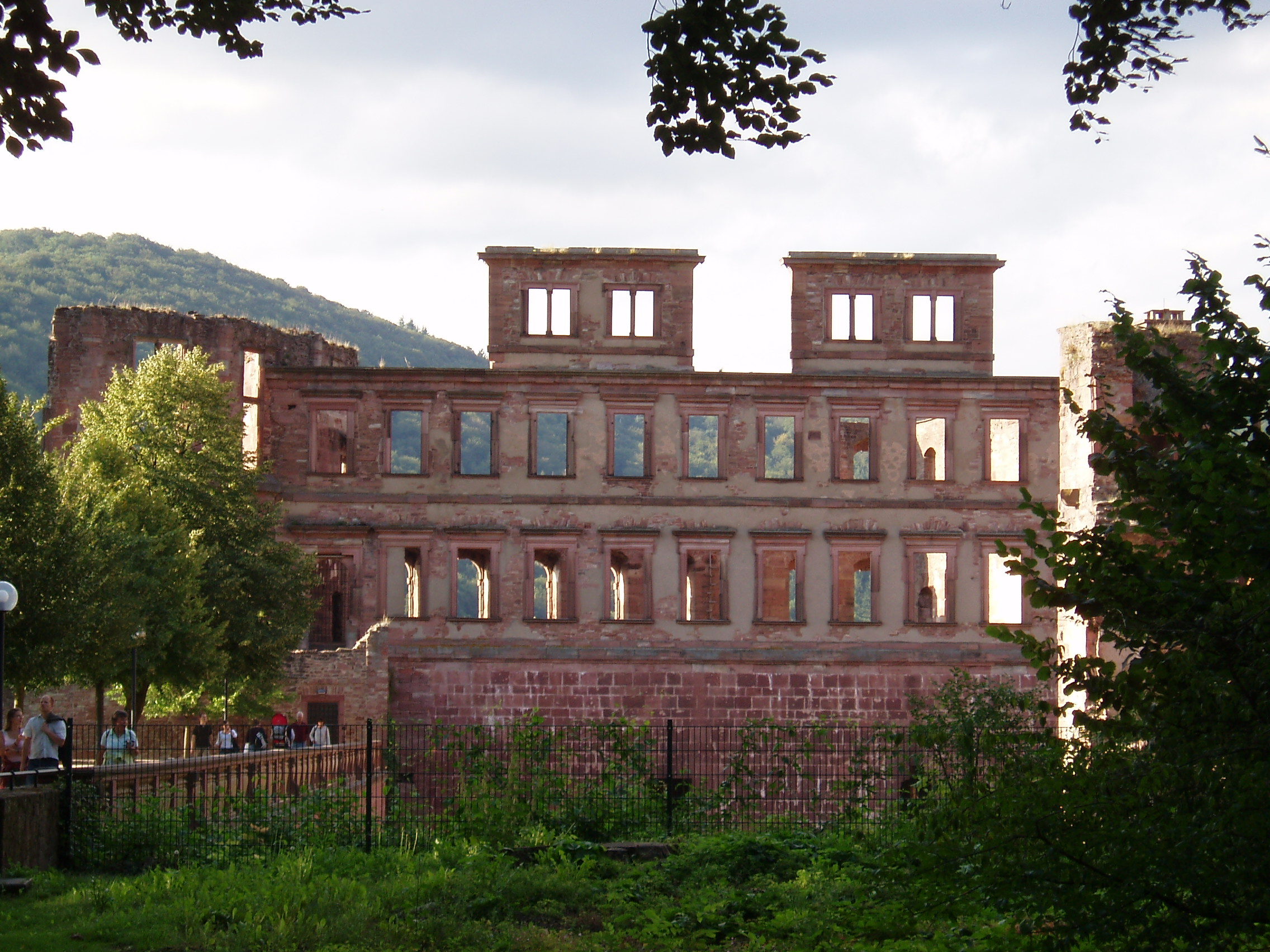
Blick über den Hirschgraben auf den Englischen Bau

Der Englische Bau – heute eine Ruine – ist das letzte Großgebäude in der Geschichte des Heidelberger Schlosses und wurde nach der englischen Prinzessin Elisabeth Stuart, der so genannten Winterkönigin und Ehefrau von Kurfürst Friedrich V., benannt. Er wurde 1612/1613 aus Platzgründen außerhalb des Schlossgevierts angelegt und befindet sich zwischen dem Dicken Turm und dem Fassbau. Als Architekt wird häufig Inigo Jones angenommen. Unterhalb vom Englischen Bau verläuft die große Rittertreppe. Mit der Errichtung des Englischen Baus setzte man sich über die Grundgedanken von Schutz und Wehr hinweg, da Zwinger und Burggraben überbrückt und so einem möglichen Feind bessere Angriffsmöglichkeiten geboten wurden.
Heute finden in der Ruine Empfänge und Aufführungen der Schlossfestspiele statt. Auf 500 Quadratmeter Fläche ist Platz für etwa 300 Sitzplätze.

### Nach Funktionen benannte Gebäude

#### Bibliotheksbau

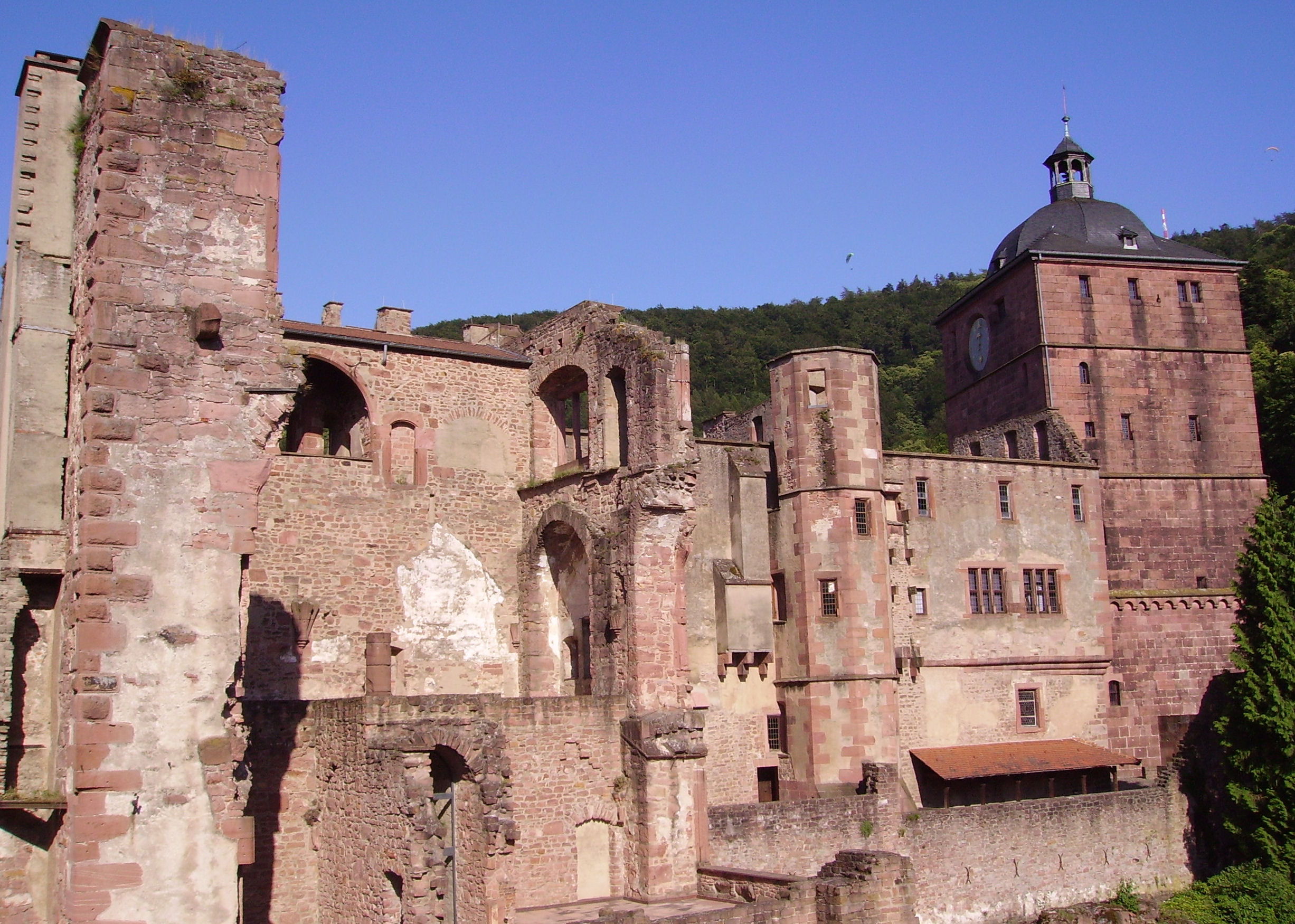
Ruinen des Bibliotheksbaus und des Ruprechtsbaus sowie Torturm, vom Stückgarten aus gesehen

Name: später benannt nach der Bibliothek, die angeblich hier untergebracht war
Der Bibliotheksbau (früher irrtümlich auch: Rudolfsbau) befindet sich zwischen dem Ruprechtsbau und dem Frauenzimmerbau. Er ist im spätgotischen Stil gehalten und wurde um 1520 von Kurfürst Ludwig V. durch den Hofarchitekten Lorenz Lechler errichtet.
Der so genannte Bibliotheksbau wurde in enger Verbindung mit dem benachbarten Frauenzimmerbau auf der Westseite des Schlossberings hinzugefügt. Bei diesem Bau ist der erstmals im 17. Jahrhundert auftauchende Name irreführend, da eine primäre Nutzung zur Unterbringung einer kurfürstlichen Bibliothek nicht belegt ist. Vielmehr handelt es sich bei dem gewölbten Raum im ersten Obergeschoss um eine so genannte Tafelstube für die kurfürstliche Herrentafel. Tafelstuben kamen im 16. Jahrhundert auf, als die Fürsten nicht mehr täglich die Hofstube aufsuchten, sondern sich in separate Räume in den Obergeschossen zurückzogen.
Der Bibliotheksbau unterscheidet sich von anderen Schlossgebäuden des 16. Jahrhunderts darin, dass er bis in die oberen Stockwerke in Stein gewölbt war. Man führt das darauf zurück, dass eventuell hier die Kurfürstliche Münze aufbewahrt wurde. Der Bibliotheksbau war der „Tresor“ des Schlosses und der Hofhaltung. Im Erdgeschoss sind seine Mauern drei Meter dick. Über die wuchtigen Erdgeschossräume, von denen einige bemalt waren, weitete sich die Tafelstube, die eine lichte Höhe von 6,60 Metern gehabt haben muss. Der schönste noch erhaltene Teil des Gebäudes ist der Erker zum Hof im Obergeschoss. Der Bibliotheksbau blieb als einziger Palast des Schlosses vom 1689 von den Franzosen gelegten Schlossbrand verschont, wurde aber 1693 zerstört.

#### Frauenzimmerbau (Königssaal)

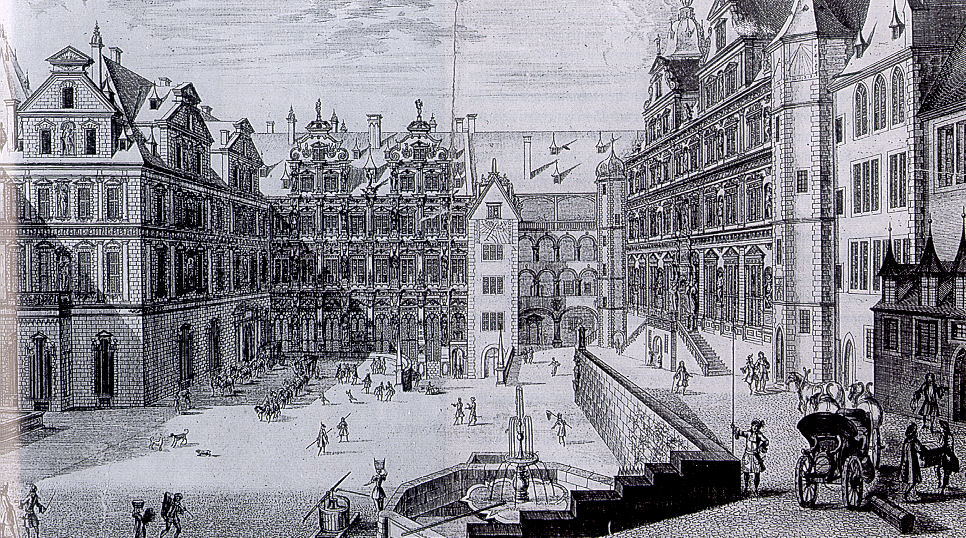
Innenhof des Schlosses mit Frauenzimmerbau, Friedrichsbau, Gläsernen Saalbau und Ottheinrichsbau, von Ulrich Kraus, 1683

Name: benannt nach den Wohnungen der Hofdamen (heutiger Name: Königssaal)
Vom Frauenzimmerbau ist nur noch das Erdgeschoss erhalten. Errichtet wurde er unter Ludwig V. um 1510. Vermutlich lebten die Hofdamen hier, welche ihre Zimmer in den Obergeschossen des Frauenzimmerbaus hatten. Das zweite Obergeschoss war aus Fachwerk. Die Fassade wurde durch mehrere Erker geschmückt. Im 17. Jahrhundert wurde auf der Hofseite eine Schmuckfassade mit Säulen und Figuren aufgemalt, um den Bau optisch aufzuwerten.
Im Erdgeschoss befand sich eine große Hofstube (später: Königssaal), die für die täglichen Mahlzeiten und Festlichkeiten aller Art genutzt wurde. Die Hofstube war 34,65 Meter lang, 16,70 Meter breit und 7,40 Meter hoch. Die hölzerne Decke ruhte auf vier steinernen Stützen, die einen durchlaufenden Balken als Auflager für die Deckenbalken trugen.
Das Besondere der kurfürstlichen Hofstube war ihre Bereicherung mit je einem kastenartigen Erker auf allen vier Seiten, die heute nur noch teilweise erhalten sind. Die kurfürstliche Tafel befand sich direkt vor jenem Erker, der sich in nördliche Richtung ursprünglich mit drei Seiten zum Tal des Neckars hin öffnete. Noch heute zeigen die Reste des Erkergewölbes eine besondere Gestaltung, da die Rippen mit Astwerk, Blüten und Vogelmotiven verziert waren. In dieser Ausschmückung wird der Erker von Peter Harer in einem Gedicht anlässlich der Fürstenhochzeit von Pfalzgraf Friedrich und Dorothea von Dänemark 1535 beschrieben und der Speiseraum mit dem Gralstempel verglichen:
„Eß waren wol drey furstentisch: / Am ersten, der verordent ist / Gewest in dem erckher oben, / Welcher vonn kunst billich zu loben / Ich glaub, der tempell auff montsaluat, / Den Titurell erbawet hat, / Mocht dißem werckh geleichen nicht: / Gethierts, laubwerckh, und ein bild, ma sicht, / Gantz artlich und reyn ergraben, / Viel possament werklich erhaben, / Das Gewelb zierlich gehymmelt, / Von farben schon außgeplummelt. / Eß ist an dem kein vleis gespart.“
Die Hofstube verlor nach der Fertigstellung der Festsäle im Gläsernen Saalbau und im Ottheinrichsbau und Änderungen mit Tafelzeremoniell ihre Rolle als Repräsentationsraum. Sie wurde zu einem Raum, in dem bei ungünstiger Witterung Ritterspiele stattfanden, Versammlungen abgehalten wurden oder bei festlichen Gelegenheiten die Dienerschaft tafelte.
1689 brannte der Bau völlig nieder, und die ehemalige Hofstube diente später als Arbeitsraum für die Küfer, die am Großen Fass arbeiteten und damit dem Gebäude den Namen „Bandhaus“ gaben. Da die Küfer klagten, dass ihnen das Regenwasser auf die Fässer liefe, ließ Karl Theodor die Ruine mit dem jetzigen Notdach versehen. Heute ist das Gebäude hauptsächlich unter dem Namen „Königssaal“ bekannt, auch wenn dieser Königssaal lediglich das Erdgeschoss des ehemaligen Frauenzimmerbaus einnimmt. In den 1930er Jahren wurde das Parterre wieder hergerichtet und dient seitdem der Stadt Heidelberg als Festsaal für Veranstaltungen aller Art.

#### Fassbau

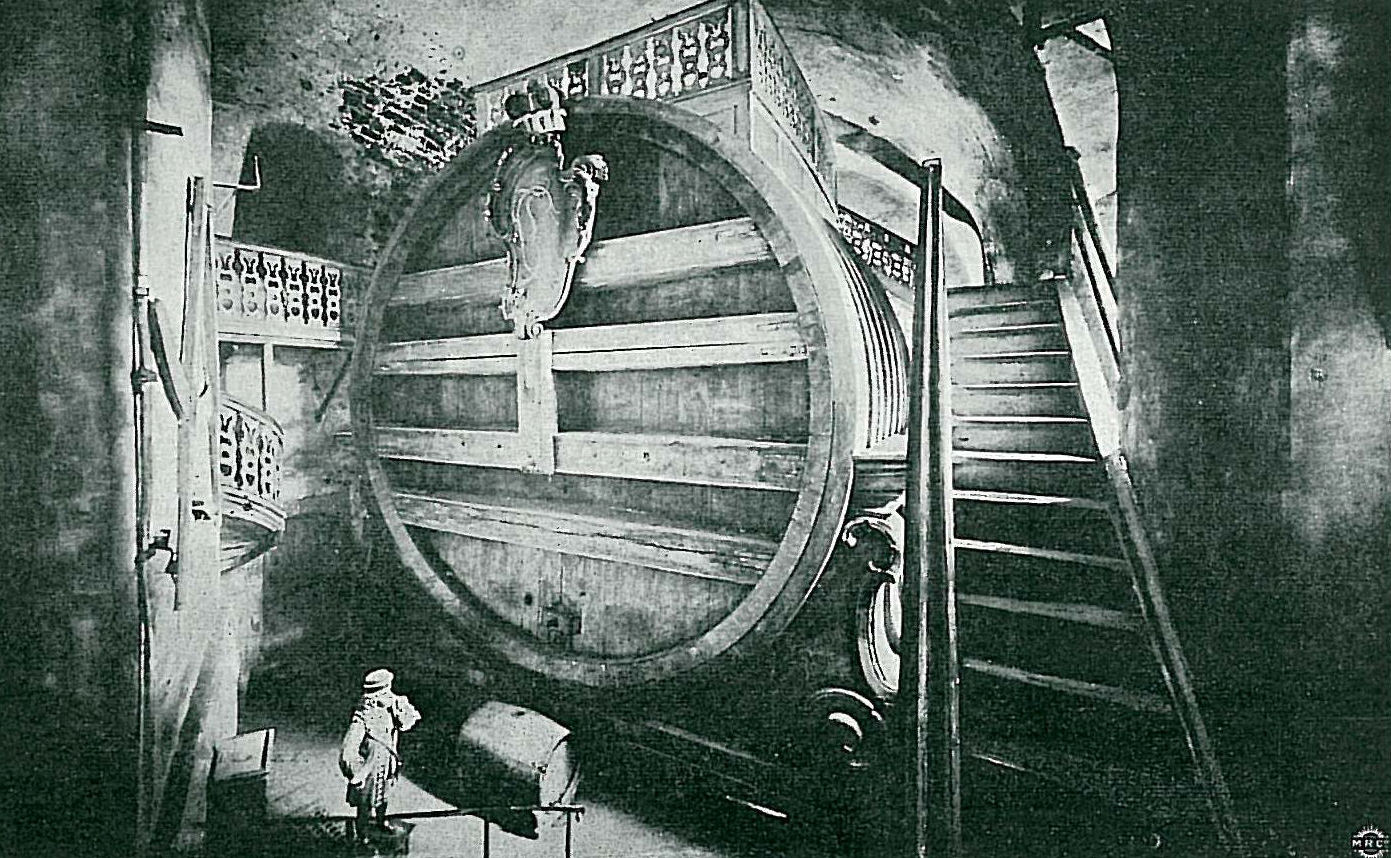
Das Große Fass

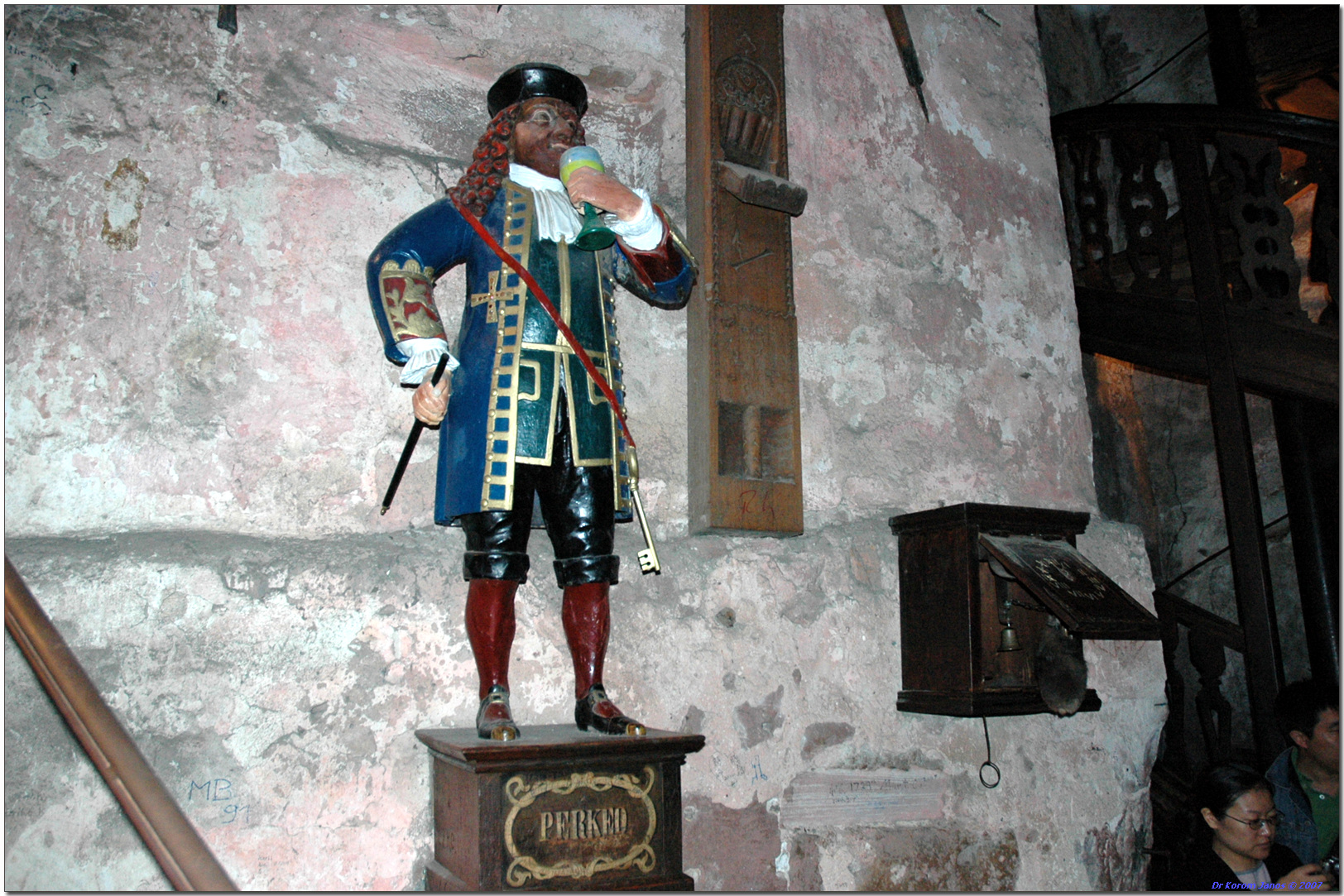
Standbild des Perkeo im Fassbau

Name: benannt nach dem Großen Fass.
Der Fassbau wurde eigens für das berühmte Große Fass durch Johann Casimir von 1589 bis 1592 errichtet. Es ist an den Königsaal angeschlossen, so dass bei Feierlichkeiten möglichst direkter Zugang zu den Weinvorräten des Fasses bestand. Ungewöhnlich an dem Gebäude ist der spätgotische Stil, denn zur Bauzeit hatte sich bereits der Renaissance-Stil durchgesetzt.
Auf das Große Fass schaut die Statue des Fasswächters Perkeo, Symbol des Weingenießers, dem Karl Philipp die Obhut über das Fass übergeben hatte. Karl Philipp hatte aus Innsbruck, wo er vor seiner Thronbesteigung kaiserlicher Statthalter von Tirol gewesen war, Perkeo als Hofnarren mitgebracht. Der Legende nach hatte der Kurfürst ihn gefragt, ob er das Große Fass allein austrinken könne. Der soll geantwortet haben: “Perché no?” (Italienisch: ‚warum nicht?‘). Daraus leitet sich der Name Perkeo her. Reinhard Hoppe erzählt die Geschichte folgendermaßen:

„Kurfürst Karl Philipp bestellte seinen Hofnarren, den Zwerg Clemens Perkeo zum Wächter des Großen Fasses. Auf einer Reise durch Tirol hatte er ihn kennen gelernt und Gefallen an seinem kleinen Wuchs und seinem schlagfertigen Witz gefunden. Als der Kurfürst den Kleinen auf seine Trinkfestigkeit geprüft hatte, sagte er zu ihm: ‚Komm mit mir nach Heidelberg. Ich ernenne dich zum Ritter und Kammerherrn des Faßkönigs. In meinem Schloßkeller liegt das größte Faß der Welt. Wenn du es austrinkst, so soll Stadt und Schloß dein sein.‘ ‚Perche no‘ (Warum nicht), antwortete der Knirps. Da lachte der Kurfürst und sagte: ‚Du sollst Perkeo heißen.‘“

Wein soll das einzige Getränk gewesen sein, das Perkeo seit seiner Kindheit zu sich genommen habe. Als er im hohen Alter erstmals krank wurde, riet ihm sein Arzt dringlich von Weingenuss ab und empfahl ihm, Wasser zu trinken. Trotz großer Skepsis nahm Perkeo diesen Rat an und starb am nächsten Tag. Victor Hugo kolportiert, dass Perkeo täglich fünfzehn Flaschen Wein habe trinken müssen und andernfalls ausgepeitscht worden sei.

#### Gläserner Saalbau

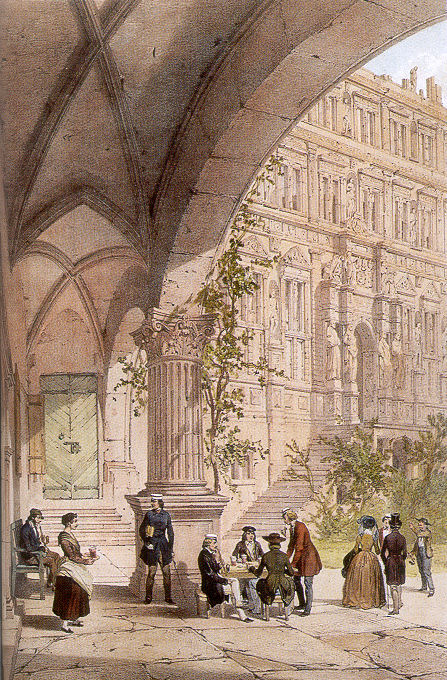
Arkade des Gläsernen Saalbaus mit Blick auf den Ottheinrichsbau, von Baptiste Bayot 1844

Name: benannt nach dem mit venezianischem Spiegelglas verzierten Spiegelsaal im zweiten Stock
Der Gläserne Saalbau wurde durch Kurfürst Friedrich II. errichtet. Seinen Namen hat das Gebäude von dem mit venezianischem Spiegelglas verzierten Saal im Obergeschoss. Zum Hof hin weist das Gebäude sehr stämmige Renaissance-Arkaden auf, in den Arkadengängen jedoch spätgotische Gewölbe. Die der Stadt zugewandte Nordseite des Bauwerks ist völlig schmucklos, die Ostseite ist mit einem kleinen gotischen Erker geschmückt und besaß wie der hofseitige Erkervorbau einen verzierten Giebel. Es wird vermutet, dass beim Bau des Gläsernen Saalbaus der Ottheinrichsbau bereits geplant war, da die hintere Hälfte des Gebäudes hinter dem Ottheinrichsbau steckt und ohne Fassadenschmuck ausgeführt wurde.
Kurfürst Karl Ludwig ließ nach dem Dreißigjährigen Krieg den Gläsernen Saalbau umbauen. Dabei wurden die Geschosshöhen verändert und neue, rundbogige Fenster in die Nordfront eingebaut. Die Gewände der ursprünglichen Fenster sind zum Teil in der Nordfassade noch sichtbar. Am 24. Juli 1764 schlug der Blitz zweimal hintereinander ein, und der Saalbau brannte bis auf die Kellergewölbe aus. 1897 wurde in der westlichen Wand des Gläsernen Saalbaus eine vermauerte frühgotische Fenstergruppe entdeckt, die auf eine Bebauung des Schlossareals in der ersten Hälfte des 13. Jahrhunderts hindeutet.

#### Ökonomiebau und Soldatenbau mit Brunnenhalle

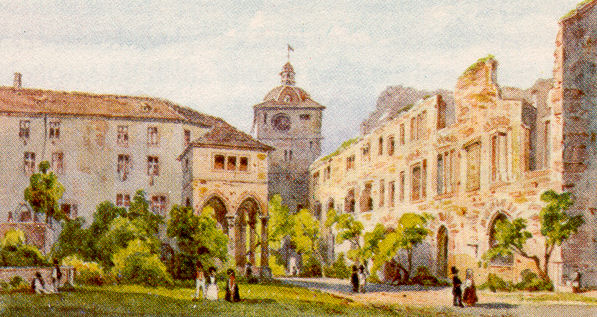
Ansicht der Südseite des Schlosshofes von Louis Hoffmeister, um 1820. Links der Ökonomietrakt, mittig Brunnenhaus und Torturm, rechts Ruprechtsbau

Name: Im Ökonomiebau befanden sich die Wirtschaftsräume (Wirtschaft = Ökonomie) des Schlosses und die Küche. Baulich damit verbunden sind Räume für Soldaten und ein Ziehbrunnen
Die frühen Anlagen zur Verpflegung der Schlossbewohner sind weder archäologisch noch durch andere Quellen nachweisbar. An der heutigen Stelle im Südosten des Schlosses entstand um 1520 ein großangelegter Ökonomietrakt, der in der folgenden Zeit mehrfach umgebaut und erweitert wurde. Die Bezeichnungen Metzelhaus und Backhaus weisen auf die Funktionen als Schlachthaus und Bäckerei hin. Der Aufgang zu den oberen Geschossen führte in die Wohnungen der Schlossbeamten. Kunstgeschichtlich sind die Wirtschaftsgebäude des Ökonomietraktes nicht besonders bedeutend. Die eigentliche Küche lag im Südosten des Schlosses und schloss an den Gesprengten Turm an.
Westlich direkt an den Ökonomiebau anschließend, aber im Grundriss von diesem getrennt, liegt der Soldatenbau. Er flankiert den Haupteingang, sodass die dort untergebrachten Soldaten diesen schützen konnten. Im Untergeschoss des dreistöckigen Baus befand sich die Wachstube, darüber die Wohnräume der Soldaten. Hier war eine ständige Garnison von etwa 50 Mann für Wach- und Ehrendienste einquartiert.
Im Winkel zwischen dem Soldatenbau und dem Rest des Ökonomietraktes schließt die Brunnenhalle an, die unter Ludwig V. errichtet wurde. Auffällig sind die vier frei stehenden Monolithen und zwei an die Wand gelehnte Halbsäulen. Der einst halb verschüttete Ziehbrunnen ist etwa 16 Meter tief und war vermutlich schon im Jahr 1508 vorhanden. Über die Säulen berichtete Sebastian Münster, dass sie in seiner Vaterstadt Ingelheim am Rhein am ehemaligen Palast Karls des Großen gestanden hätten und vom Kurfürsten Philipp auf das Heidelberger Schloss gebracht worden seien. Möglicherweise wurden diese Säulen einem antiken Bauwerk in der Nähe von Mainz entnommen.

## Schlosstürme

### Dicker Turm

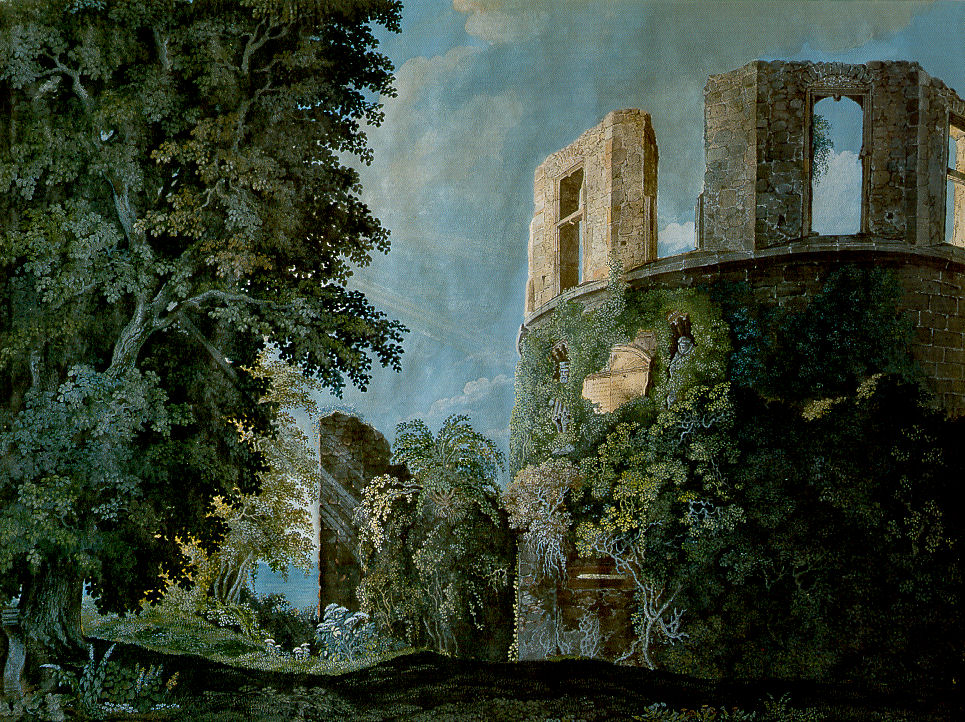
Dicker Turm, von Karl Philipp Fohr, 1813

Name: benannt nach seinen sieben Meter dicken Mauern
Der Dicke Turm gehört zu den unter Kurfürst Ludwig V. errichteten Befestigungsanlagen des Schlosses. Er war fast vierzig Meter hoch, seine Mauern hatten eine Stärke von sieben Metern bei einem Gesamtdurchmesser von 28 Metern. Dennoch konnten diese starken Mauern gesprengt werden. Die Bruchlinien verlaufen dort, wo das Mauerwerk zum Beispiel durch Schießscharten durchbrochen war. Auffällig ist außerdem, dass der Buntsandstein nicht so widerstandsfähig war wie der Mörtel, der die Sandsteinquader verband.
Der Turm wirkte von der Stadt aus bedrohlich, was auch in der Absicht des Erbauers lag, denn Ludwig der Friedfertige war der Ansicht, dass nur die Furcht den Frieden erhalten könne.
Friedrich V. ließ den oberen Teil des Turms in ein Theater umgestalten, das dem 1613 abgebrannten Londoner Globe Theatre nachempfunden war. Mit diesem Theatersaal im Dicken Turm zeigte sich der Kurfürst der britischen Herkunft seiner Frau verbunden und wollte die Shakespearsche Theatertradition fortführen. Die fast kreisförmige obere Plattform des Dicken Turms hatte einen Durchmesser von fast 28 Metern und eine Fläche von 85 Quadratmetern.

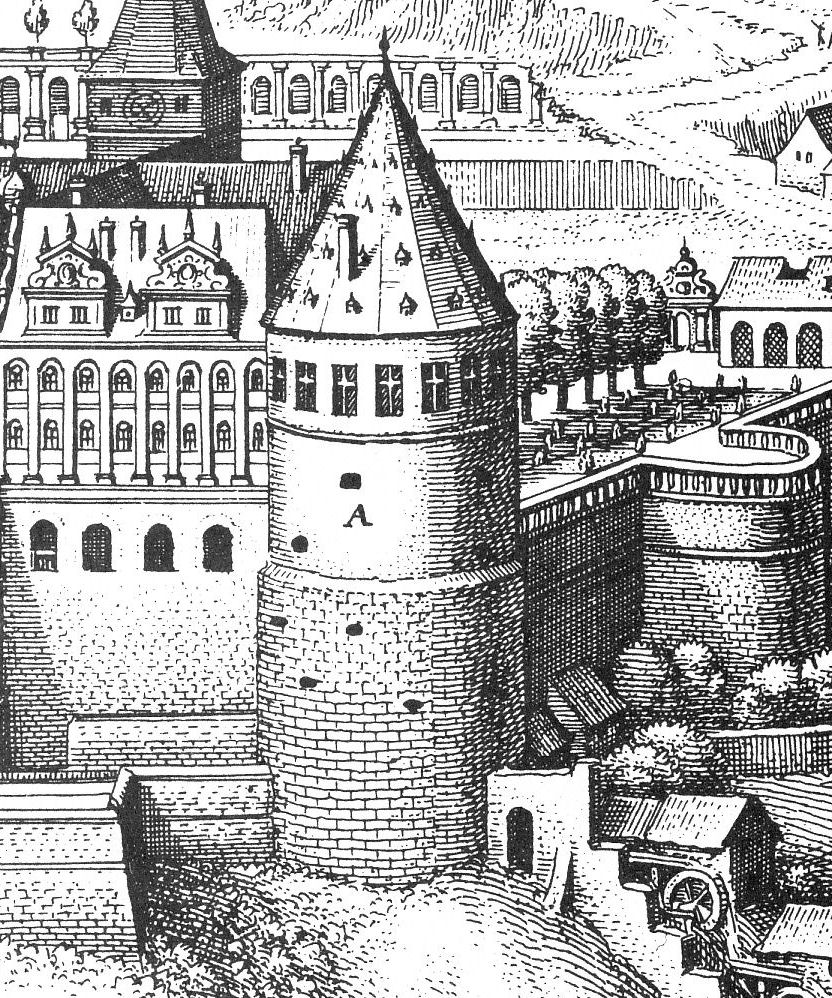
Dicker Turm im Jahr 1645, Kupferstich von Matthäus Merian

Auf der Inschrifttafel am Dicken Turm wird nicht nur der Erbauer des Turmes genannt, sondern auch auf die Umgestaltung des oberen Stockwerkes hingewiesen. Diese Aufgabe traute sich nur der Nürnberger Baumeister Peter Karl zu. Die lateinische Inschrift lautet:
Die beiden Steinfiguren zeigen die Kurfürsten Ludwig V. und Friedrich V., die beiden Bauherren des Turms.
1689 wurde die nördliche Mauerschale abgesprengt und stürzte zu Tal. Nach der Zerstörung des Jahres 1693 erhielten die Bürger der Stadt Heidelberg offiziell die Genehmigung, sich die abgesprengten behauenen Steine des Dicken Turmes zu holen, um damit ihre Häuser wieder aufzubauen. So wurde beispielsweise der Adelshof des Generalleutnants und Oberstjägermeisters Friedrich Freiherr von Venningen in der Hauptstraße 52 (Haus zum Riesen) mit ausdrücklicher Erlaubnis des Kurfürsten aus Quadersteinen des Dicken Turmes errichtet.

### Gefängnisturm (Seltenleer)

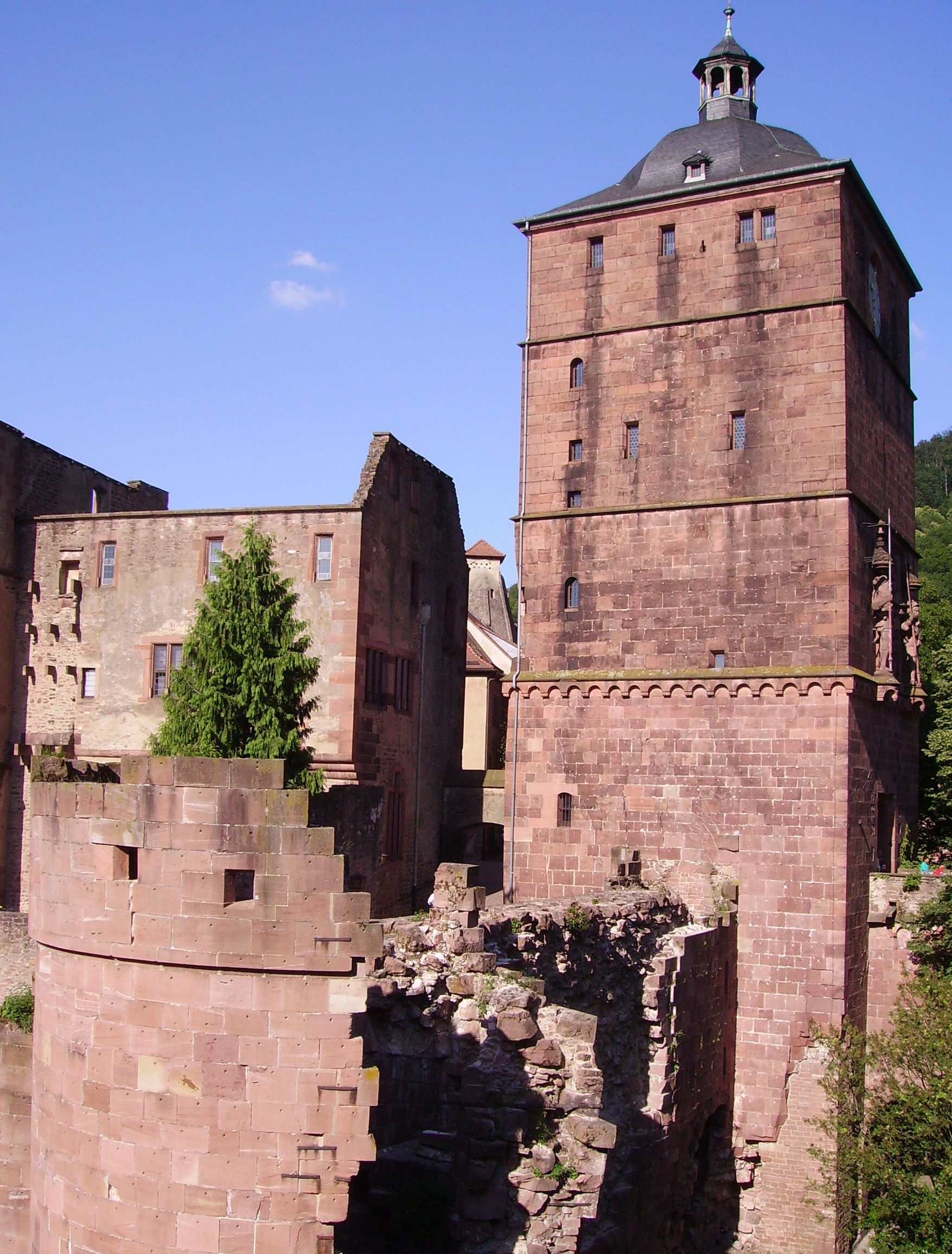
Seltenleer (links) und Torturm

Name: Der Name Seltenleer (auch Nimmerleer) ist seit 1603 nachgewiesen und deutet auf die Verwendung als Gefangenenturm hin, der sozusagen niemals leer war.
Die Ruine des Gefängnisturms steht an der Südwestecke des Burggrabens. Der Gefängnisraum befand sich vermutlich im lichtlosen Turmsockel. Als Verteidigungsturm kam er wohl kaum in Betracht. Er ist der kleinste der Flankierungstürme, hat einen äußeren Durchmesser von etwa 10 Metern und eine Höhe von etwa 19,50 Metern bei einer Mauerstärke von 2,75 Metern.
Es ist nicht sicher, wo der Gegenpapst Johannes XXIII. in Heidelberg gefangen gehalten wurde. Manche Darlegungen nennen das Schloss. Dann könnte der Turm Seltenleer das Papstgefängnis gewesen sein. Vermutlich war er aber in der Nähe der Alten Brücke untergebracht, denn in einem übersetzten Brief eines Italieners an Papst Paul V. wird der Brückenaffe („ins Gefängnis, so man den alten Affen nennet“) genannt.

### Torturm (Uhrenturm)

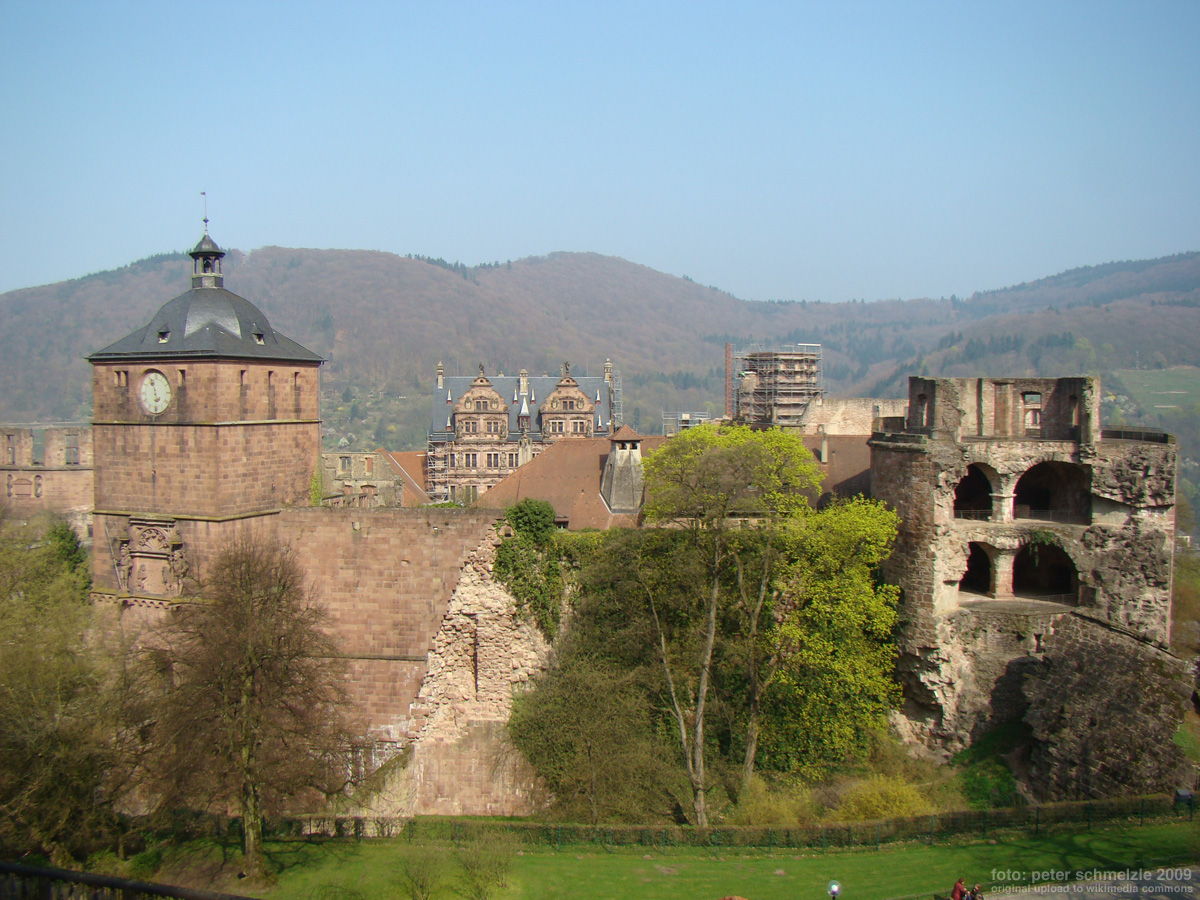
Ansicht des Schlosses von Süden vom Schloß-Wolfsbrunnenweg aus, links im Bild der Torturm

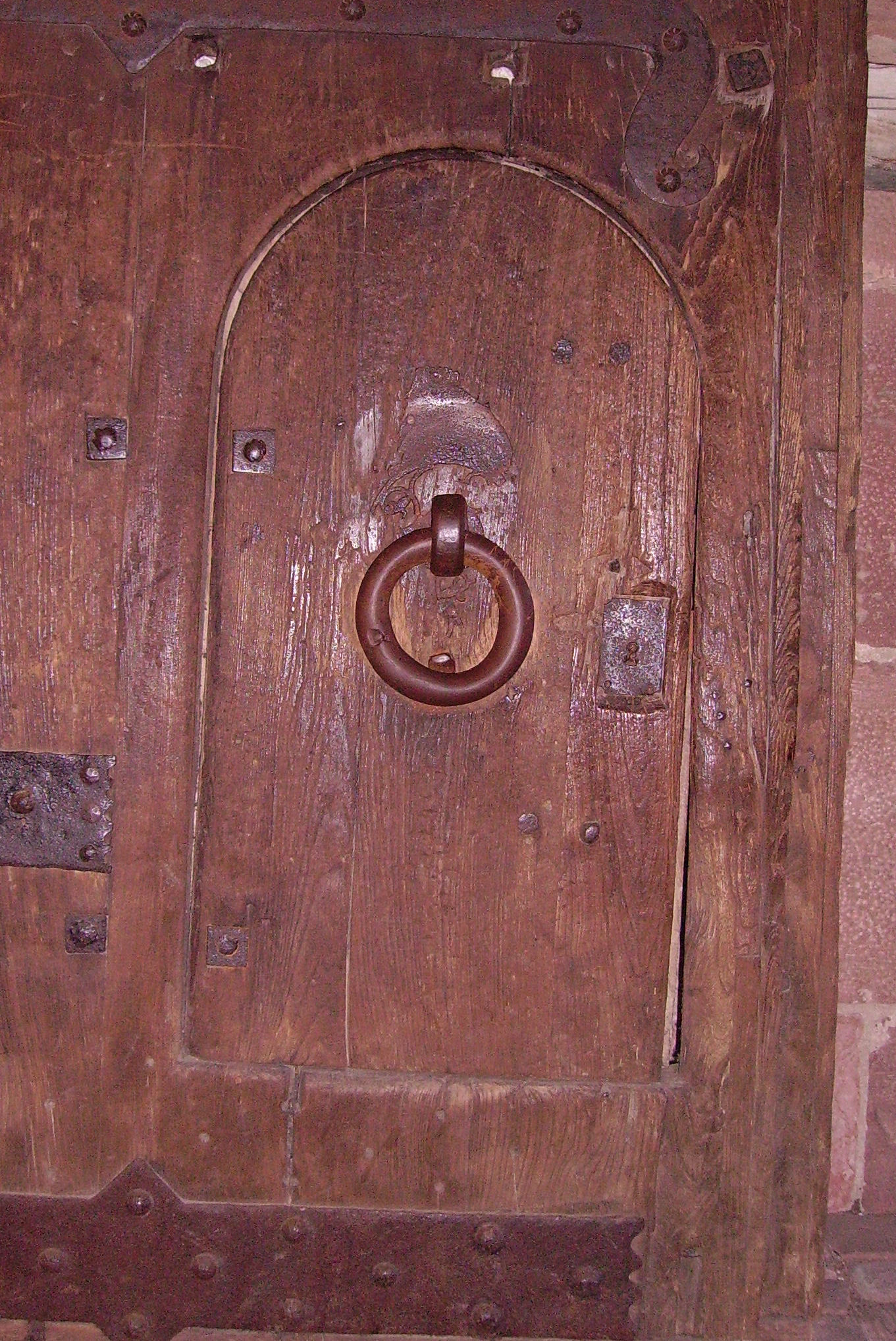
Der eiserne Ring mit dem so genannten „Hexenbiss“

Name: Tor der Verteidigungsanlage, an dem die Schlossuhr angebracht ist
Der Torturm entstand in den Jahren 1531 bis 1541 als Teil der Verteidigungsanlagen, die unter Kurfürst Ludwig V. angelegt wurden. Bis heute bildet er den Hauptzugang zum Schloss. Im Untergeschoss befindet sich ein lichtloser Raum, der oft als Burgverlies bezeichnet wird. In der mittleren Wölbung des Tordurchgangs befindet sich ein Aufzugsloch, das sich in den drei darüber liegenden Geschossen wiederholt. Diese Löcher waren nötig, um den Turmwächter, der im obersten Stockwerk des Turms wohnte, zu versorgen.
Der Torturm aus roten Sandsteinquadern ist, von der Sohle des Burggrabens gemessen, 52 Meter hoch und hat eine Grundfläche von 12,50 Metern im Quadrat. Er ist heute der höchste der Schlosstürme. Von der Befestigung sind noch ein dickes Eichentor mit einem Pförtchen (Nadelöhr) und die Spitzen des Fallgatters erhalten. 1689 griff das Feuer des brennenden Ruprechtsbaus auf das Dach des Turmes über und zerstörte es. Die heute vorhandene verschieferte Turmhaube wurde dem Turm erst in der Barockzeit, um das Jahr 1716, aufgesetzt, um den Eingangsbereich zum zerstörten Schloss vor dem Verfall zu retten.
Die Frontseite wird von den so genannten, 3,40 Meter hohen, Torriesen sowie den Schild tragenden Löwen dominiert. Der angeblich silberne Wappenschild ist verschollen und wurde wahrscheinlich eingeschmolzen. Die beiden Rittergestalten werden auf die Jahre 1534 und 1536 datiert. Sie stehen auf runden Konsolen und werden von Baldachinen geschützt.
Die Brücke zwischen Torhaus und Torturm wurde 1693 von französischen Mineuren gesprengt und unter Kurfürst Karl Philipp mit Zugbrücke wiederhergestellt. Erst 1810 wurde die Zugbrücke aufgegeben und mit einem weiteren Brückenpfeiler eine feste Straßenverbindung geschaffen, deren Pfeiler aus dem zwanzig Meter tiefen Graben aufragen. Am Torturm erkennt man noch die Löcher für die Ketten, an denen die ehemalige Zugbrücke hing.
Am Tor des Schlosshofs hängt ein eiserner Ring, mit dem die Besucher einst ein Klopfzeichen gaben, wenn sie Einlass begehrten. Der Sage nach bekomme derjenige das Schloss geschenkt, der es schafft, den Ring zu durchbeißen. Eine Hexe versuchte mehrmals den Ring durchzubeißen, aber ihre Zauberkräfte versagten. Nur eine kleine Vertiefung blieb in dem Klopfring zurück, der so genannte „Hexenbiss“. Daniel Häberle erzählt die Geschichte folgendermaßen:

„Derjenige, so die Aufgabe des Schlossherrn, der den Ring an der Schlosstür durchbeißen kann, wird der nächste König. Im Stillen dachte der Schlossherr, wer sich an dieser Aufgabe nicht die Zähne ausbeißt, der hat auch im Leben Bestand.“

### Krautturm (Pulverturm, Gesprengter Turm)

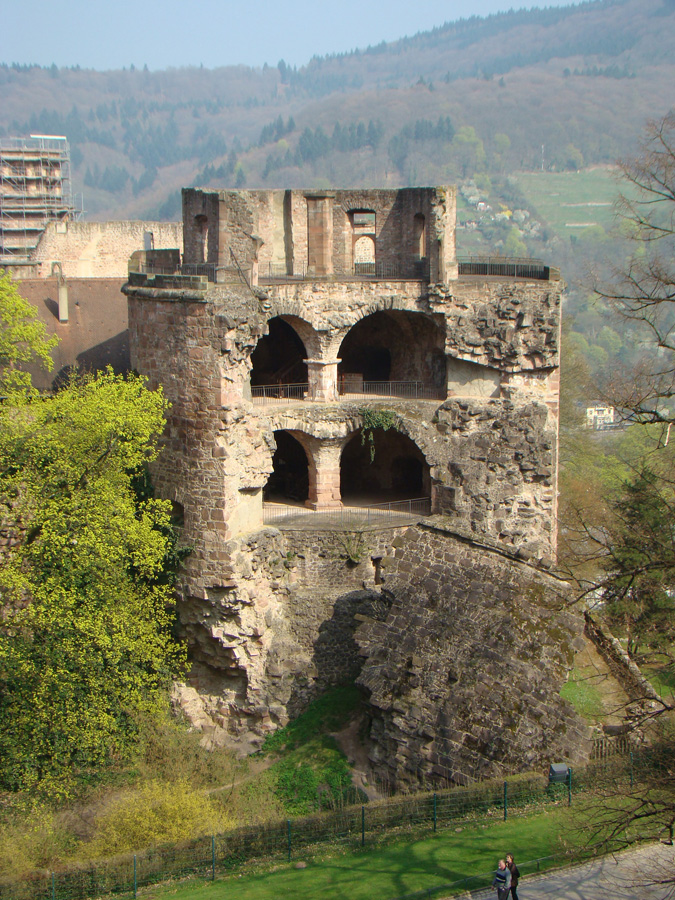
Gesprengter Turm

Name: Der Name Krautturm ist bereits im 17. Jahrhundert nachweisbar. Er rührt offenbar daher, dass das unterste Geschoss als Krautmagazin („Kraut“ = Pulver) verwendet wurde. Später wurde dieser Name durch die Bezeichnung „Gesprengter Turm“ verdrängt.
Der Krautturm stammt zur Hauptsache wohl noch aus dem 15. Jahrhundert und wurde unter Friedrich IV. durch einen achteckigen Aufsatz auf dem Dach erweitert. Der Turm wurde im Jahr 1693 von französischen Soldaten im Pfälzer Erbfolgekrieg gesprengt, nachdem eine Minensprengung 1689 wirkungslos geblieben war. Die mächtige Mauerschale ruht heute noch auf dem Schuttkegel von damals. Bei der Sprengung erwies sich das Fugenmaterial als widerstandsfähiger als der Rotsandstein, aus dem der Turm gemauert war.
Einer der Bewunderer dieser Ruine war Johann Wolfgang Goethe, der auf seiner Schweizer Reise mit Herzog Karl August am 23. September 1779 einen seiner Heidelberg-Besuche unternahm. Seinen Erinnerungen nach kroch der Herzog an ihrem Nachmittag auf dem Schloss „in den alten schönen Trümmern herum“, während Goethe selbst von der Brücke über den Burggraben aus die früheste Zeichnung des zerstörten Pulverturms anfertigte.

### Apothekerturm
Der Turm hat seinen Namen von dem griechischen Wort „apotheke“, was so viel wie „Lagerraum“ bedeutet. Dort befand sich jedoch nie eine Apotheke, sie war an anderer Stelle im Schloss untergebracht. Heute befindet sich dort ein Teil des Deutschen Apotheken-Museums.
Der Apothekerturm ist ein Flankierungsturm, der in der gleichen Zeit wie der Glockenturm und der Gesprengte Turm errichtet wurde. Der Turm teilt die 125 Meter lange Ostseite des Schlosses ungefähr in der Mitte. Die alten Schießscharten sind zugemauert oder durch Fenster ersetzt. Um das Jahr 1600 wird der Turm aufgestockt und umgebaut zu einem Wohnturm für den sich vergrößernden Hofstaat.
Das Deutsche Apothekenmuseum erhielt erst im Jahr 1957 einige Räume im Ludwigsbau und im Apothekerturm für seine Sammlung. Zuvor war dieses Museum in München und – nachdem es im Zweiten Weltkrieg ausgebombt wurde – in der Bamberger Neuen Residenz untergebracht.
Zu den Exponaten des Museums gehören eine Haus- oder Reiseapotheke aus dem Besitz eines Feldherrn, wertvolle Aufbewahrungsgefäße für Arzneimittel und Mörser aus der Zeit der Gotik und Renaissance. Außerdem sind vier alte Apothekeneinrichtungen, sogenannte „Offizinen“, aus dem 18. und 19. Jahrhundert zu besichtigen. Mittelpunkt des Museums ist die Arzneimittelsammlung („Materia medica“), in der die Arzneimittel aus dem Mineral-, Tier- und Pflanzenreich ausgestellt sind.

### Glockenturm

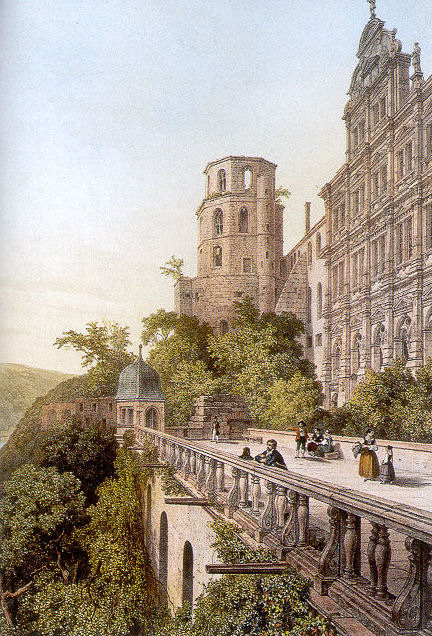
Glockenturm und Altan von Laurent Deroy 1844

Name: In dem laternenartigen Aufsatz des Turms war eine Glocke aufgehängt, die weit hörbar war.
Durch das Zeughaus war diese Ecke des Schlosses so stark befestigt, dass der obere Teil des Glockenturms für Wohnzwecke genutzt werden konnte. Ludwig V. ließ den runden, eingeschossigen Geschützturm auf die doppelte Höhe erhöhen, um so repräsentativen Wohnraum zu gewinnen. Auf den relativ niedrigen Artillerieturm aus der Zeit um 1490 wurde nachträglich ein ziviler Baukörper aufgesetzt. Dafür wurde die alte Dachkonstruktion abgetragen, das Mauerwerk erhöht und ein Zeltdach aufgebracht. Die Fenster dieses Belvedere-Baus boten einen imposanten Ausblick über das Neckartal.
Der Glockenturm in der Nordostecke ist das Wahrzeichen der Schlossbauten. Er ist eine Ruine, seit in der Nacht auf den 25. Juni 1764 der Blitz hier einschlug. Das daraus resultierende Feuer vernichtete alle Gebäude bis auf die Außenmauern.

## Sonstige Anlagen

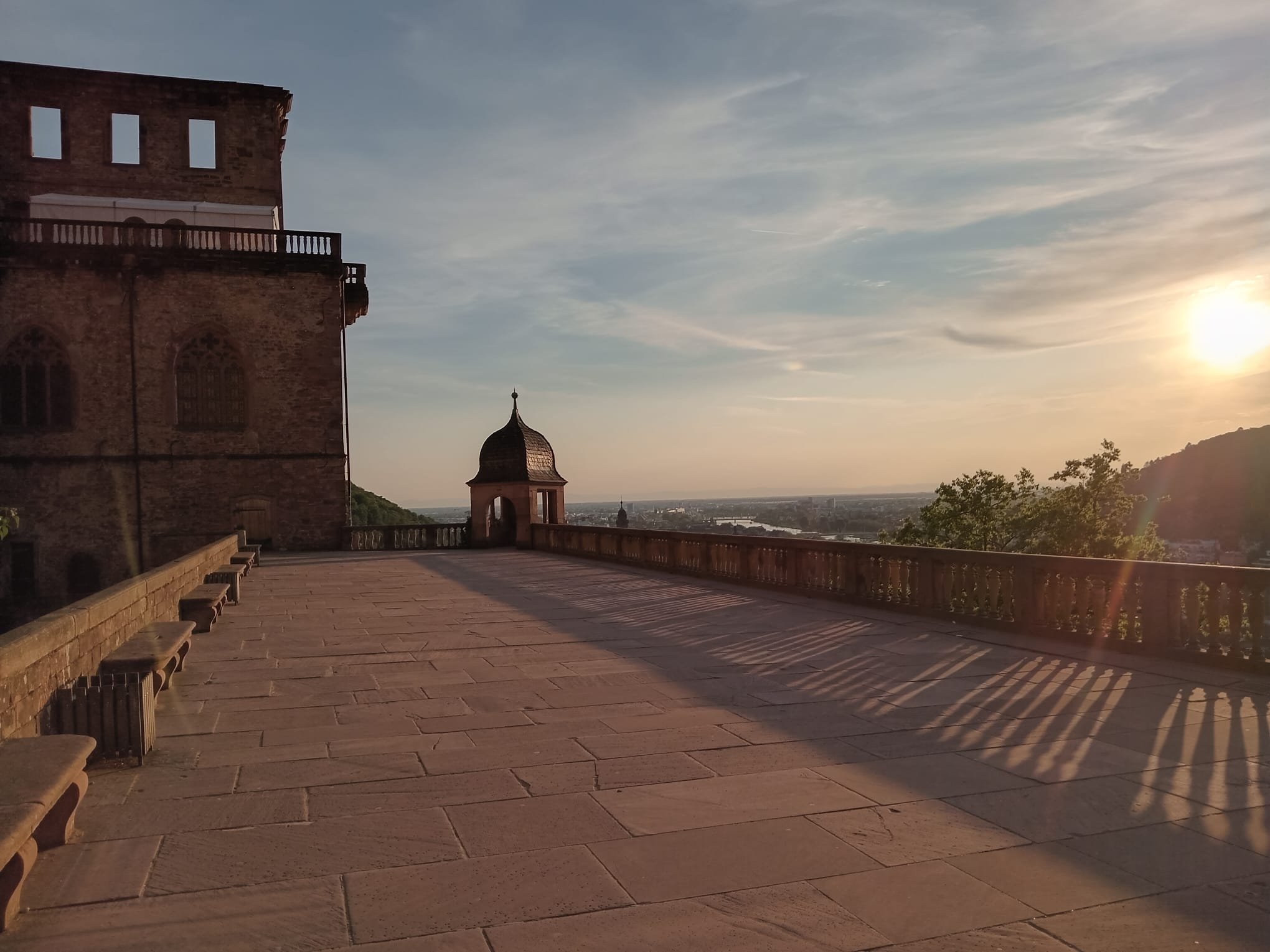
Blick vom Altan in die Oberrheinische Tiefebene 2023

### Altan

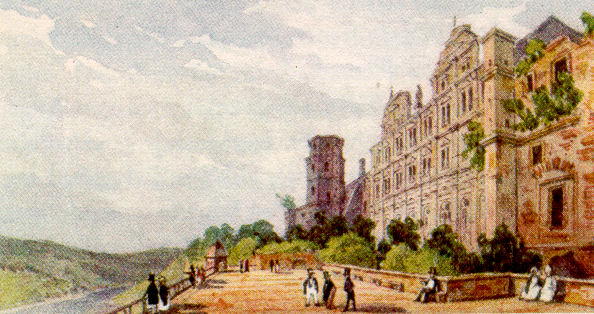
Altan von Louis Hoffmeister, um 1820

Der Altan (die heutige Besucherterrasse), der so genannte „Balkon der Fürsten“, bietet einen guten Blick über das Neckartal, die Stadt Heidelberg und den gegenüber liegenden Heiligenberg mit dem Philosophenweg. Die Tür rechts, am westlichen Ende des Altans, führt in den Raum des Großen Fasses. Der Altan ist vom Friedrichsbau durch einen über 8 Meter breiten Zwischenraum getrennt, durch den der „Burgweg“ von der Stadt führt. An den äußeren Ecken des Altans springen offene Erker vor (mit der Anlage der Schaufassaden in teurem Haustein und eines breiten Altans).
Mit der Anlage der Fassade zum Altan durchbrach man die Tradition der Randhausbebauung an einer geschlossenen Außenmauer.
An der Stützmauer des Schlossaltans ließ Pfalzgraf Friedrich II. eine Inschrift mit seinem Namen und die Anfangsbuchstaben seiner lateinischen Devise hinzufügen:
„Pfalzgraf Friderich /Churfürst bawet mich / 1552/ D(e) C(oelo) V(ictoria)“ – (zu deutsch etwa: Der Himmel gibt den Sieg)
Der Unterbau unter dem Altan diente der Aufbewahrung von Waffen, Munition, Versorgungsgütern und als Schutzräume für die Soldaten.
Unterhalb des Altans im Altangarten, der ehemaligen „Großen Batterie“, ist ein stark patiniertes bronzenes Geschützrohr ausgestellt, an dessen Mündung der französische Name „Le Coco“ (was etwa „Hähnchen“ bedeutet) eingegossen ist. Gegossen wurde dieses Geschütz im dritten Jahr der Französischen Republik, also 1794, im französischen Douai. „Le Coco“ wurde möglicherweise bei der Niederlage eines französischen Truppenkontingents bei Handschuhsheim erbeutet und als Siegestrophäe auf das Schloss gebracht.
Der Rittersprung

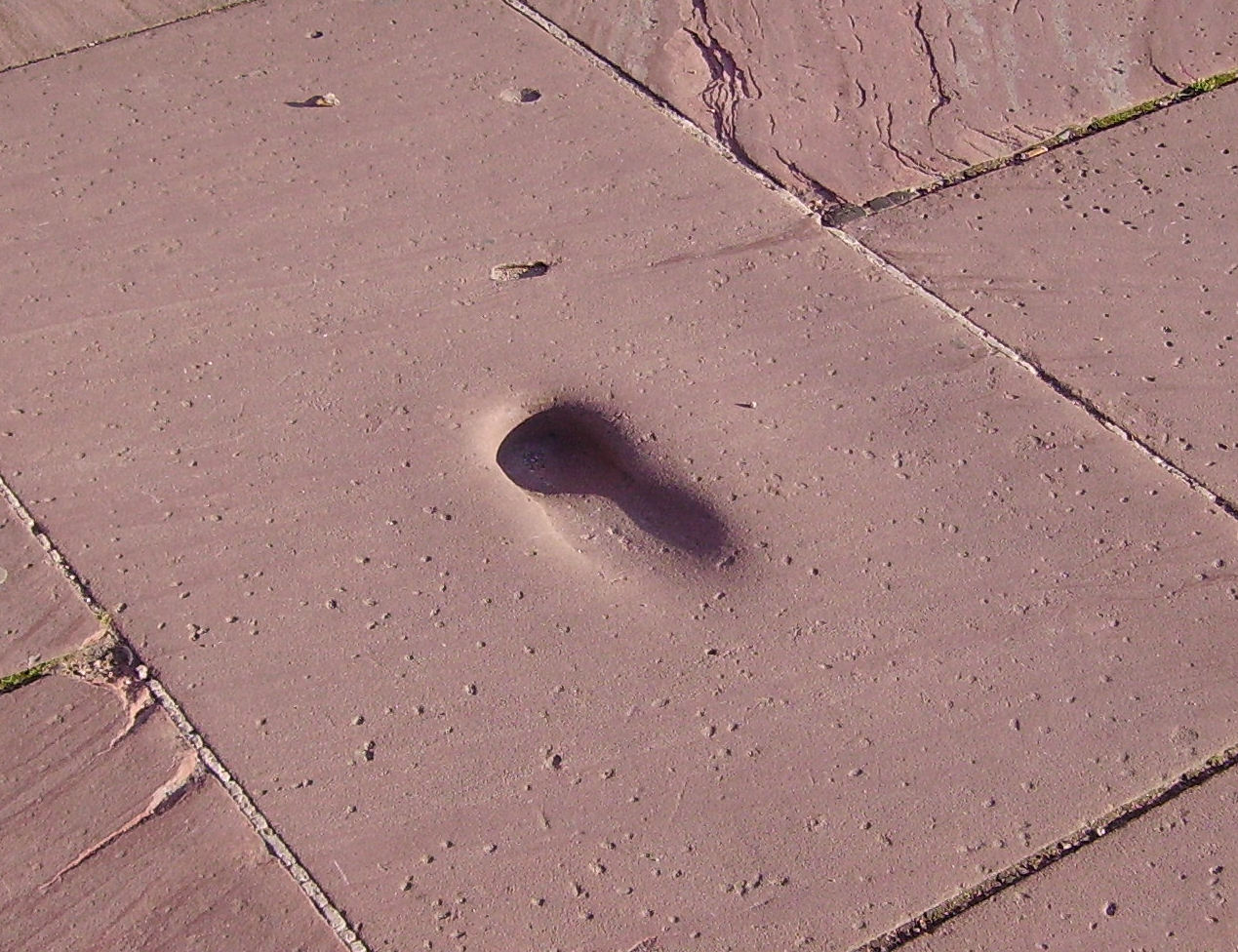
„Der Rittersprung“

Wilhelm Sigmund erzählt die Geschichte in seinem Buch Alt Heidelberg folgendermaßen:

„Als einmal bei einem Gastmahl oder einer sonstigen Veranstaltung in den oberen Schloßräumen plötzlich Feuer ausbrach, wußten sich alle Damen und Herren schnell in Sicherheit zu bringen – bis auf einen Ritter. Dieser war mit den Gemächern, den Treppen und Gängen nicht vertraut und fand schließlich alle Ausgänge durch das Feuer versperrt. An den Vorhängen und anderen leicht entzündbaren Stoffen fand das Feuer neue Nahrung. Umsonst waren die Hilferufe des Eingeschlossenen. Niemand hörte ihn, vielleicht glaubten ihn die Geretteten auch gerettet.

So blieb ihm nichts anderes übrig, als sich durch einen Sprung durch das Fenster in die Tiefe in Sicherheit zu bringen. Und der Himmel belohnte die kühne Tat des Ritters. Unverletzt kam er unten an. Aber durch den Sprung bohrte sich der starke Stiefel in den Boden ein und hinterließ dort einen Fußstapfen, der heute noch zu sehen ist. Das Volk belegte diese sonderbar vertiefte Stelle auf dem Schloßaltan mit dem Namen Rittersprung.“

Heute probieren Schlossbesucher, ob ihr Schuh in die Fußstapfen des Ritters passt. Einer anderen Sage zufolge stammt der Fußabdruck von Kurfürst Friedrich IV., der volltrunken aus dem Fenster seines Palastes, des Friedrichsbaus, sprang und auf der Schlossterrasse aufkam.

### Burggraben (Hirschgraben/Halsgraben)

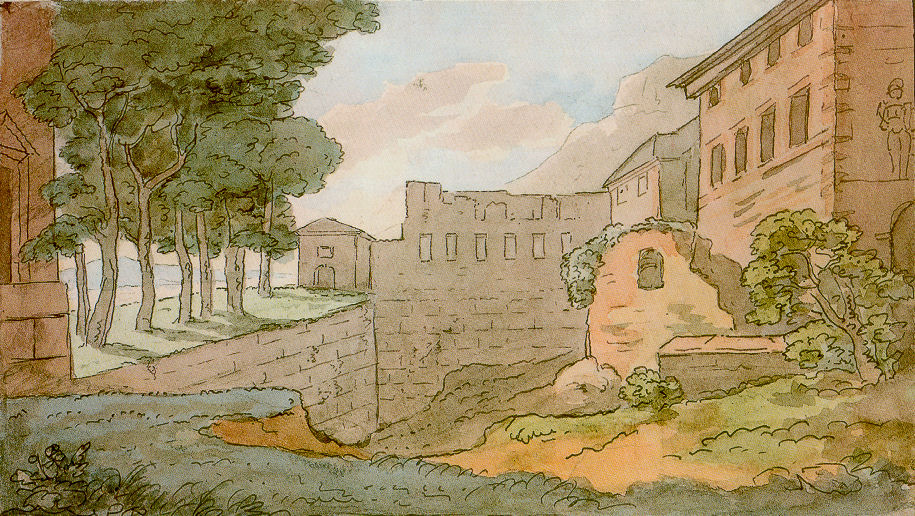
Burggraben, gezeichnet von Johann Wolfgang Goethe

Name: Hier wurden auch Bären und Hirsche gehalten.
Der Burggraben war Teil der Verteidigungsanlagen des Schlosses. 1962 wurden Überlegungen angestellt, wieder Rotwild im Grubenbereich zu halten, was aber nicht verwirklicht wurde, da der zertrampelte Grund einen unschönen Anblick geboten hätte. Vorstellbar ist, dass im Hirschgraben Schaujagden stattgefunden haben könnten.
Am Fuße der Mauer des Westwalls sind neun Vertiefungen zu sehen, die auf Versuche französischer Mineure im Jahr 1693 zurückgehen, den Westwall durch so genannte Kettensprengungen niederzulegen. Doch das erbeutete Pulver war durch Feuchtigkeit nur bedingt brauchbar, außerdem war Entsatz von den Reichstruppen im Anmarsch, so dass die Sprengkommandos nicht die Zeit hatten, ihre Arbeit abzuschließen.

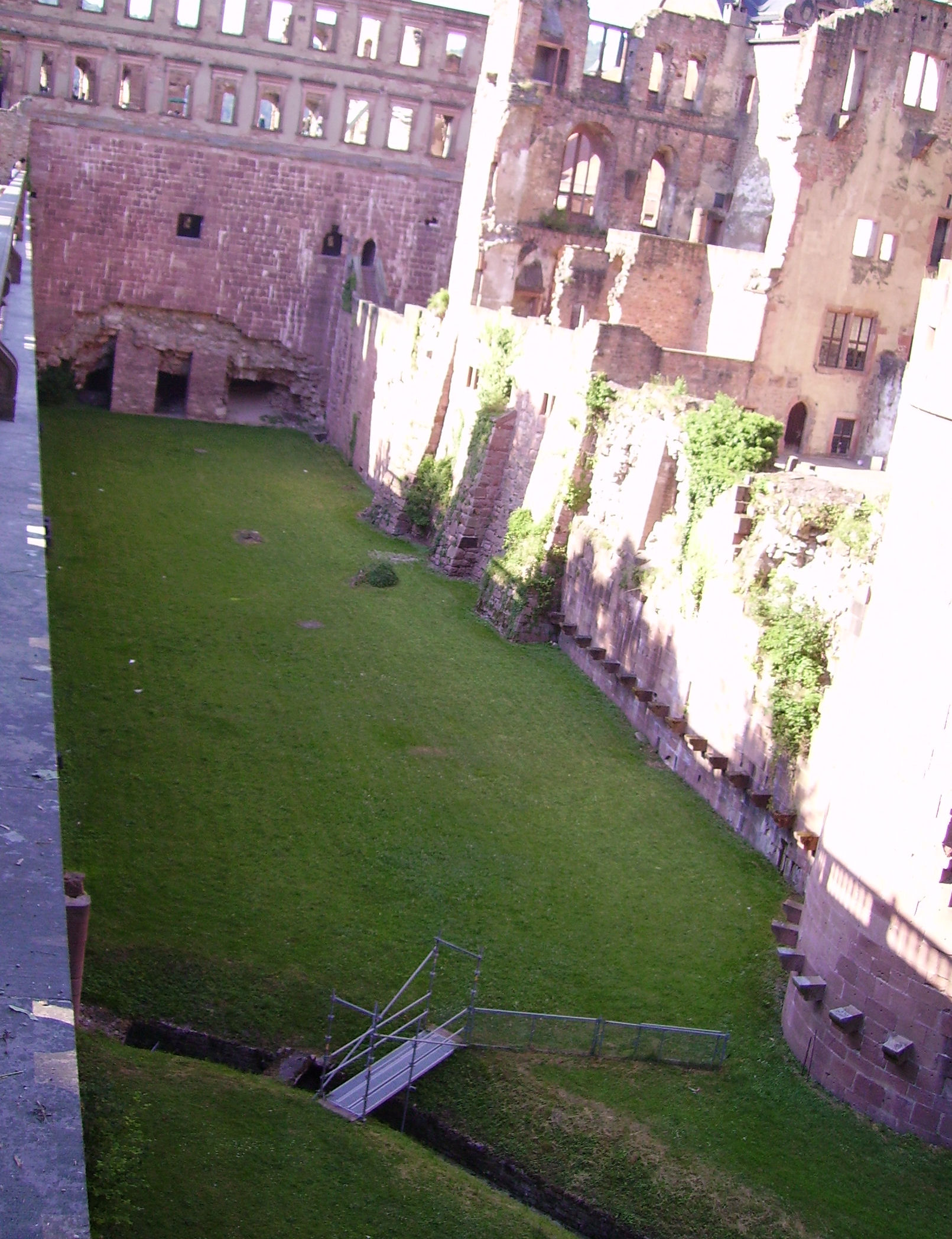
Blick in den Hirschgraben

Ein zusätzliches Hindernis für Angreifer könnte eine Inundierung gewesen sein. Das Bächlein auf der Sohle des Hirschgrabens, eine so genannte Künette, konnte aufgestaut werden und so den Hirschgraben überfluten.
Kurfürst Johann Wilhelm, der in Düsseldorf residierte, war mit der Residenz in Heidelberg nicht zufrieden und plante, das Schloss nach Auffüllung des westlichen Burggrabens durch Neubauten zu erweitern.

### Unterer Fürstenbrunnen
Name: Brunnenwasser für den kurfürstlichen Hof in der Mannheimer Residenz.
Der Untere Fürstenbrunnen ist ein Brunnenhäuschen, das unter Kurfürst Karl Theodor zur Ergänzung des Oberen Fürstenbrunnens angelegt wurde und die kurfürstliche Residenz in Mannheim mit Trinkwasser versorgte. Der Wassertransport über rund zwanzig Kilometer nach Mannheim erfolgte nachts mit Maultieren.
Auf Kurfürst Karl Theodor weist auch die lateinische Inschrift hin:
Der in den Granit getriebene Schacht ist durch eine eiserne Tür verschlossen, über welcher folgende lateinische Inschrift zu lesen ist:
Die Inschrift ist ein Chronogramm, das die Jahreszahl 1767 ergibt.

### Kasematten

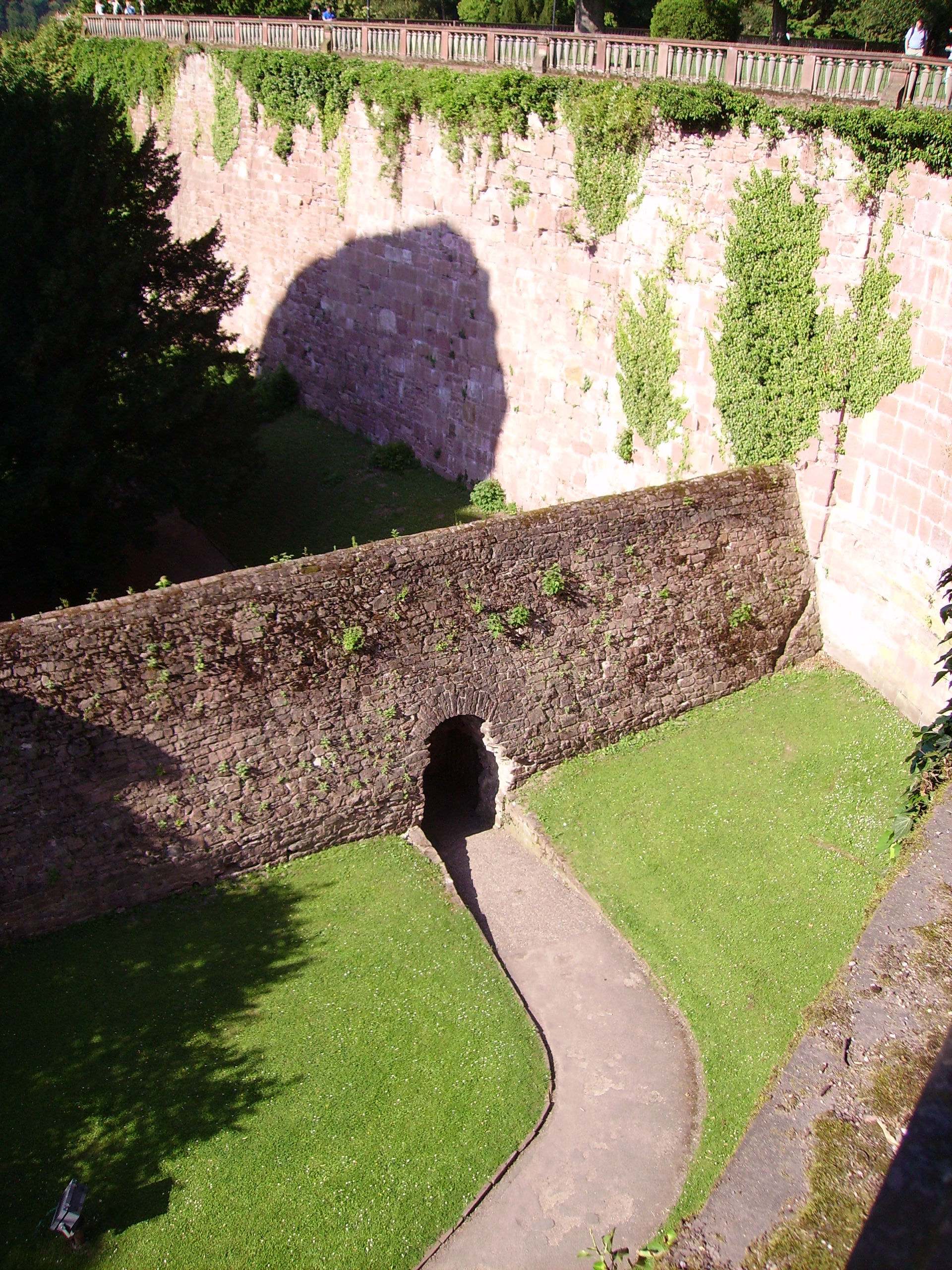
Wasserkasematten im Halsgraben

Die Kasematten (vor Artilleriebeschuss geschützte Gewölbe im Festungsbau) aus der Zeit nach dem Dreißigjährigen Krieg sind Reste der erwähnten Festung.
Die Mauerpartie unterhalb der Türme und Gebäude diente gleichzeitig der Abstützung der Ostpartie des Schlosses gegen das Friesental hin und zu Wehrzwecken. Ein Teil dieser Kasematten war verschüttet, ist aber wieder freigelegt. Zwischen Apothekerturm und Krautturm sind sie noch vollständig erhalten. Von außen kann man sie nur an den Schießscharten erkennen. Durch Umnutzung und Umbauten unter den verschiedenen Kurfürsten wurden diese Kasematten zum Teil erheblich geschwächt. Im Jahr 1998 wurde deshalb aus Sicherheitsgründen ein Teil des Friesenbergwegs am Fuße der Kasematten gesperrt.
Die auf den Gesprengten Turm zulaufende Sperrmauer, die Wasserkasematte, ist eine doppelt gewölbte Galerie aus dem 16. Jahrhundert, deren Unterteil den Zugang zum Burggraben vom Friesental her abriegelte. Das Oberteil diente als Wasserleitung, die Wasser vom Königstuhl in das Schloss hinein leitete.

### Zeughaus und Karlschanze

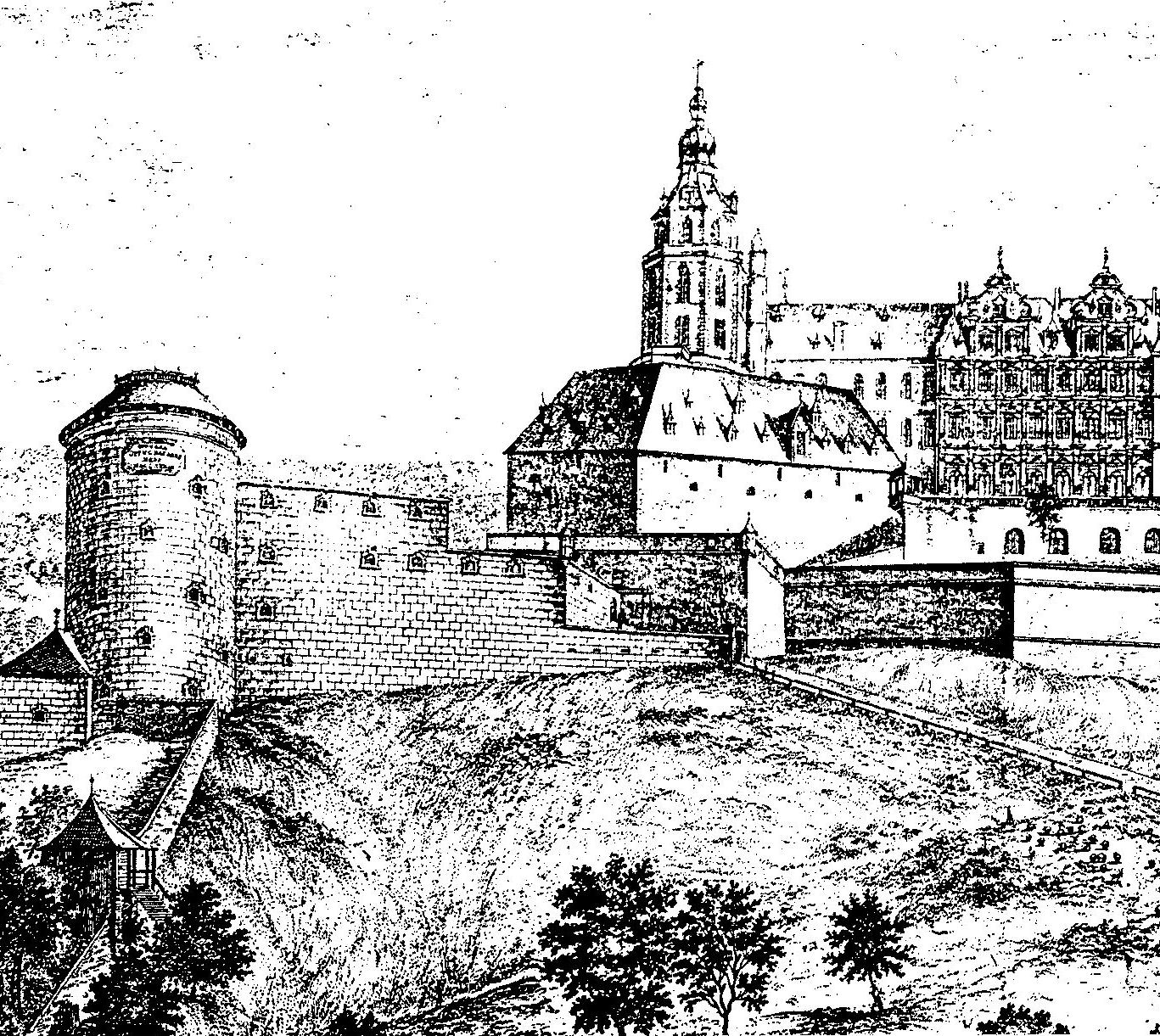
Ehemaliger Karlsturm und Zeughaus (links)

Name: Zeug ist ein mittelalterlicher Ausdruck für Rüstung, später für Geschütze mit ihrem Zubehör, namentlich solange die Artillerie eine Zunft bildete.
Das ehemalige Zeughaus war Teil der Wehrarchitektur und war die letzte fortifikatorische Ausbauphase des Schlosses. Es bildet den nördlichsten Punkt der Schlossanlagen und ragt als Bastion weit ins Neckartal hinein. In der Front des Zeughauses wechseln sich Kanonenscharten mit darüber liegenden Scharten für Handfeuerwaffen ab.
Im Zeughaus wurden Waffen, Munition und Rüstungen aufbewahrt. Im Dreißigjährigen Krieg erlitt das Zeughaus schwere Schäden durch Beschuss vom Heiligenberg auf der anderen Seite des Neckars. Diese Schäden sind heute noch an den Ausflickungen im Mauerwerk sichtbar. 1693 wurde das Zeughaus im Pfälzischen Erbfolgekrieg von den Franzosen gesprengt. Anschließend wurde es aber wieder instand gesetzt. Im Jahr 1764 brannte das Zeughaus aus und wurde nicht wiederhergestellt.
Die dem Zeughaus vorgelagerte Karlsschanze mit dem Karlsturm war ein reiner Militärbau zur Sicherung des Nordtores und wurde nach dem Dreißigjährigen Krieg an der Stelle eines Ballspielhauses gebaut. Der Transport zum Schloss mit Fuhrwerken führt nun ausschließlich durch das Südtor. Der Karlsturm wurde 1683 errichtet und bereits 1689 durch die französische Besatzung gesprengt. Heute ist der ehemalige Geschützturm nahezu vollständig verschwunden.

## Gärten

### Stückgarten mit Elisabethentor

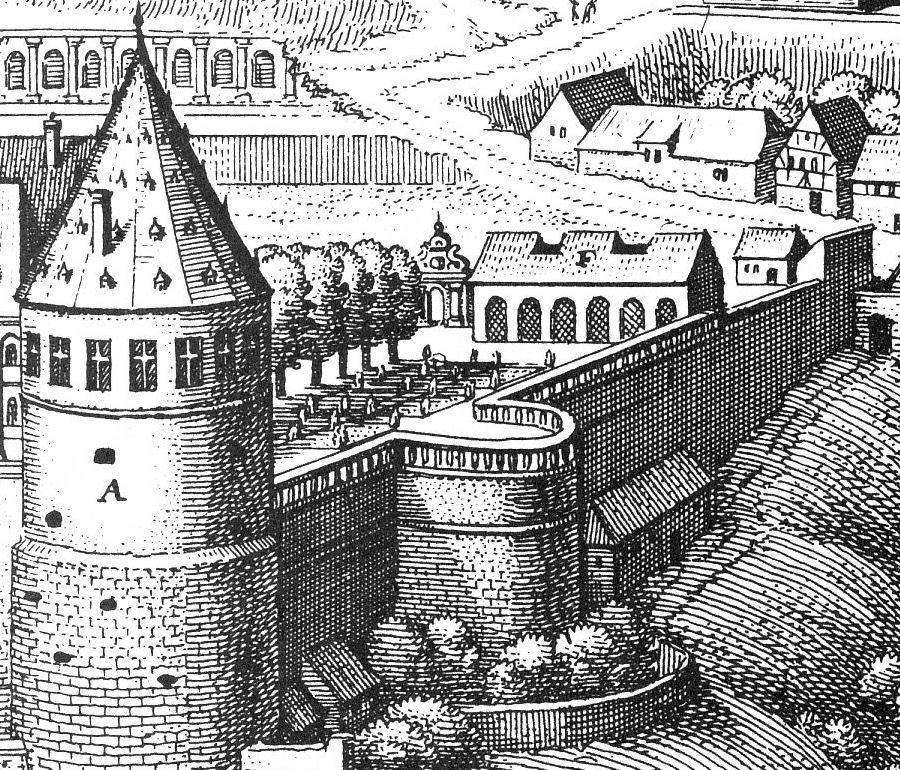
Stückgarten mit Rondell, Elisabethentor und Vogelhaus, Radierung von Matthäus Merian, 1645

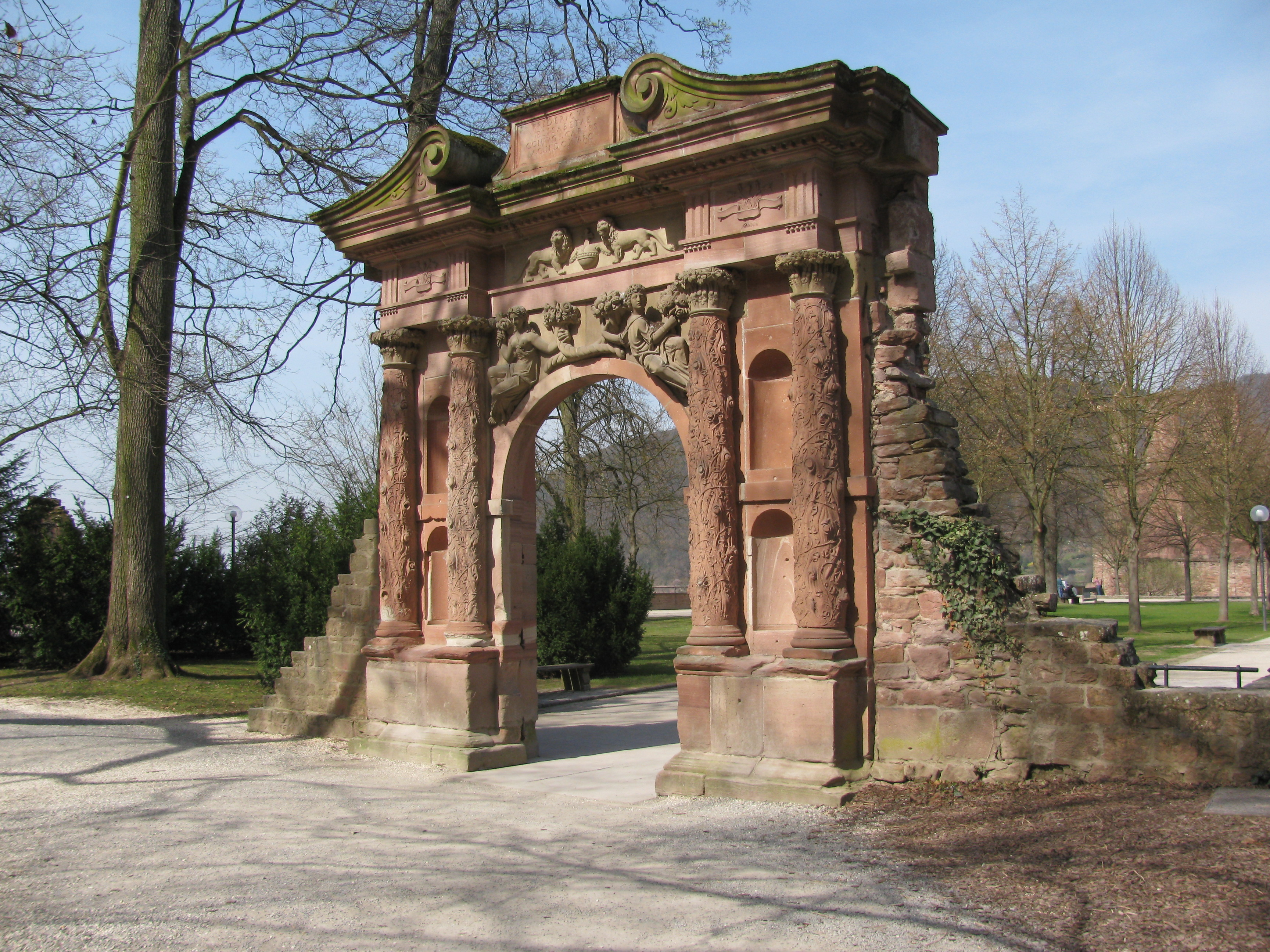
Elisabethentor

Name: Das Wort Stück kommt von den Kanonen, die hier aufgestellt waren. Stück ist ein veralteter Begriff für ein einzelnes Geschütz oder auch einen Typ einer Kanone.
Der Stückgarten bildet die Westterrasse des Schlosses. Ursprünglich war diese Anlage von Kurfürst Ludwig V. zur Aufstellung von Kanonen eingerichtet worden. Indem Friedrich V. diesen Bereich in einen Lustgarten umwandeln ließ, schwächte er die Verteidigungskraft des Schlosses. Das Lustwandeln durch den umgestalteten Stückgarten war ein hochherrschaftliches Vergnügen. Zu Ehren seiner Gemahlin, der englischen Prinzessin Elisabeth Stuart, ließ Friedrich darüber hinaus das Elisabethentor als Zugang zum Stückgarten errichten, einer lokalen Legende zufolge innerhalb einer Nacht anlässlich ihres Geburtstags. Das Elisabethentor wurde nach Plänen des Salomon de Caus im Stil eines Triumphbogens errichtet und ist das erste Monument des Barock auf dem Heidelberger Schloss. Flankiert wurde das Tor durch ein Vogelhaus (später als Orangerie genutzt), sodass der Stückgarten bis zu dessen Abriss im frühen 19. Jahrhundert vom Schlossvorhof und dem Hortus Palatinus abgetrennt war. Innerhalb des Stückgartens ließ Friedrich Zierbeete einrichten, zwischen denen eine Allee vom Elisabethentor auf den Englischen Garten zuführte.
Als der Dreißigjährige Krieg auf Heidelberg übergriff, erwiesen sich die um das Schloss aufgeführten Terrassen als hinderlich für die Verteidigung. Da sich von diesen Terrassen aus das Schloss wie auf einem Präsentierteller anbot, wurden eiligst oberhalb des Gartens Wälle und Schanzen errichtet. Nach Aufgabe des Schlosses im 18. Jahrhundert verwilderte der Stückgarten und 1805 erteilte der Kurfürst die Erlaubnis zum Abbruch des Vogelhauses. Danach wurden der Stückgarten, der Schlossvorhof und der Terrassengarten zu einer Gartenanlage zusammengefasst und als öffentlicher Park für die Bevölkerung freigegeben. Bei klarer Sicht ist vom Stückgarten ein Blick bis in den Pfälzerwald jenseits der Rheinebene möglich.

### Schlossgarten (Hortus Palatinus)

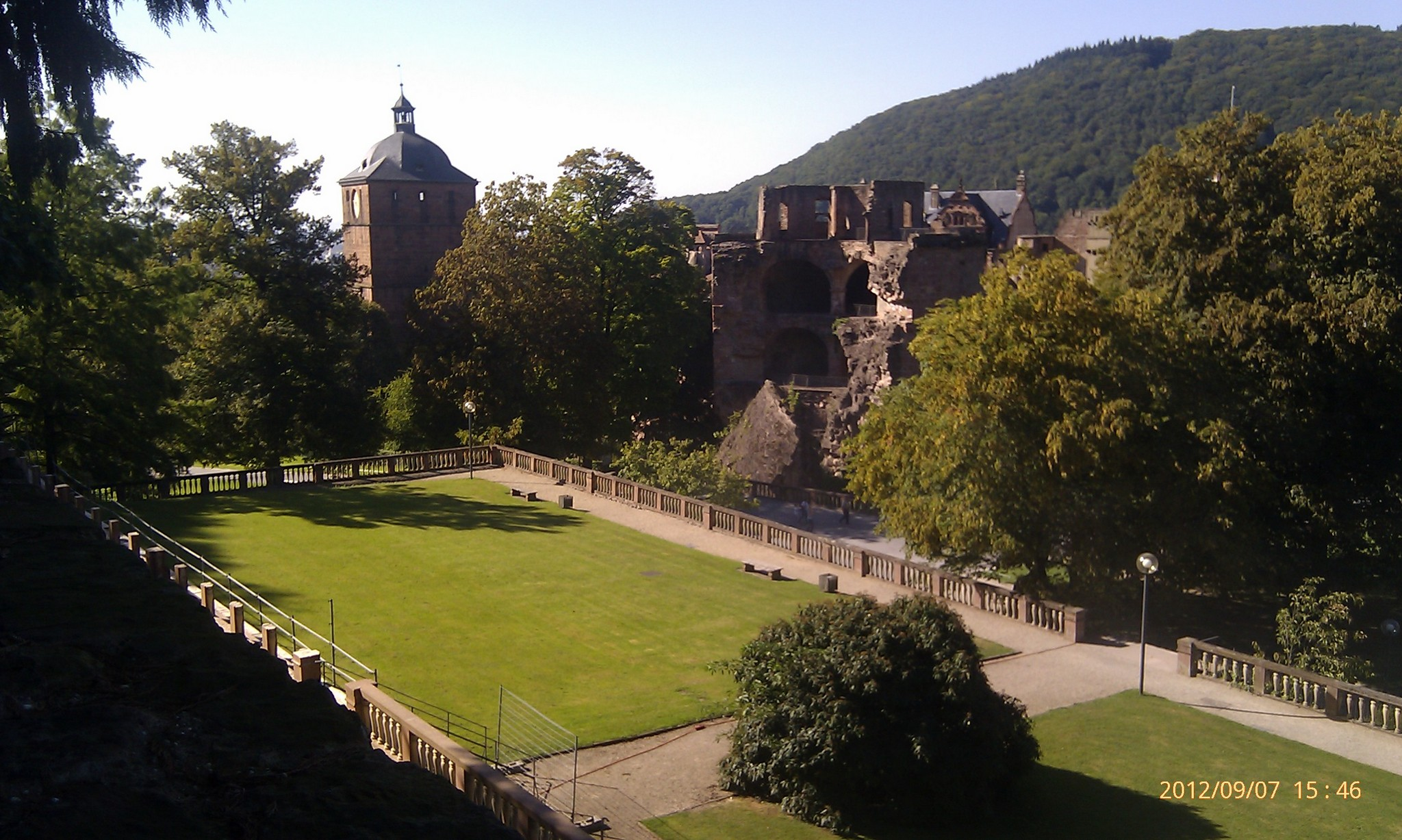
Terrasse des ehemaligen Hortus Palatinus

Der Schlossgarten hatte den lateinischen Namen Hortus Palatinus (= pfälzischer Garten) und wurde im Auftrag des Kurfürsten Friedrich V. durch Salomon de Caus angelegt. Dieser erweiterte das so genannte Hasengärtlein, den spätmittelalterlichen Burggarten. Dazu mussten erhebliche Erdmassen bewegt werden. Die Verteidigungsfähigkeit des Schlosses wurde zugleich geschwächt. Als Friedrich zum König von Böhmen gewählt wurde und seine Residenz nach Prag verlegte, wurden die Arbeiten am Hortus Palatinus eingestellt. Die Gartenanlage wurde nie fertiggestellt. Nur durch Gemälde und Kupferstiche sind Form und Anlage der Parterres überliefert. Der Hortus Palatinus war zu seiner Zeit einer der berühmtesten Gärten Europas und wurde von den Zeitgenossen als „achtes Weltwunder“ betrachtet. Kurfürst Karl Philipp begann 1719, Teile der Gartenanlage Friedrichs V. in eine barocke Form zu bringen. Nach dem Umzug des fürstlichen Hofes 1720 nach Mannheim verfiel der Garten immer mehr, bis er in der Romantik von Künstlern und Literaten wiederentdeckt wurde. Die Pflege der Anpflanzungen ging jedoch stark zurück, nachdem im Jahr 1832 ein Lehrstuhl für Forstbotanik an der Technischen Hochschule Karlsruhe eingerichtet worden war. Im Lauf der Jahre durchsetzten immergrüne Koniferen den ursprünglich mit Laubhölzern bestückten Park und veränderten den Gesamteindruck erheblich.

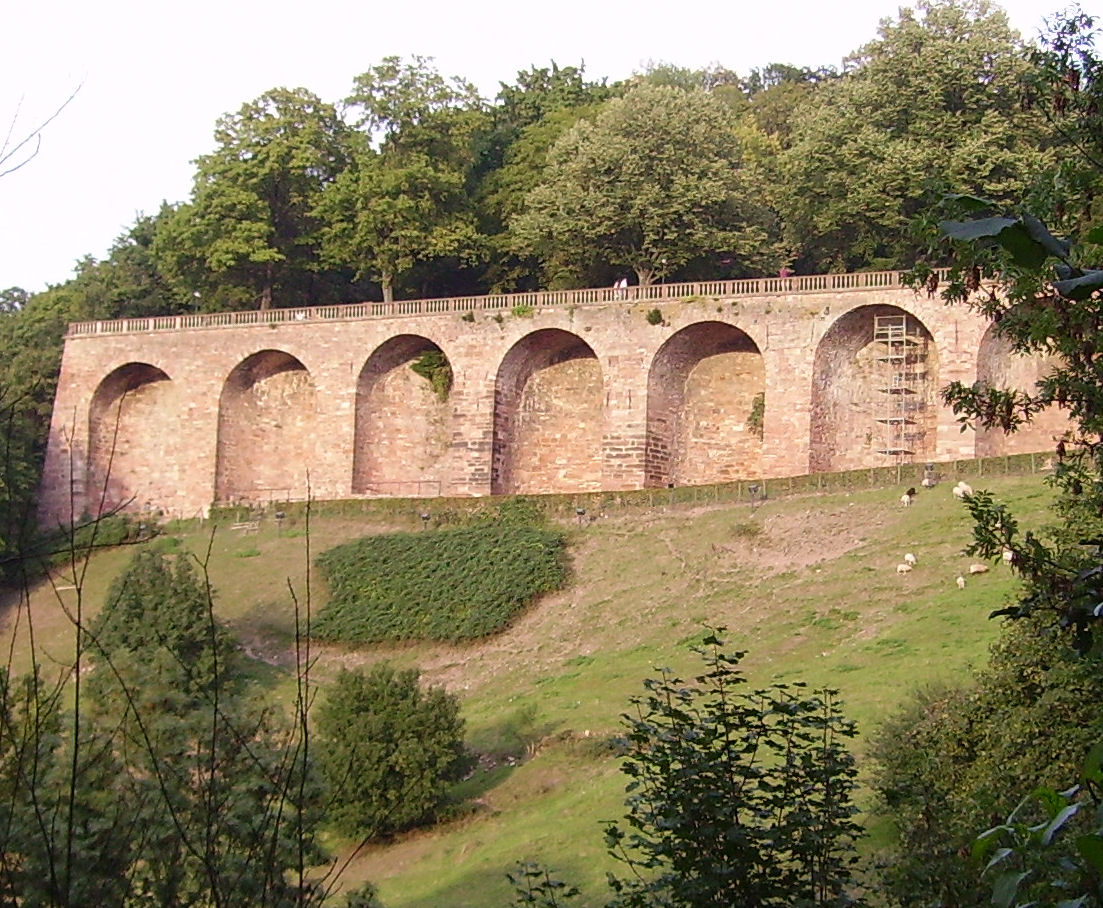
Scheffelterrasse

Den nordöstlichen Abschluss des Hortus Palatinus bildet die heute so genannte Scheffelterrasse. Auffällig ist an ihr die bis heute sichtbare Terrassenbefestigung in Form einer 20 Meter hohen Bogenkonstruktion. Durch diese Stützmauer konnte der Garten am Friesenberg erweitert werden. Am äußersten Ende der Scheffelterrasse, wo die Balustrade nach rechts abknickt, stand die Redoute. Hier wollte Salomon de Caus ein turmartiges Gebäude mit einer offenen Halle errichten. Von dieser Lage hätte man einen beeindruckenden Rundblick über das Schloss, die Stadt Heidelberg und das Neckartal gehabt. Man arbeitete noch am Fundament, als Ende 1619 die Arbeiten eingestellt wurden. Ihren heutigen Namen hat die Scheffelterrasse nach einer Bronzestatue des Dichters Joseph Victor von Scheffel, die von 1891 bis 1942 hier stand und 1942 eingeschmolzen wurde. Erst am 26. Juni 1976 wurde ein neuer Scheffelgedenkstein enthüllt. Dieser Stein ist bescheidener als das frühere Denkmal und zeigt ein Medaillon mit dem Bildnis Scheffels, das als Abguss vom Scheffelgrab in Karlsruhe genommen wurde. Scheffel schrieb mehrere Gedichte über Heidelberg. Eines davon, „Alt-Heidelberg, du feine“, wurde in der Vertonung Anton Zimmermanns als Studentenlied populär.
Zu Beginn des Jahres 1922 setzte man an den östlichen Rand der Hauptterrasse des Hortus Palatinus die aus Muschelkalkstein gebildete Goethe-Marianne-Bank. Diese steinerne Bank geht auf einen Aufruf Heidelberger Professoren im Jahr 1919 zur Erinnerung an das Erscheinen des West-östlichen Divan hundert Jahre zuvor zurück, an dessen Entstehung Goethes Geliebte Marianne von Willemer wesentlichen Anteil hatte. Wenige Meter neben der Steinbank befindet sich ein zwei Meter hohes Goethedenkmal mit einem bronzenen Kopf des Dichters, das 1987 enthüllt wurde.

### Friesental

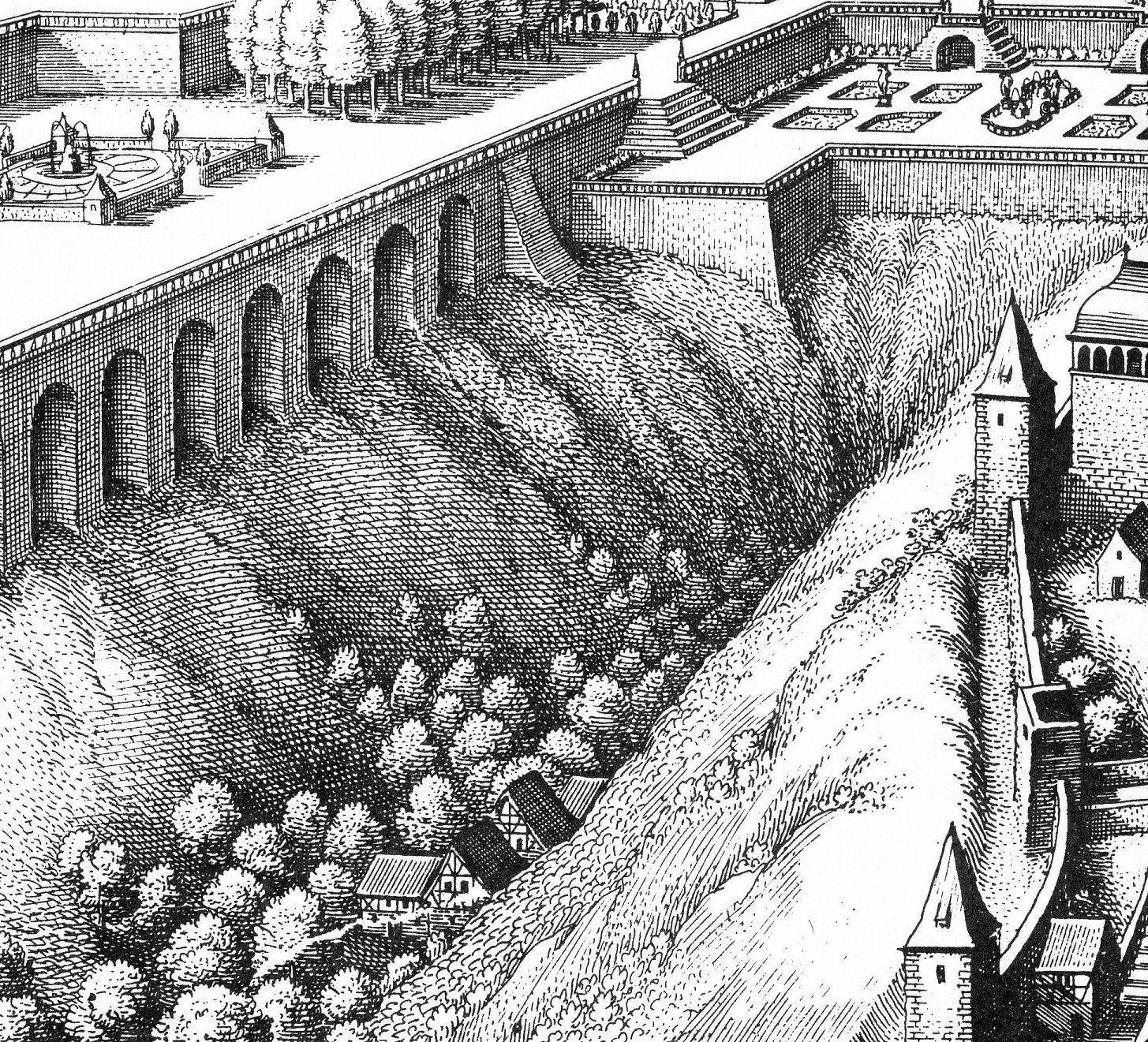
Friesental, Radierung von Matthäus Merian

Das Friesental war mit in die Gesamtanlage einbezogen. Die Akten vermerkten im Jahr 1750, dass das Gebiet des Friesentals zum „Thier-Garthen“ wurde, in dem Rehe und Hirsche ästen. Der Hang zum Schloss hieß früher das „Kalte Tal“, da er nur wenig von der Sonne aufgewärmt wurde. Auf der gegenüber liegenden Ostseite des Friesentals befindet sich das Karmeliterwäldchen, in dem nur noch wenige Überreste an das ehemalige Kloster der Karmeliten erinnern, die hier bei der von Kurfürst Ruprecht I. gestifteten Jakobskapelle eine Unterkunft für studierende Mitbrüder errichtet hatten. In der Karmeliterkirche befand sich auch eine Grablege der Wittelsbacher. Weil es sich dabei um die unmittelbaren Vorfahren der bayerischen Könige handelte, ließen Wittelsbacher, als sie in München residierten, die Särge 1805 nach München überführen und in der Gruft der Hofkirche Sankt Michael beisetzen.
Am Friesenberg befand sich auch der Schießstand der kurfürstlichen Artillerie. Besonders Kurfürst Karl vergnügte sich häufig mit Schießen aus den Geschützen. 1681 soll er zwei einander gegenüberstehende Geschütze so feuern lassen haben, dass die Kugeln sich in der Luft trafen. Ein Gedenkstein, der an dieses Ereignis erinnern sollte, stand zunächst am Friesenberg, wurde dann aber in den Stückgarten versetzt.

## Tourismus

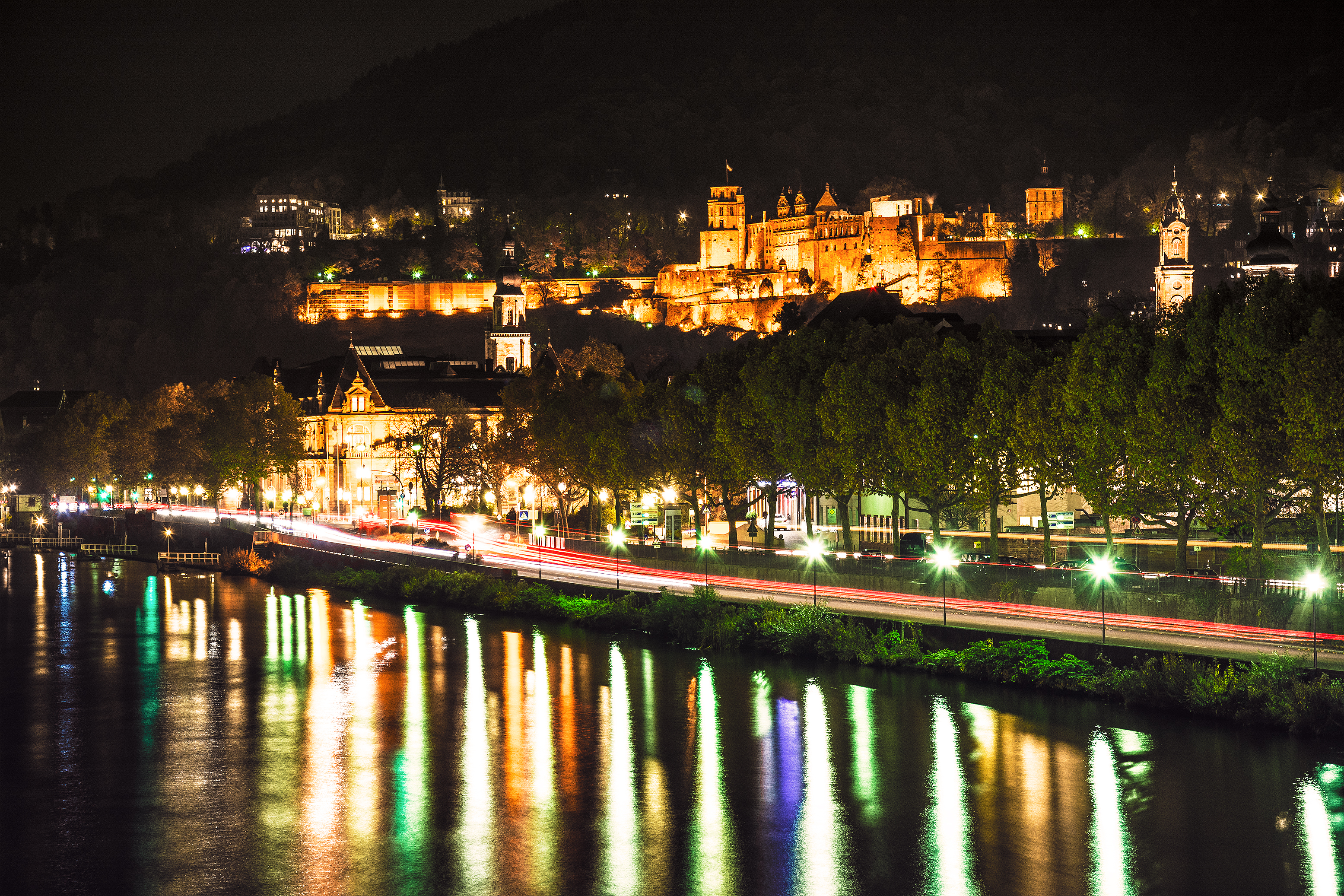
Das Schloss bei Nacht vom Neckar (aus nördlicher Richtung) gesehen

### ÖPNV-Anbindung
Seit 1890 führt eine Standseilbahn vom Kornmarkt am Rand der Altstadt zum Schloss, die Heidelberger Bergbahn.
Daneben hat das Schloss eine eigene Bushaltestelle namens „Heidelberg, Schloss“
| Linie | Verlauf | Bemerkung                    |
| ----- | --- | ---------------------------- |
| 30    | Schlierbach, HITS – Carl-Bosch Museum – S-Bahnhof Altstadt – Universitätsplatz – Schloss – Sternwarte – MPI Astronomie | Nur Mo–Fr meist als Kleinbus |
| 757   | (Schatthausen-) Gauangelloch – Gaiberg – Schloss – Hbf                                                                 | Nur an Schultage zwei Busse  |

### Schlossbeleuchtung

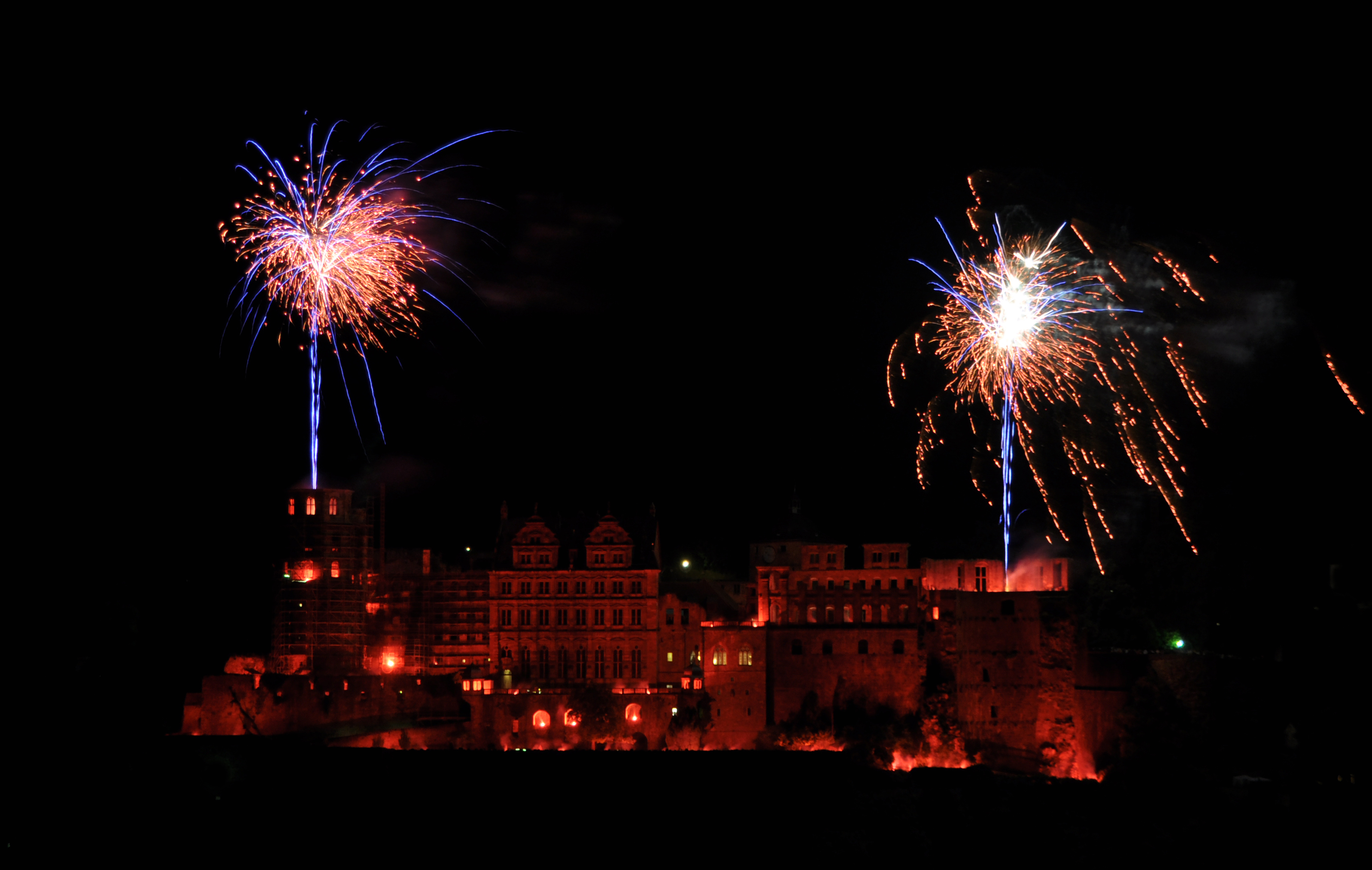
Die beleuchtete Schlossruine bei einer Schlossbeleuchtung

Die mehrfach im Jahr stattfindende Schlossbeleuchtung, ein Feuerwerk, in dessen Mittelpunkt das Schloss steht, ist auch eine Inszenierung der Zerstörung des Schlosses im Jahr 1693. Schon Mark Twain hat die Schlossbeleuchtung im Jahr 1878 gesehen und sie folgendermaßen beschrieben:

„[…] mit atemberaubender Plötzlichkeit schossen eine Handvoll buntfarbiger Raketen inmitten eines Donnergeheuls aus den schwarzen Schlünden der Schlosstürme. Gleichzeitig zeichnete sich jede Einzelheit der gewaltigen Ruine gegen den Berg ab. Immer wieder schossen aus den Türmen dicke Bündel von Raketen in die Nacht, und der Himmel erstrahlte im Licht leuchtender Pfeile, die in den Zenith zischten, kurz verhielten und sich dann graziös nach unten bogen, um in einem wahren Springbrunnen von farbig sprühenden Funken zu bersten.“

Die erste Schlossbeleuchtung fand im Juni 1815 statt, als sich Kaiser Franz I. von Österreich, Zar Alexander I. von Russland, König Friedrich Wilhelm III. von Preußen, Kronprinz Ludwig von Bayern und viele andere Fürsten mehrere Wochen in Heidelberg aufhielten, um die Heilige Allianz gegen Napoleon zu vereinbaren, der soeben sein Exil auf der Insel Elba verlassen hatte. Um den anwesenden Regenten etwas Besonderes zu bieten, beschloss der Heidelberger Magistrat, die Schlossruinen zu illuminieren. Dies geschah mit den einfachsten Mitteln, indem Holz und andere brennbare Stoffe im Schlosshof angezündet wurden. Eine weitere Schlossbeleuchtung wurde im Mai 1830 von Schlossgarteningenieur Metzger, zu Ehren des Besuchs der Kaiser von Österreich und Russland sowie des Königs von Preußen, arrangiert. Die heutigen Schlossbeleuchtungen erinnern an die Zerstörung des Schlosses durch den französischen General Ezéchiel de Mélac im Jahr 1689 und 1693 während des Pfälzischen Erbfolgekriegs.
Die Heidelberger Rhein-Neckar-Zeitung beschreibt in einem Artikel die geschichtlichen Hintergründe der Schlossbeleuchtung und geht dabei auch auf die Gegenwart ein:

„Seit Jahrzehnten sind nun bei jeder Schlossbeleuchtung rund 50 Helfer der Feuerwehr auf dem Schloss im Einsatz. Es ist eine Ehre, dabei zu sein, oft ‚vererbt‘ der Vater das Ehrenamt an Sohn und Enkel fort. Horst Hasselbach wurde vor rund 30 Jahren gefragt, ob er helfen möchte. Seither hat er keine einzige Beleuchtung verpasst. Genau um 22.15 Uhr (nach der Uhr der Heilig-Geist-Kirche) gibt er mit einer Signal-Rakete das Zeichen ‚Achtung!‘. Dann zünden alle Helfer ihre Lunte an. Wieder genau 30 Sekunden später kommt der zweite Schuss, und alle halten ihre Lunte an das bengalische Feuer – und das Schloss erglüht im roten Licht.“

Aus Solidarität mit dem ukrainischen Volk angesichts der Russischen Invasion der Ukraine 2022 wurde das Schloss vom 4. bis zum 6. März 2022 in den Farben der ukrainischen Nationalflagge beleuchtet.

### Schlossfestspiele

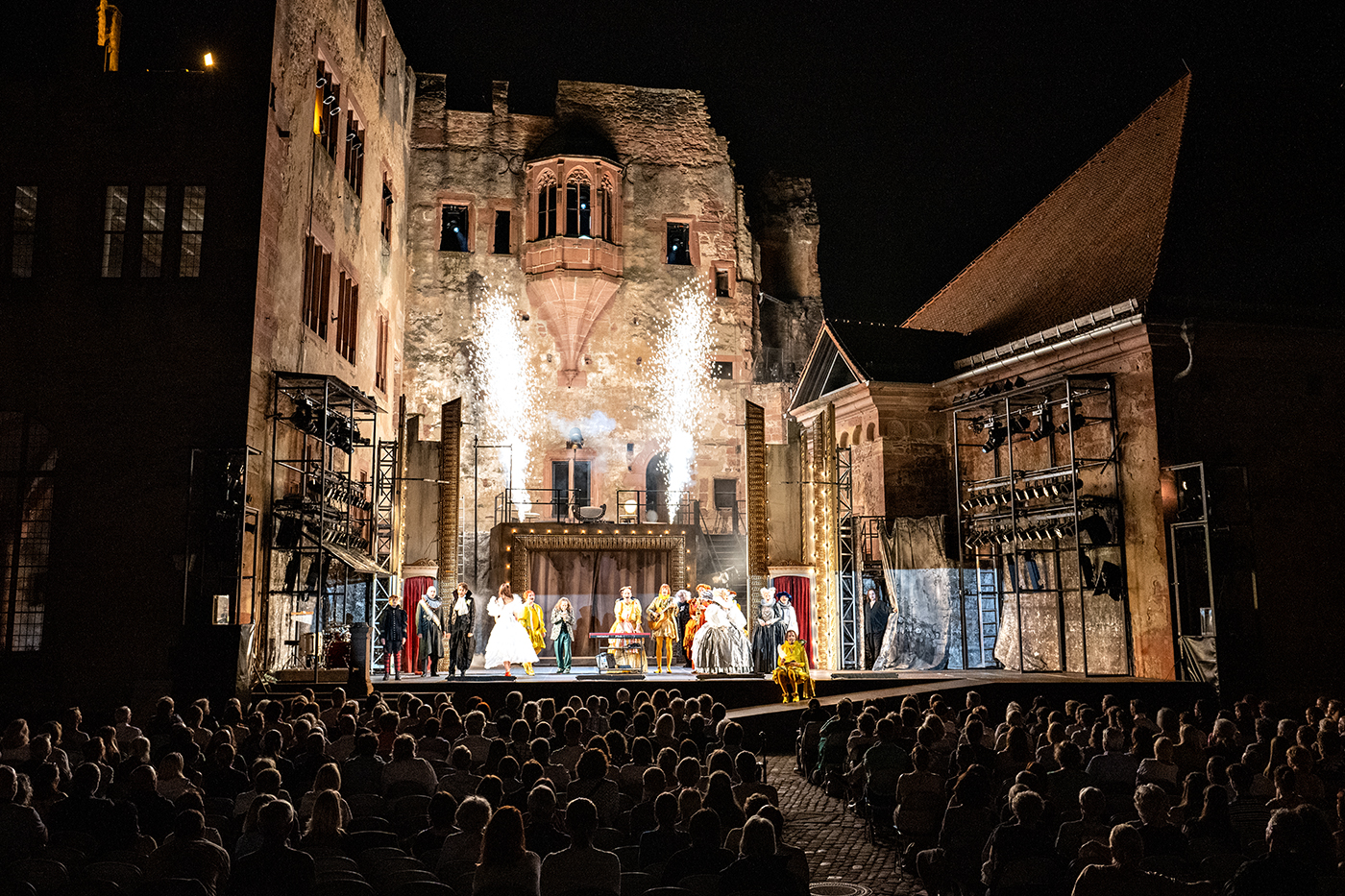
Die Eröffnung der Heidelberger Schlossfestspiele in der Spielzeit 2021/22

Während der sommerlichen Heidelberger Schlossfestspiele werden im Schlosshof Freiluftaufführungen der verschiedensten Art geboten. Die Schlossfestspiele werden vom Stadttheater Heidelberg organisiert und wurden 1926 mit einer Inszenierung von Ein Sommernachtstraum von William Shakespeare begründet.
Im Ausland – vor allem in den USA – am bekanntesten ist The Student Prince (deutsch: „Der Studentenprinz“), eine Operette um den fiktiven Kronprinz Karl Franz von Karlsberg, der sich bei seinem Studium in Heidelberg in die Wirtstochter Kathie verliebt und diese Beziehung aus Gründen der Staatsräson aufgeben muss. Dieses Stück wird im Schlosshof auf Englisch (oder mit deutschem Text und englischen Liedern) aufgeführt und zieht vorwiegend Besucher aus Übersee an. Die Operette geht zurück auf das Schauspiel Alt-Heidelberg von Wilhelm Meyer-Förster, das am 22. November 1901 am Berliner Theater zum ersten Mal aufgeführt wurde und in Japan der Meiji-Zeit zur Pflichtlektüre aller Deutschstudenten gehörte, was den Bekanntheitsgrad Heidelbergs und des Heidelberger Schlosses dort beträchtlich erhöhte. Das Stück ist heute in Deutschland selbst kaum bekannt, gehörte aber in der ersten Hälfte des 20. Jahrhunderts zu den am meisten gespielten deutschen Theaterstücken.

### Prominente Schlossgäste
Am 11. September 1999 besuchte der damalige südafrikanische Präsident und Friedensnobelpreisträger Nelson Mandela das Heidelberger Schloss und trug sich, im Schlosshof mit Anwesenheit mehrerer Menschen, in das Goldene Buch der Stadt Heidelberg ein.

## Filme
- Wilde Schlösser – Schloss Heidelberg. Dokumentarfilm, Deutschland, 2017, 42:55 Min., Buch und Regie: Miriam Zimmermann, Brian McClatchy, Robert Wiezorek, Produktion: taglicht media, arte, ZDF, Reihe: Wilde Schlösser, Erstsendung: 30. Oktober 2017 bei arte, Inhaltsangabe von ARD. Zum Biotop, Medizingeschichte und Geschichte des Schlosses.
- Schloss Heidelberg: Die baugeschichtliche Entwicklung. Animationsfilm mit Luftaufnahmen, Deutschland, 2016, 4:35 Min., Regie: Julian Hanschke, Produktion: Staatliche Schlösser und Gärten Baden-Württemberg, Internetpublikation: 23. November 2016 bei YouTube, online-Video.